# Vienne (Isère)
Ne doit pas être confondue avec la ville autrichienne de Vienne (Autriche) et le département français de la Vienne (département)
Pour les articles homonymes, voir Vienne.
Vienne (/vjɛn/ ) est une commune française située dans le département de l'Isère, en région Auvergne-Rhône-Alpes.
Considérée comme un lieu de présages par l'Empire romain, elle est ensuite qualifiée de « cité sainte » et comparée à Bethléem. Entourée par des collines, elle devient le lieu d'implantation d'une ville fortifiée. Grâce à l'essor industriel amorcé au XVIIIe siècle, l'économie viennoise prospère. Depuis 1981, la ville affirme sa vocation touristique avec Jazz à Vienne.
Située dans le Sud-Est de la France, au confluent du Rhône et de la Gère, entre Lyon et Valence, Vienne est — avec La Tour-du-Pin — l'une des deux sous-préfectures du département. La population viennoise se trouve en 4e place du département de l'Isère et en 25e place de la région Auvergne-Rhône-Alpes, avec 30 059 habitants en 2020.
Le point fort de Vienne reste néanmoins son unité urbaine, regroupant 25 communes réparties sur trois départements, avec une population de 96 736 habitants en 2020, ce qui la place en 9e position dans la région, juste derrière celle de Valence avec ses 132 301 habitants. La communauté d’agglomération viennoise est constituée de 30 communes, dont 18 en Isère et 12 dans le Rhône, elle regroupe une population d'un peu plus de 92 000 habitants. C'est la 3e communauté d'agglomération iséroise (après Voiron) et la 8e communauté d'agglomération régionale.

## Géographie

### Localisation

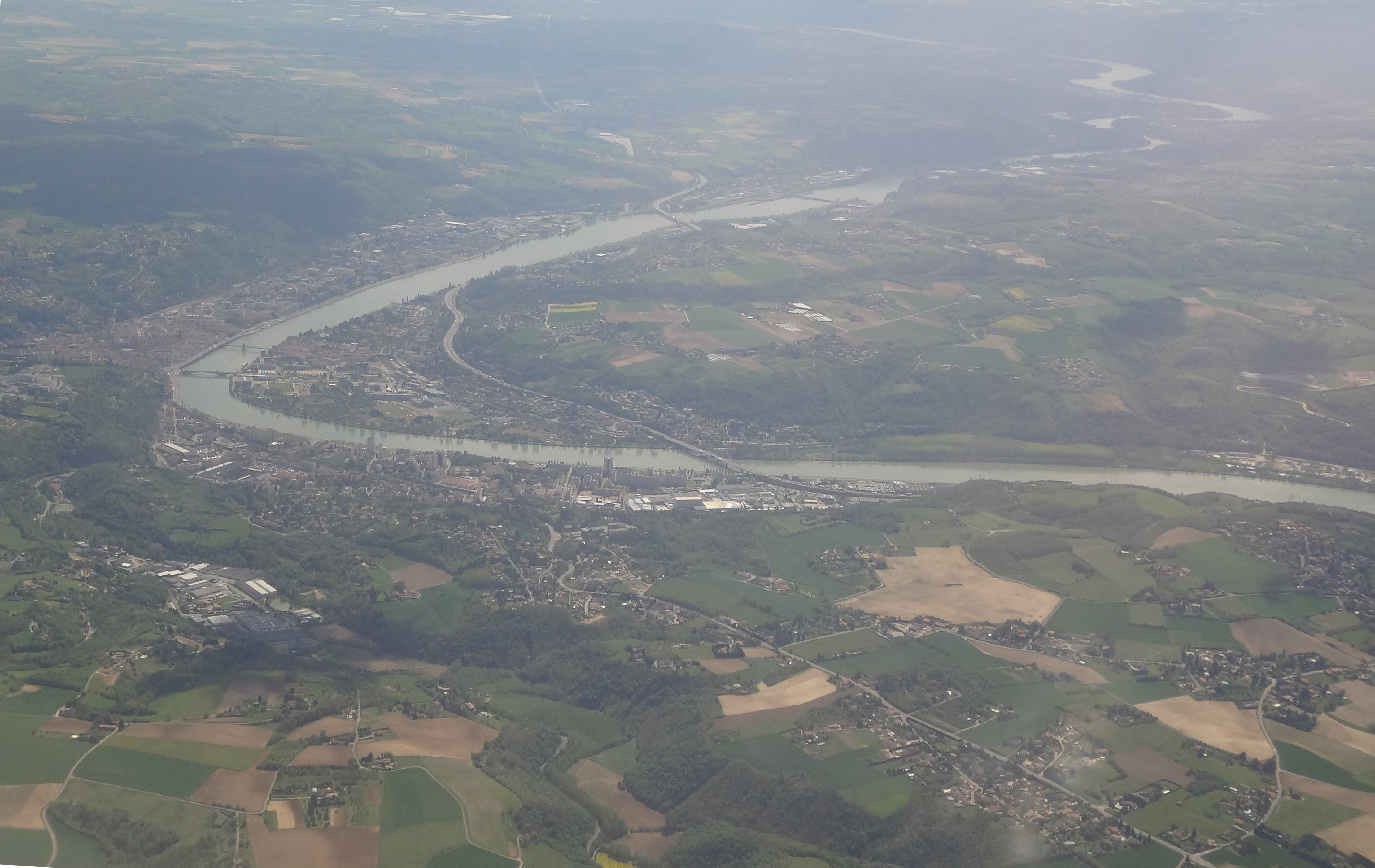
Vue aérienne de Vienne et de la vallée du Rhône.

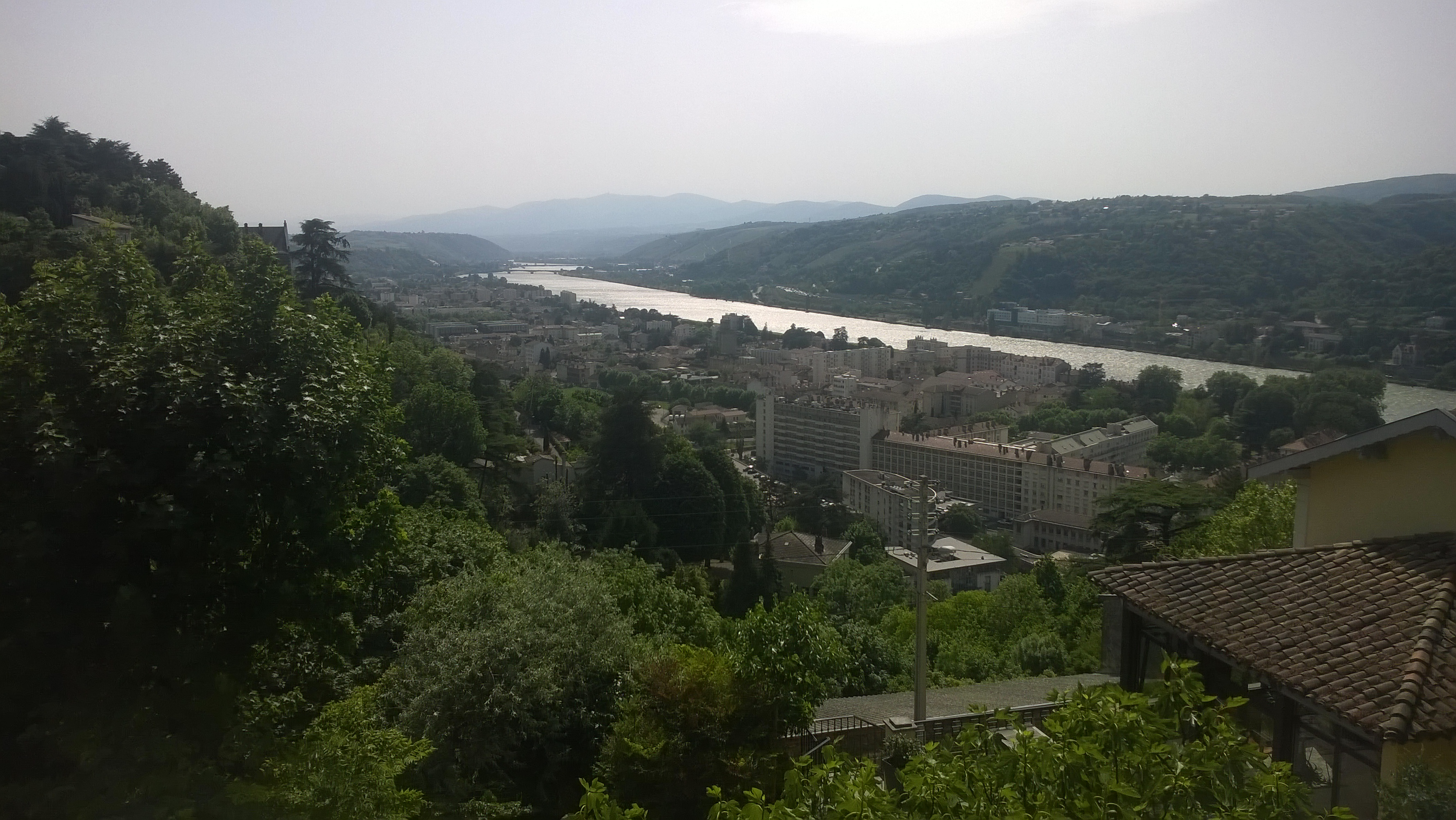
Vue sur la vallée du Rhône et les quartiers sud de Vienne, depuis le Mont Saint-Just.

Vienne est située en Europe continentale, dans le quart sud-est de la France, au cœur de la région Auvergne-Rhône-Alpes, dans la vallée du Rhône (entre Lyon et Valence), au nord-ouest de l'ancienne province du Dauphiné, dans le nord-ouest du département de l'Isère, au sein de la région naturelle des Balmes viennoises, au confluent de la Gère et du Rhône. La ville est entourée de plusieurs massifs montagneux, le Massif central à l'ouest et les Préalpes à l'est et se situe au nord de l'axe méridien de la vallée du Rhône.
À vol d'oiseau, Vienne se trouve à 26 kilomètres au sud de Lyon, à 39 kilomètres à l'est de Saint-Étienne, à 66 kilomètres au nord de Valence, à 90,2 kilomètres du centre de Grenoble, à 251 kilomètres au nord de Marseille, à 417 kilomètres au sud de Paris. Les villes les plus proches sont celles de Jardin (5 km), d'Estrablin (8 km), de Condrieu (11 km), de Saint-Symphorien-d'Ozon (11 km), de Givors (14 km), de Chaponnay (16 km), de Roussillon (19 km), de Corbas (20 km), et de Saint-Jean-de-Bournay (23 km).
Administrativement, la commune se situe dans la région Auvergne-Rhône-Alpes, dans le département de l'Isère, dans l'arrondissement de Vienne (dont elle est le chef-lieu). De plus, Vienne est le chef-lieu de deux cantons, celui de Vienne-1 et celui de Vienne-2, la ville est donc au niveau cantonal divisée en deux. La commune faisait depuis le 1er janvier 2002 partie de la Communauté d'agglomération du Pays Viennois (appelée plus fréquemment ViennAgglo) et cela jusqu'au 1er janvier 2018, date à laquelle la fusion des intercommunalités de Condrieu et de Vienne ont permis la création d'une toute nouvelle structure : la communauté d'agglomération Vienne Condrieu Agglomération ; avant la Loi Chevènement, la ville faisait partie du district de Vienne, qui regroupait 7 communes (Sainte-Colombe-lès-Vienne, Saint-Romain-en-Gal, Saint-Cyr-sur-le-Rhône, Seyssuel, Pont-Évêque, Reventin-Vaugris et Vienne).
La cité s'étend sur la rive gauche (à l'est) du fleuve, en face de Saint-Romain-en-Gal et de Sainte-Colombe, au confluent du Rhône et de la Gère. Elle est enserrée en arc de cercle entre cinq collines abruptes, restes du bloc hercynien épigénétique du Massif central à l'ouest du fleuve.
La ville a donné son nom à une région géographique bien délimitée : les Balmes viennoises.

### Communes limitrophes
La commune de Vienne est limitrophe de douze communes. En partant du nord vers le nord-est puis de l'est vers le sud-est, on trouve les communes de Chuzelles, de Serpaize, de Pont-Évêque, d'Estrablin et de Jardin. Au nord-ouest, le territoire de Seyssuel. À l'ouest et au sud-ouest, sur la rive droite du Rhône, s'étendent les communes de Saint-Romain-en-Gal, de Sainte-Colombe, de Saint-Cyr-sur-le-Rhône puis d'Ampuis, et ensuite sur la rive gauche du Rhône, on trouve Reventin-Vaugris. Enfin au sud, Vienne partage sa limite territoriale avec Les Côtes-d'Arey. Ce qui est particulier à Vienne, c'est que sur tout son flanc ouest, la limite du territoire communal avec les communes de Saint-Romain-en-Gal, de Sainte-Colombe, de Saint-Cyr-sur-le-Rhône et d'Ampuis se fait sur le Rhône.

### Vienne et sa région

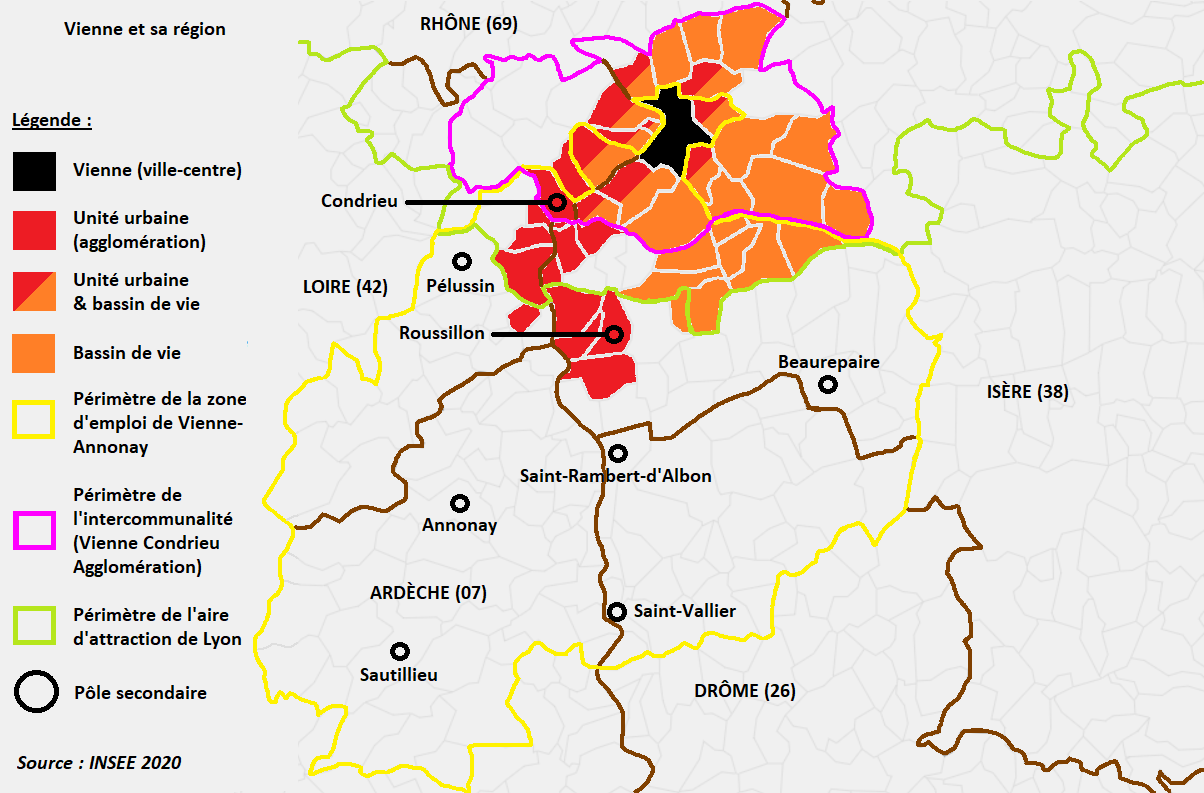
Vienne : superposition de l'agglomération, du bassin de vie, de la zone d'emploi et des périmètres de Vienne Condrieu Agglomération et de l'aire d'attraction de Lyon, depuis 2020.

Bien que seulement la quatrième ville d'Isère par sa population, la ville exerce une attractivité sur une partie de la vallée du Rhône allant de Vienne à Roussillon s'étendant sur trois départements : l'Isère, le Rhône et la Loire. Cette zone d'attractivité est limitrophe, au nord, d'un pôle de grande importance qui lui est contigu : l'unité urbaine de Lyon.
L'unité urbaine de Vienne a été estimée à 96 736 habitants, en 2022. Le tableau suivant détaille la répartition de l'unité urbaine en 2020 sur les départements (les pourcentages s'entendent en proportion de chaque département) :
| Département | Communes | Communes (%) | Superficie (km²) | Superficie (%) | Population (2020) | Population (%) |
| ----------- | -------- | ------------ | ---------------- | -------------- | ----------------- | -------------- |
| Isère       | 15       | 60           | 155,01           | 65,10          | 79 189            | 81,86          |
| Loire       | 4        | 16           | 29,04            | 12,20          | 4 979             | 5,15           |
| Rhône       | 6        | 24           | 54,05            | 22,70          | 12 568            | 12,99          |
| Total       | 25       | 100          | 238,1            | 100            | 96 736            | 100            |

Quant à la zone d'emploi de Vienne-Annonay, elle correspond à l'espace géographique continu à l'intérieur duquel la plupart des actifs résident et travaillent. Elle est à distinguer de la notion d'aire d'attraction qui n'établit son périmètre qu'en tenant compte des communes de résidence des travailleurs viennois. Ce dernier périmètre reflétant l'attractivité géographique de Vienne s'étend à deux autres départements : la Drôme et l’Ardèche. Elle agglomère autour d'elle 248 344 habitants habitants en 2020.

### Topographie

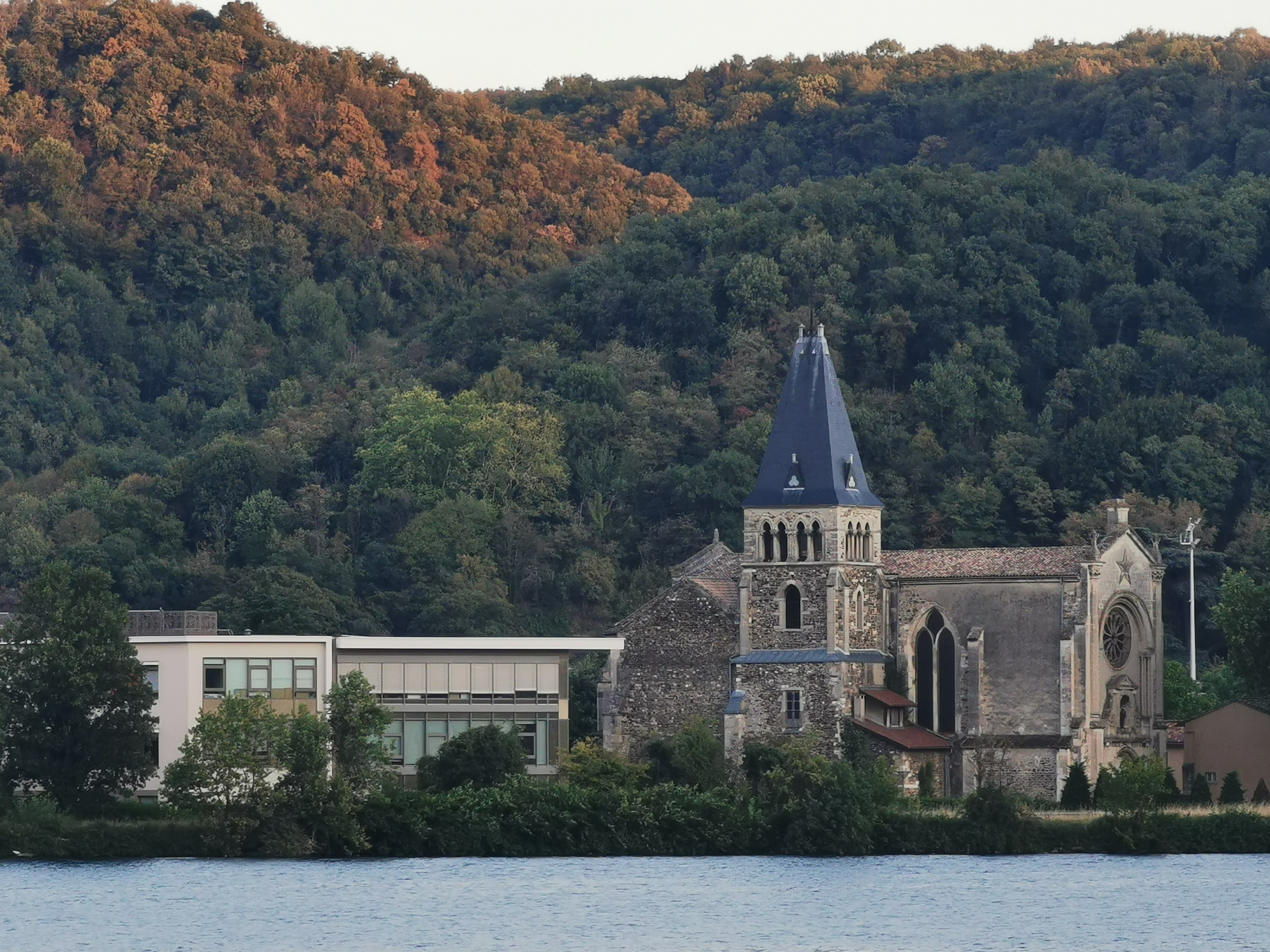
Notre-Dame de l'Isle avec son EHPAD.

La ville, qui se situe dans la vallée du Rhône, est entourée par plusieurs collines et plateaux. Sa superficie est de 2 265 hectares ; Vienne est dominée par quatorze collines principales : son altitude varie entre 150 mètres au sud (au niveau de la Chapelle Notre-Dame de l'Isle) et 408 mètres (au sommet de la colline du Télégraphe).

#### Le «site de Vienne»
Le Rhône est l'élément de continuité qui permet de descendre de Lyon à la mer Méditerranée, mais la vallée du Rhône parait fort discontinue puisqu'elle alterne défilés et bassins au cœur du plus vaste ensemble de bas plateaux. À la suite du contrecoup du soulèvement alpin, dans le sillon rhodanien, on suit du nord au sud : la Dombes puis, au sud du Rhône qui vient du Jura, les plateaux des Balmes viennoises, de Bonneveaux et des Terres froides en Bas-Dauphiné ; ils sont relayés au sud de la Drôme par les avant-postes des Pré-alpes. Ces bas plateaux (de 300 à 400 mètres) sont localement incisés en défilés, les roches dures des versants ayant assuré leur pérennité à l'échelle des temps géologiques. Le défilé de Vienne est le premier de ces défilés en aval de Lyon.
Peu avant Vienne et jusqu'à Condrieu, la vallée du Rhône frappe par son étroitesse et par la raideur des versants qui l'encadrent. Les traits du relief ont été présentés comme des avantages naturels du site de la Vienne antique.

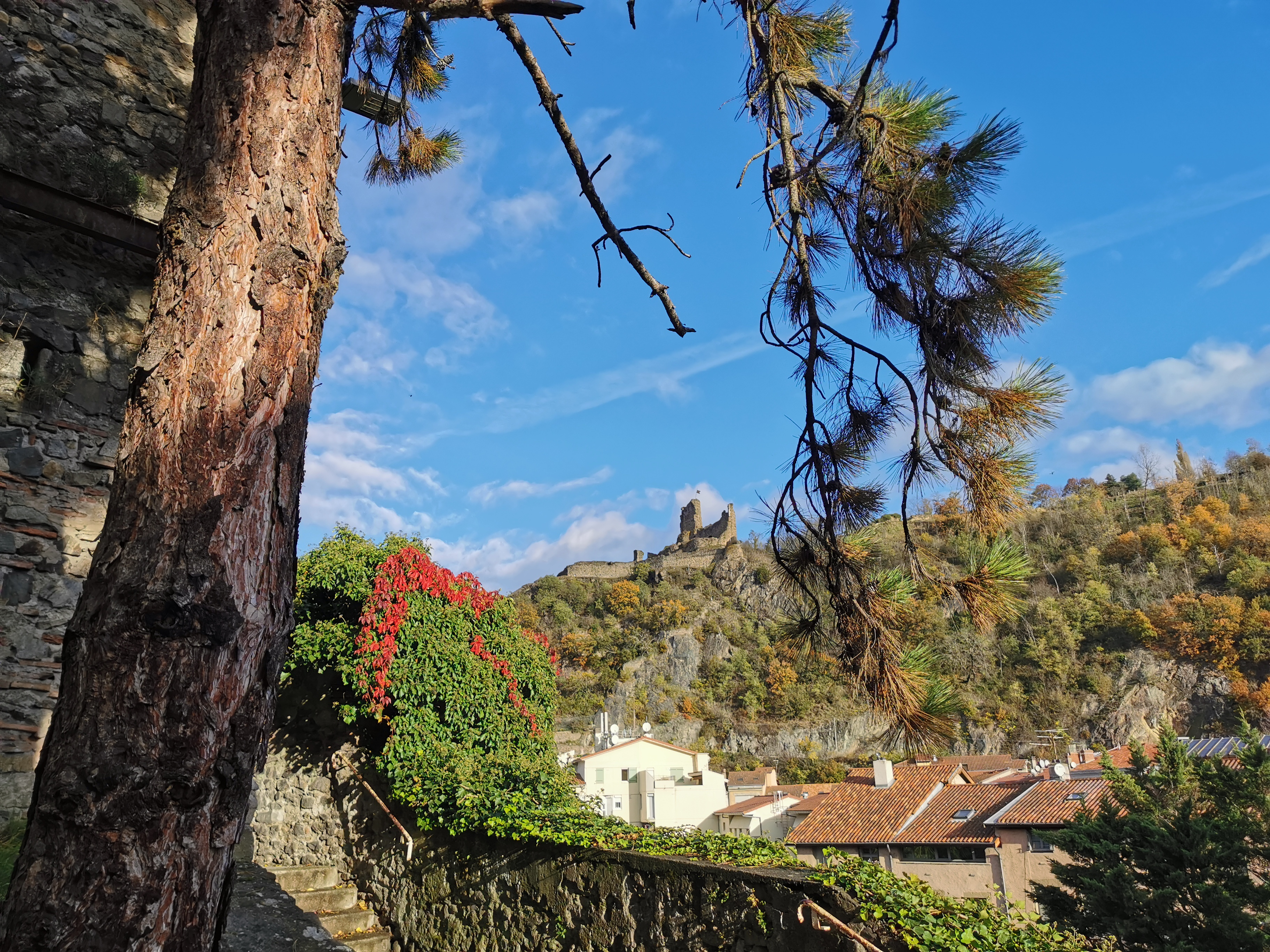
La montée rue Professeur-Louis-Vialleton en ascendant vers Pipet. Vue sur Mont Salomon avec les vestiges des fortifications d'une ancienne résidence épiscopale « de repli » bâtie au XIIIe siècle.

- Sur la rive gauche, Vienne est la ville de[A 1] cinq collines disposées en arc de cercle regardant le Rhône, qui assure la défense face à l'arrière-Pays-Bas dauphinois. Ce sont : le Mont Salomon, le Mont Arnaud, les collines de Sainte-Blandine, de Pipet (245 mètres) et de Saint-Just (290 mètres). Ces hauteurs sont en fait l'extrémité occidentale des lanières d'un plateau disséqué par d'étroites et profondes vallées (comme celle de la Gère) que l'on appelle Balmes Viennoises. Les 14 collines que l'on peut compter sur le territoire communal font toutes partie intégrante des Balmes Viennoises. Du nord au sud, ce sont les collines de Saint-Maxime (270 mètres), de Massier (293 mètres), de Charavel (268 mètres), du Champ de Bras (278 mètres), du Gravier Rouge (305 mètres), du Mont Salomon (274 mètres), du Mont Arnaud (295 mètres), de Pipet (245 mètres), de Charlemagne (270 mètres), de Sainte-Blandine (276 mètres), de Malissol (281 mètres), de Saint-Just (290 mètres), de Saint-Gervais (286 mètres) et du Télégraphe qui est le point culminant de la ville avec 408 mètres d'altitude[A 2].
- la plaine du Rhône, large de 2 kilomètres, s'abaisse de 160 à 150 mètres environ à Vienne, selon une pente moyenne de 50 centimètres par kilomètre. D'orientation nord-ouest/sud-est entre Givors et Vienne, elle décrit un coude de 90° vers le sud-ouest entre Vienne et Condrieu. La plaine s'étend principalement en rive droite du fleuve sur les communes de Saint-Romain-en-Gal et de Sainte-Colombe et en rive gauche dans les quartiers de L'Isle et d'Estressin. Masquée par le bâti, la plaine actuelle paraît à première vue homogène, mais la topographie de détail était plus complexe à l'époque gallo-romaine, car de bas niveaux, peu ou non inondables, facilitaient le franchissement du fleuve et la traversée de la plaine[A 3].

Le défilé de Vienne est la seconde trouée de l'axe Saône-Rhône, après celle de Pierre Scize lorsque la Saône entre dans Lyon. Vers l'aval, ce sont le défilé de Saint-Vallier à Tain-l'Hermitage et celui de Donzère. Les géographes ont forgé l'expression de « percée épigénique » pour caractériser ce type de défilé. Celui de Vienne est creusé au contact de la bordure orientale du Massif Central et du piémont du Bas-Dauphiné ; le Rhône a creusé son lit sur place, entaillant un couloir dans les roches dures du socle plutôt que d'emprunter par un détour des secteurs de roche tendre où il eût déblayé un large bassin.
En résumé, le Rhône et ses affluents, à travers une large boucle, ont creusé d'importants sillons dans les derniers contreforts orientaux du Massif Central, formés de roches cristallophylliennes, substrat des collines qui entourent la ville. Le sommet de ces coteaux est recouvert de placages morainiques et de dépôts éoliens, et les dernières glaciations ont laissé de nombreuses alluvions à leur pied, formant ainsi des terrasses hors de portée des crues du Rhône, même lorsque celui-ci occupait la totalité de son lit majeur comme au début du Ier millénaire av. J.-C..

#### Géologie et relief
Le paysage viennois forme une mosaïque de paysages et de milieux aux aptitudes diversifiées. Dans un premier temps, il y a la « gorge épigénique du Rhône » est présente depuis la fin du Miocène. Les versants encadrant la gorge du Rhône ont été une dénivellation actuelle de plus de 200 mètres, mais la profondeur était supérieure au Messinien (270 mètres) ; ils sont parallèles et orienté nord-ouest/sud-est au nord de Vienne et nord-ouest/sud-ouest au sud de la ville. Alors que le versant ouest est échancré par plusieurs ruisseaux qui descendent du Massif du Pilat et en facilitent l'accès, le versant est rectiligne, massif, à l'exception notable de la trouée de la Gère. Le réseau de failles qui a dénivelé le Pilat a aussi partiellement guidé le cours du Rhône au cours du processus de surimposition. C'est aussi la grande résistance du socle à l'érosion superficielle qui explique la permanence de la gorge du Rhône depuis la fin de l'ère tertiaire. Les roches cristallophylliennes sont présentes au nord de Vienne et sur les deux versants de la gorge du Rhône, mais le granite arme le plateau situé entre Vienne et les Côtes d'Arey en rive gauche. L'échine nord-sud de la colline de Pipet est aussi granitique, mais mylonitisée, c'est-à-dire intensément fracturée.
Exposées au sud-est, les pentes de la gorge du Rhône offrent une grande variété d'expositions favorables multipliées par la dissection des coteaux; l'ensoleillement est remarquable au-dessus de l'humidité et des brumes de la plaine du Rhône, et ces pentes offrent en général une bonne protection vis-à-vis du vent du nord.
La plaine alluviale du Rhône s'abaisse de 155 mètres à Givors à 145 mètres au niveau de Condrieu, sur une distance de près de 20 kilomètres, ce qui confère à la plaine et au Rhône une forte pente d'environ 0,5 mètre par kilomètre. La largeur de la plaine alluviale (si l'on considère les alluvions du Rhône) ou du lit majeur (si l'on prend en considération une définition basée sur l'inondation), est comprise entre 800 et 1500mètres.
Dans un second temps, il y a les Balmes viennoises, le bas plateau situé dans la partie sud-ouest du Bas-Dauphiné, sont nommées ainsi car les vallées sont loin en loin bordées de corniches émoussées ou de talus entaillés dans la molasse miocène qui peut affleurer ; la « balme » (ou « baume ») nomme localement à la fois la corniche et la grotte. Les Balmes sont fréquemment creusées de cavités artificielles utilisées comme annexes des bâtiments de la ferme ; le sable extrait des baumes était utilisé comme litière pour amender les champs. Les Balmes viennoises, ainsi que le plateau de Bonnevaux plus au sud, sont d'une grande diversité paysagère du fait de la complexité de leur mise en place. La molasse affleure de rive droite de la Gère ; au Moyen Âge, elle a été extraite à grande échelle de carrières souterraines pour les besoins de la construction, comme en témoignent les carrières souterraines de Pont-Évêque. Leur roche, qui durcit à l'air libre, a servi à la construction de la cathédrale Saint-Maurice.
La modelé des Balmes viennoises date des périodes froides du Quaternaire. Si la haute surface du plateau de Bonnevaux (450 mètres) présente des interfluves qui n'ont pas été décapés par les glaces ; en revanche, ceux des Balmes viennoises (350 mètres) ont sans doute été abaissées par l'érosion glaciaire et portent une couverture morainique d'âge rissien, ou même mindélien.

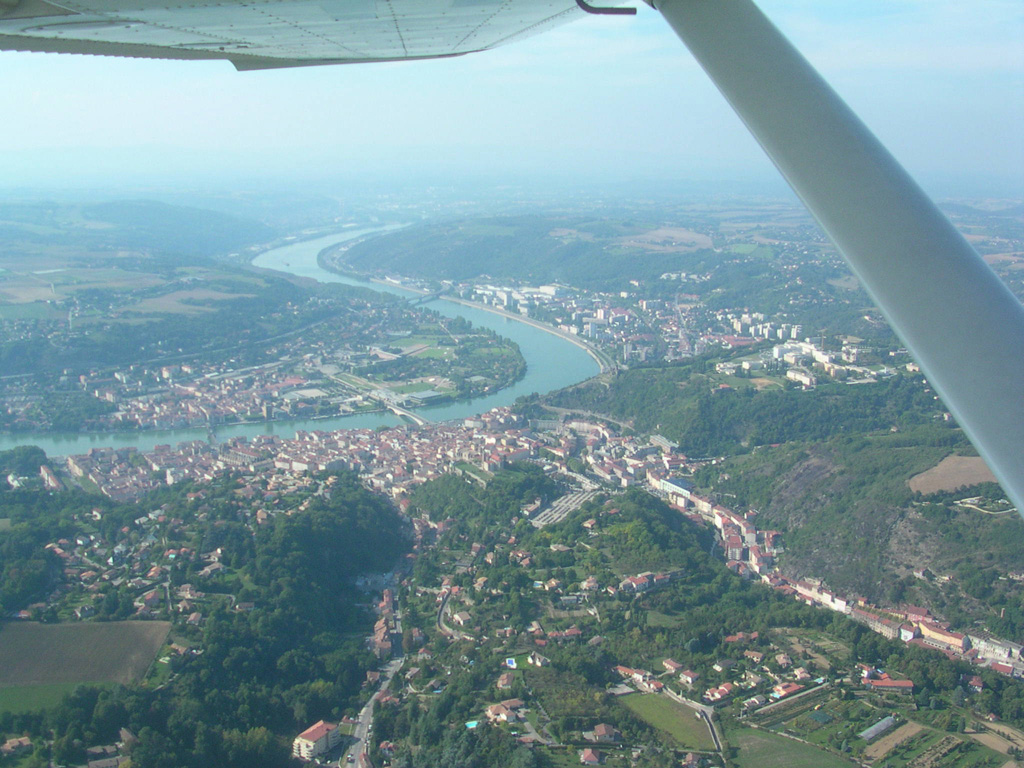
Vue générale de Vienne.
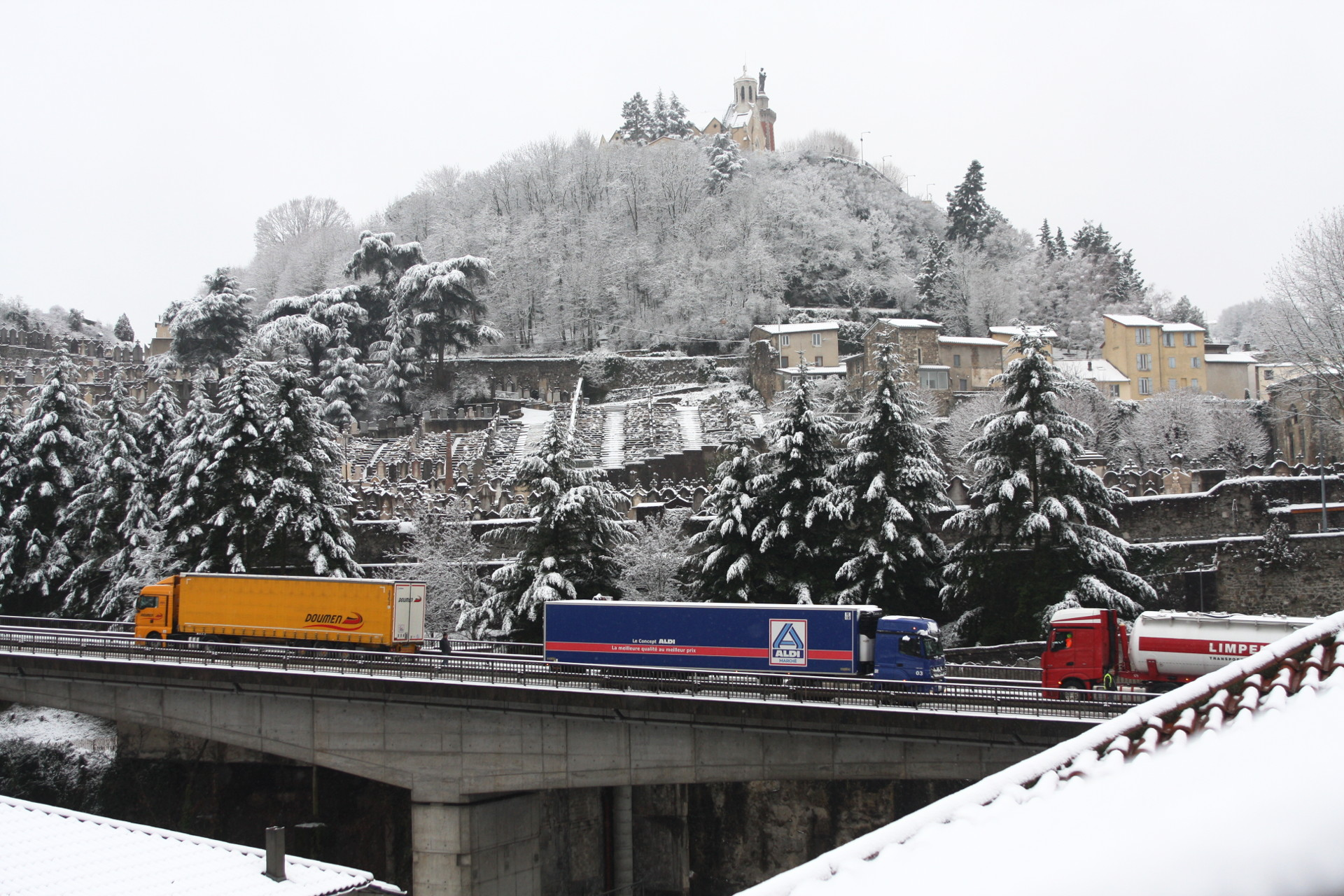
Le Mont Pipet (vu du quartier Saint-Martin)
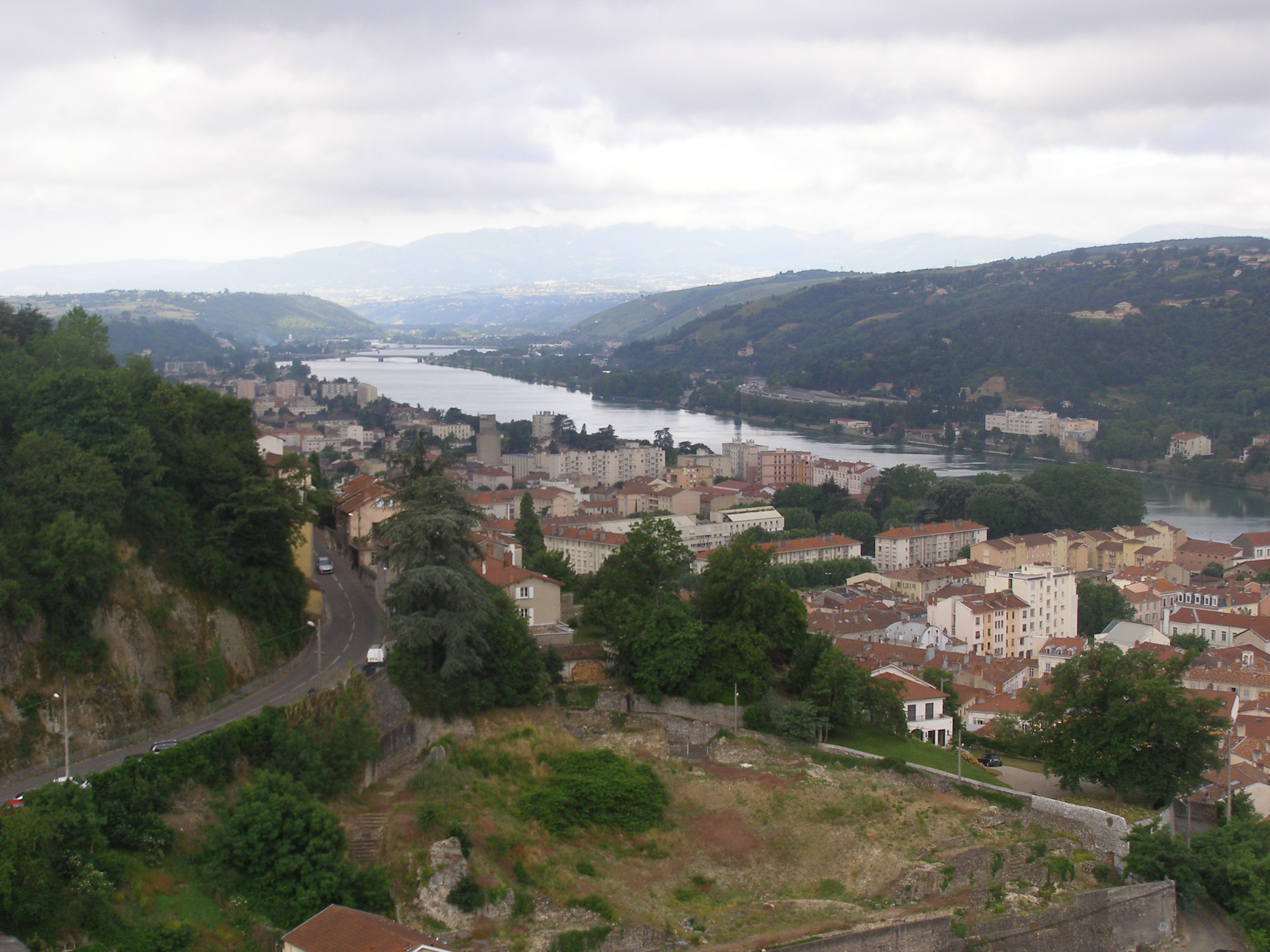
Le Mont Saint-Just (au premier plan).
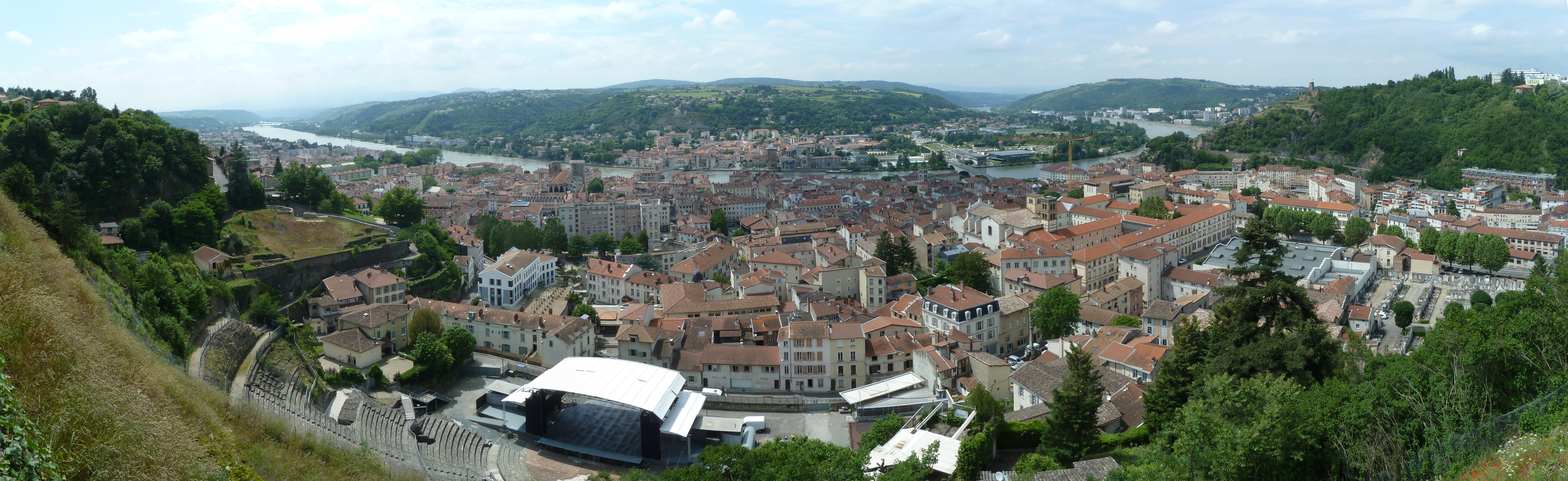
Vue depuis le Belvédère de Pipet.

#### Sites géologiques remarquables
L’ancienne mine de zinc de La Poype est un site géologique remarquable de 14,94 hectares qui se trouve sur les communes de Vienne et Reventin-Vaugris (au lieu-dit La Poype). La galerie d'extraction s'enfonce horizontalement jusqu’à 1 260 mètres et aboutit à l'ancien puits qui a lui-même 120 mètres de profondeur. Le remplissage du filon de la Poype est formé de Blende noire (sulfure de Zinc minerai principal, Calamine silicate de zinc), Galène (sulfure de plomb avec gangue de quartz blanc et noir, Calcite, Dolomie, Aragonite et Barytine), on y rencontre quelque peu de Pyrite de fer. En 2014, elle est classée « une étoile » à L'inventaire national du Patrimoine géologique.

### Hydrographie
Vienne fait partie du bassin versant du Rhône : les eaux qui coulent à Vienne se jettent dans la mer Méditerranée.

#### La ville et son fleuve

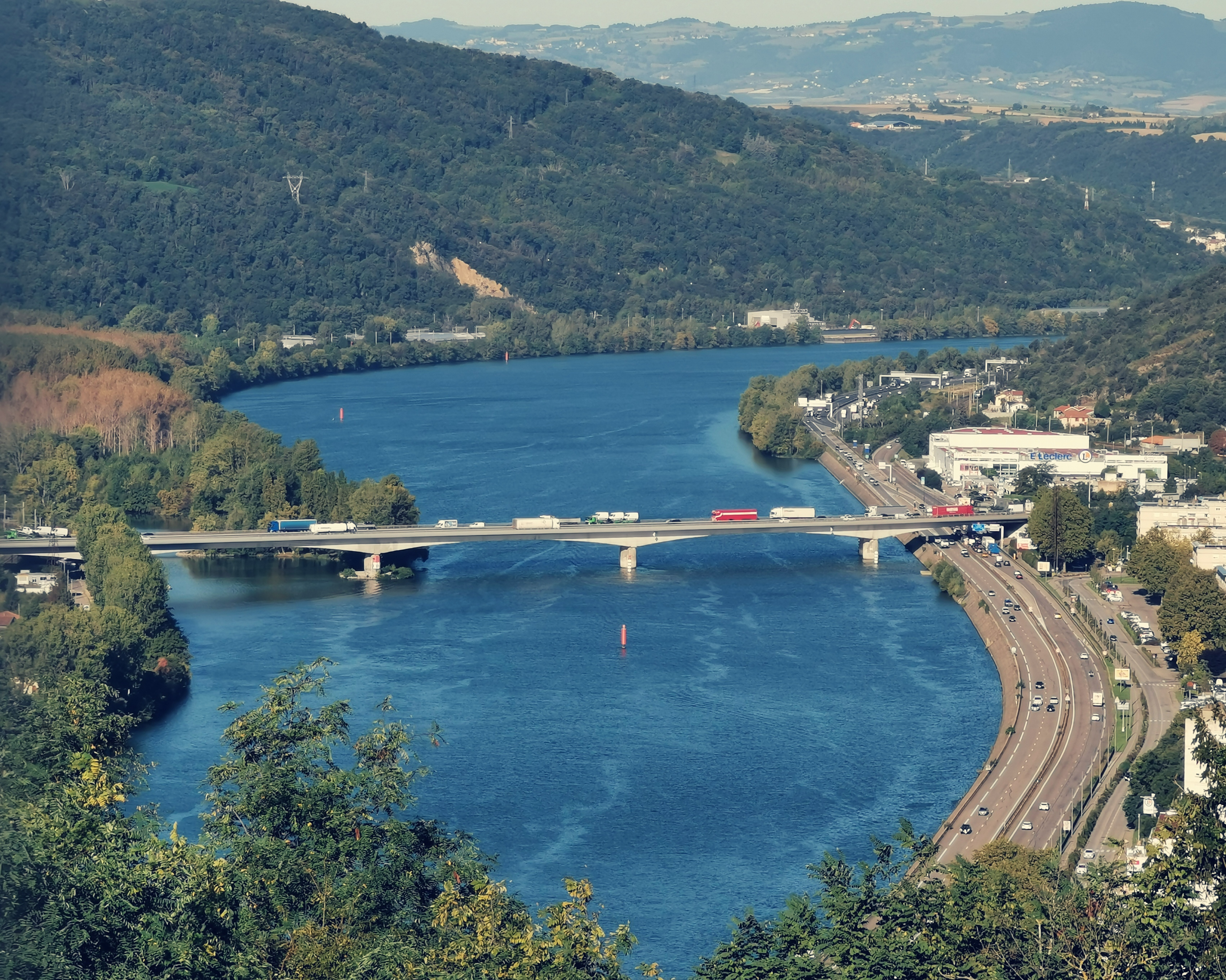
Le Rhône à Estressin.

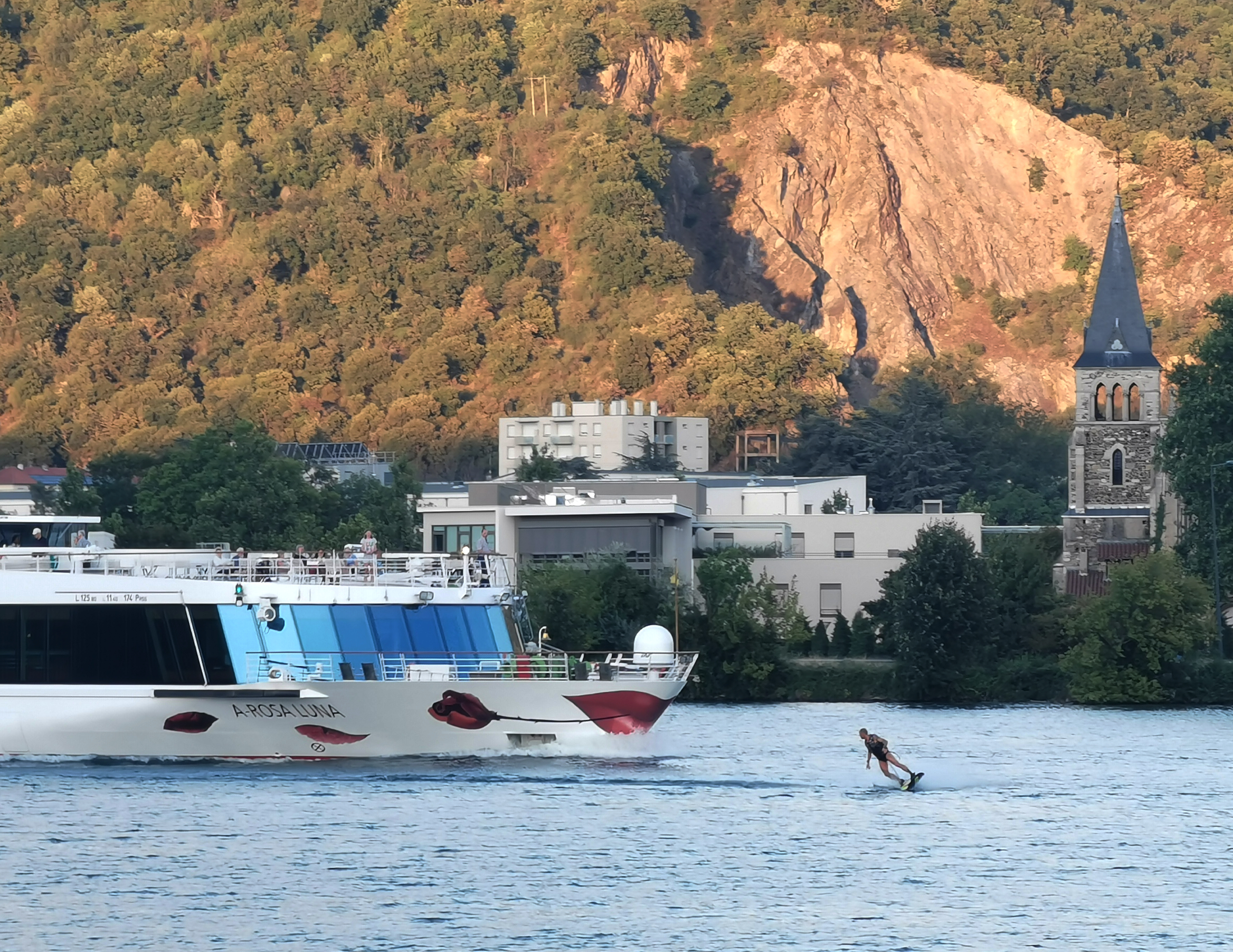
De nombreux bateaux de croisière font escale à Vienne.

Le Rhône creuse à Vienne un défilé entre le Massif Central et le Bas-Dauphiné. La Vienne moderne s'étend sur la rive gauche du Rhône, qui fut pendant toute l'histoire de la ville à la fois source de problèmes et de réussite. Si le fleuve assura, pendant plusieurs siècles, la réussite économique de la cité, surtout durant la période gallo-romaine, il fut longtemps difficile à maîtriser. Il inonda à plusieurs reprises la ville (la dernière très grande crue datant de 1840), notamment le centre-ville de Vienne et la plaine de Saint-Romain-en-Gal et de Sainte-Colombe. La construction de quais sur le Rhône puis des barrages hydroélectriques, a mis fin aux crues importantes du fleuve. Le Rhône a été assagi depuis le XIXe siècle avec le développement des nombreux aménagements le long de son cours. Les digues et chenaux de protection contre les inondations, déblaiement des piles du pont médiéval pour permettre la circulation des péniches, puis les barrages et les centrales construites par la Compagnie Nationale du Rhône au cours du XXe siècle, ont progressivement transformé la configuration du lit du fleuve ainsi que l' aspect de ses berges et ont diminué le débit de certains tronçons, modifié les conditions hydrauliques et le fonctionnement du fleuve.
À l'époque gauloise, la confluence de Rhône et de la Gère est un carrefour entre le monde méditerranéen, les Alpes, la Gaule du Nord et de l'Ouest. Le Rhône inonde toute la plaine. L'agglomération gauloise occupe le promontoire rocheux situé sous le palais de Justice actuel et ses alentours. Au IIe siècle av. J.-C., le Rhône devient plus étroit et plus profond, permettant l'occupation de terrasses autrefois inondables. La ville devient capitale des Allobroges et commence à s'étendre sur la rive droite du Rhône.

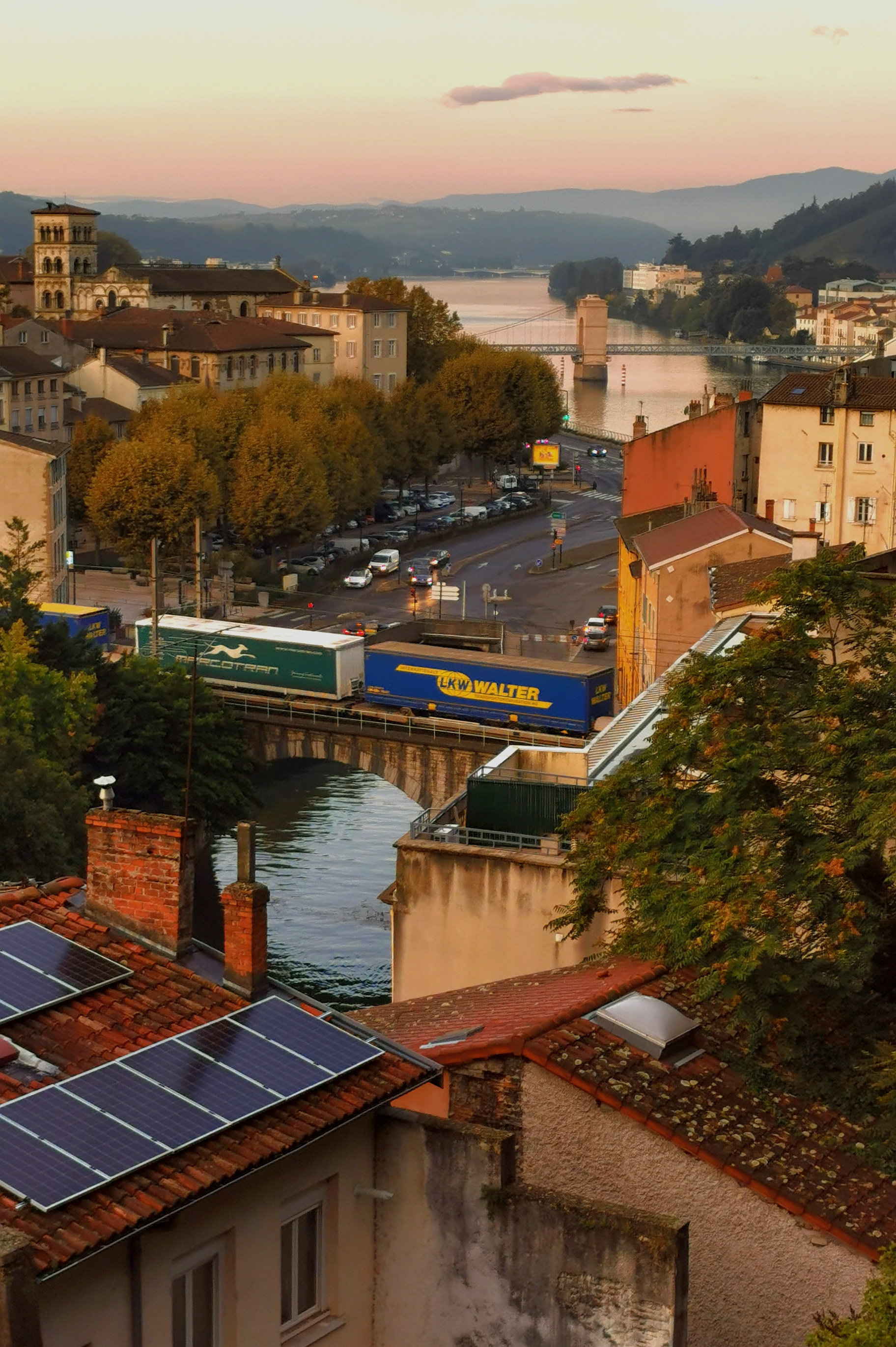
La place Saint-Louis (sous laquelle la Gère rejoint le Rhône).

À l'époque gallo-romaine, les urbanistes conquièrent, par d'importants remblais, des terrains constructibles sur les deux rives du Rhône. À Vienne sont édifiés essentiellement des cryptoportiques. La rive gauche voit des nouveaux quartiers surgir et les entrepôts occupent de 4 à 6 hectares. La navigation fluviale en provenance de la Méditerranée contribue grandement à l'importance et à l'enrichissement de la ville; l'emplacement de trois ponts ont fait l'objet de recherches, de nombreux indices concordant comme des pieux de bois ont été retrouvés dans le lit du fleuve.

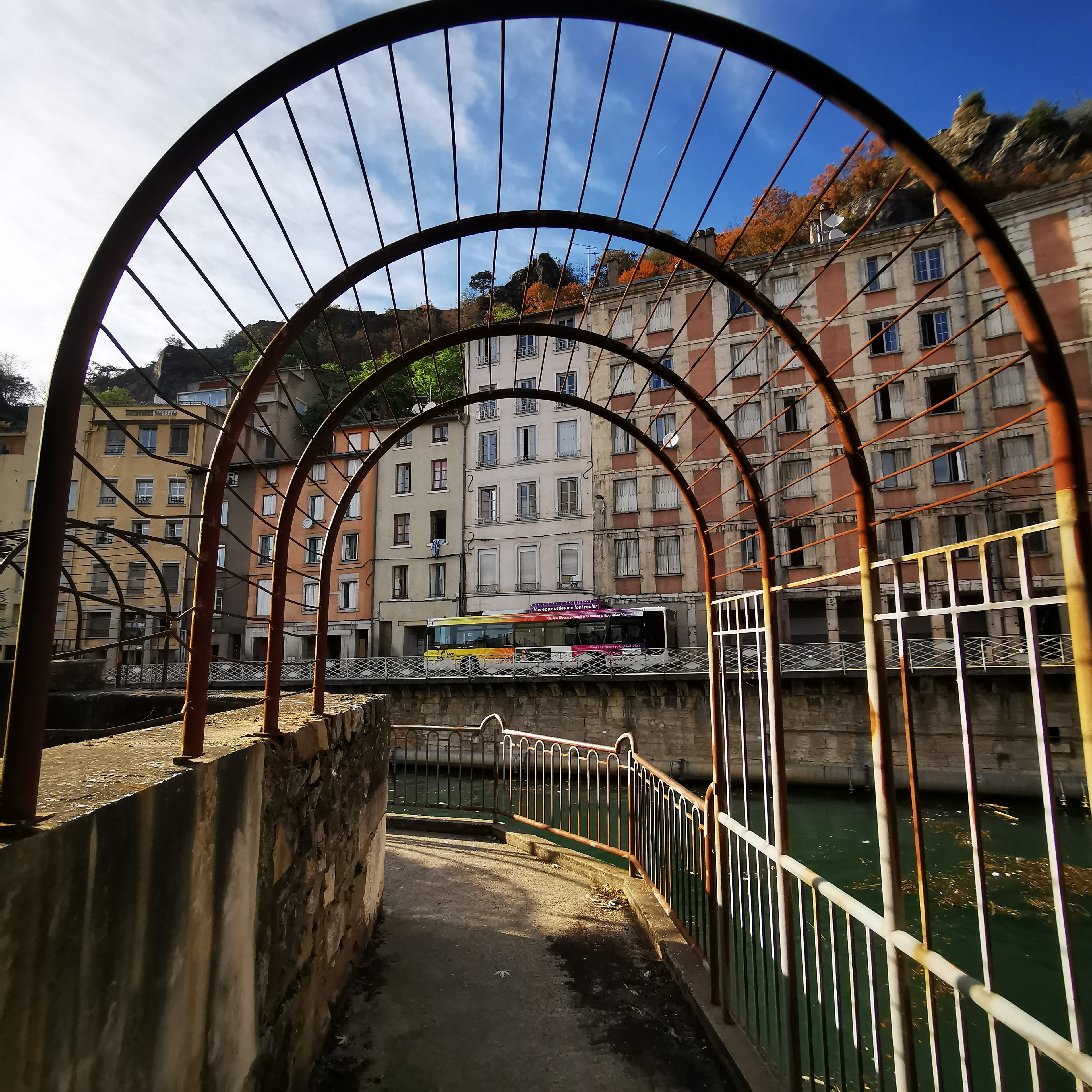
Quai Saint-Antoine (Gère) avec un bus du LVA.

Du XIVe siècle jusqu'au milieu du XVe siècle, le fleuve marque la frontière entre le royaume de France et le Saint-Empire romain germanique. Du côté de Vienne, en raison d'un trafic important sur le Rhône il y avait plusieurs ports : le Port aux Princes situé à l'embouchure de la Sévenne, le Port des Moles connu dès l'an 983 situé en amont de l'embouchure de la Gère, le Port Gontran appelé aussi Port du Mouton (1312) du nom d'un logis le long de la rive gauche de la Gère, le Port du Colombier à l'embouchure du ruisseau Saint Marcel. Le pont en pierre à cinq arches est défendu par la France par la Tour des Valois. Ce pont fut surmonté d'une chapelle dotée d' une croix en pierre au XIIIe siècle par Jean de Bernin, celle-ci entraîna par son poids la chute de l'arche qui la soutenait. Le 11 février 1407, le pont ainsi fragilisé, d'autres éléments de maçonnerie s’effondrèrent, et certaines arches furent remplacées par des arches en bois du côté de Sainte Colombe, qui ne résistèrent pas à une crue en 1570 et qui entraîna dans le fleuve la pile la plus proche de Vienne. En 1604, une pile s'effondra, puis deux autres piles s'écroulèrent en 1617. Une réparation débuta le 10 avril 1638, mais de nouveau une crue dévasta deux autres piles en 1647. Le pont fut totalement détruit par les crues du Rhône en 1651 et en 1663. Dès lors pour franchir le fleuve, un Bac à traille fut mis en service (rue Auguste Donna), et l'octroi qui avait été institué pour payer les réparations du pont fut reporté sur ce moyen de locomotion, procurant un privilège accordé par le roi à des favoris, ce qui leur constitua un revenu. Ce fut un nommé Guérin commissaire des guerres, puis le cardinal Richelieu, les sieurs de la Flèche, Bastia-Marnais, et enfin le prince de Monaco, qui le possédait encore en 1792. Le batelier nommé Chapuis payait au dit prince annuellement 2 100 livres. En février 1792, Honoré III de Monaco, prince souverain de Monaco, refusa d'acquitter 94 livres de sa cote d’impôt prétendant que « le Bac était un objet d'utilité publique, une voiture qui n'est pas soumise à la taille ». À partir de 1750, la construction des quais de la Gère puis du Rhône facilite la traversée de Vienne et protège la ville des inondations. Jusqu’au début du XXe siècle, des bateaux-lavoirs sont accostés le long des quais. Après 1830 la navigation à vapeur remplace les mariniers.

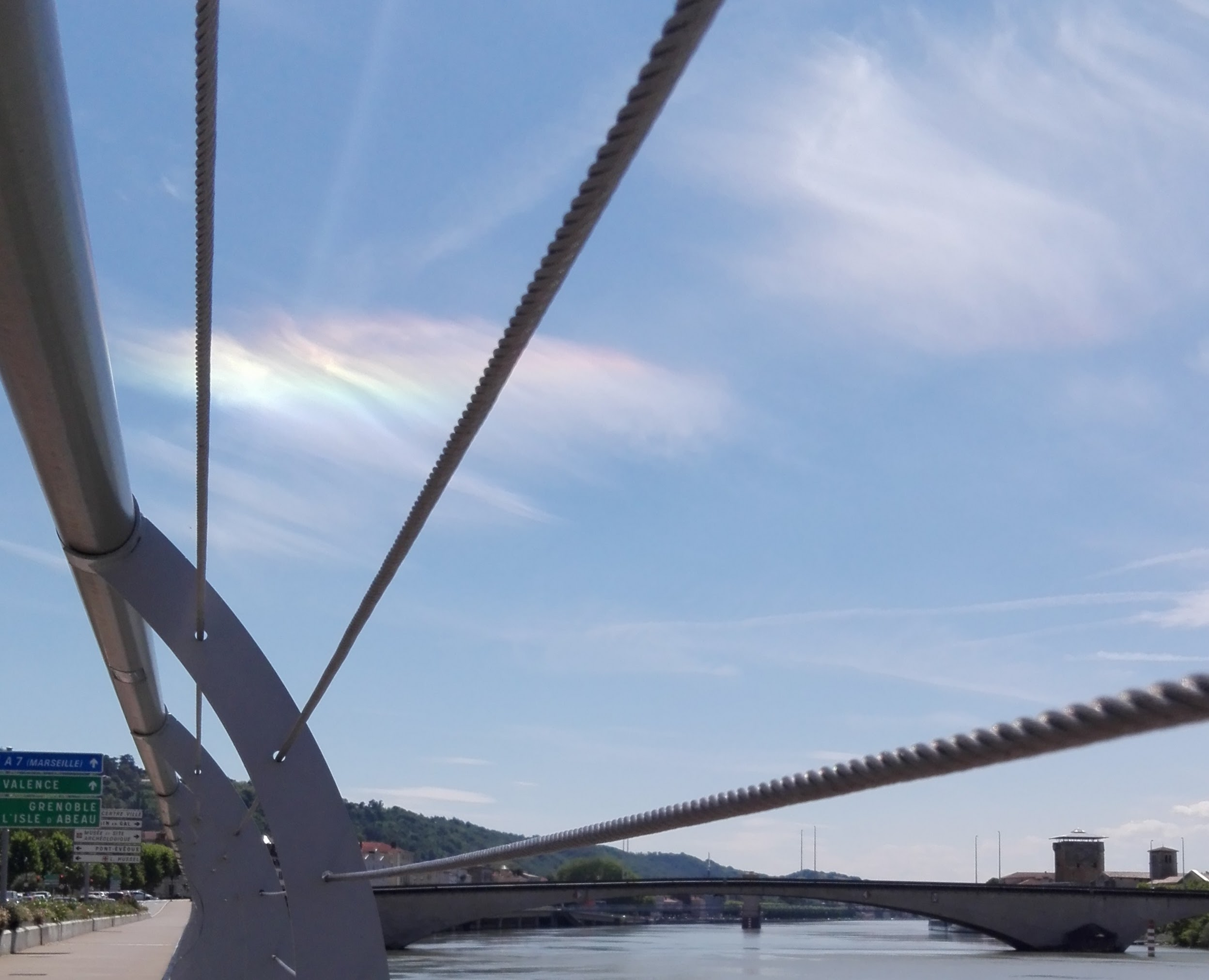
Pont de Lattre-de-Tassigny, jour d'iridescence.

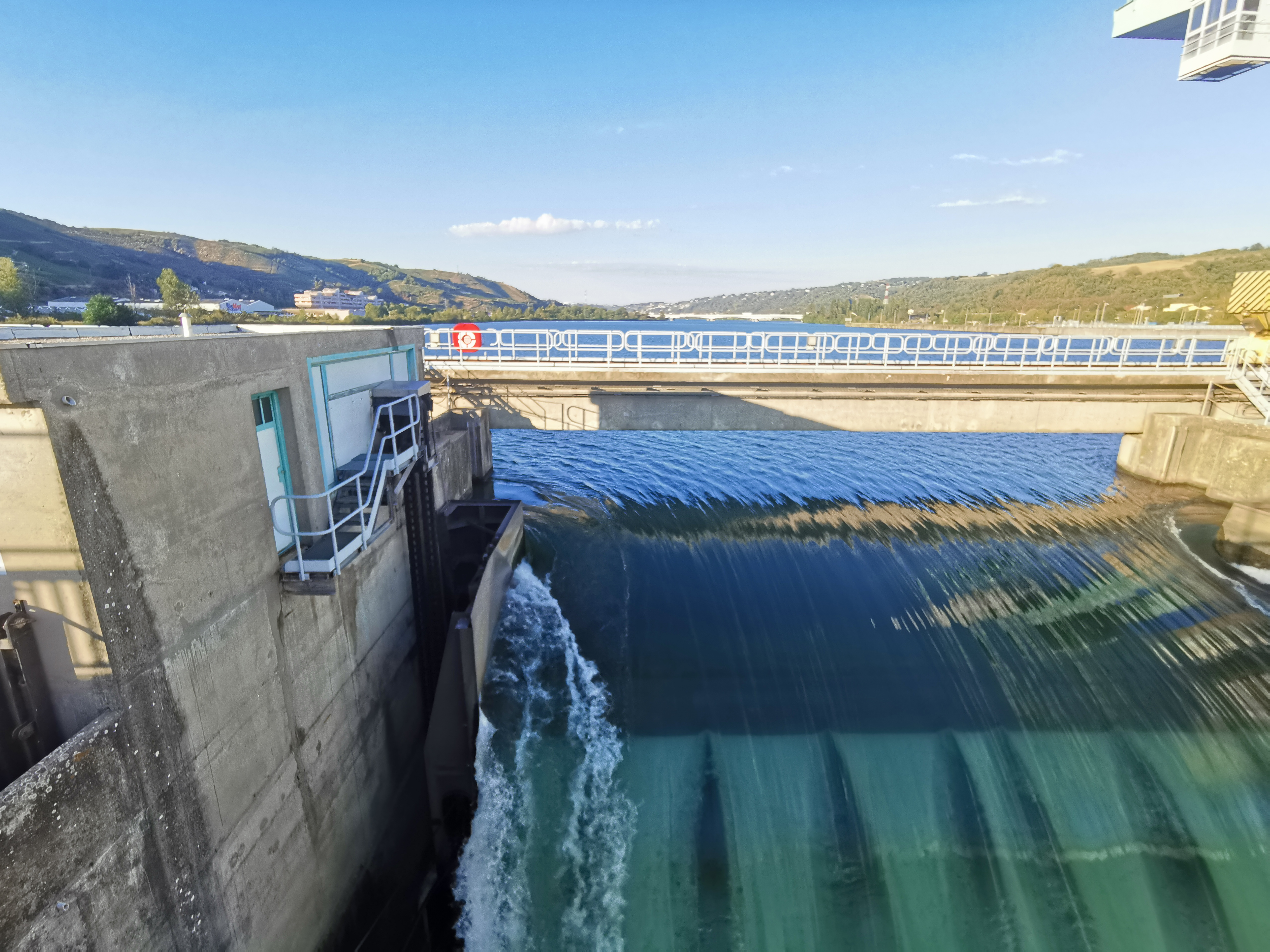
Le barrage de Reventin-Vaugris.

Le 14 mai 1829, s'ouvre au public le pont suspendu, invention de Marc Seguin, l’ingénieur d'Annonay, propriétaire d'industries à Vienne. Cette construction, concédée par ordonnance Royale de mai 1829 pour 48 ans et mis en société commandité sous le nom de Mignot frères & Cie, permet de rattacher l'industrie métallurgique de Vienne au centre houiller de Saint-Étienne. Le 4 novembre 1840 une crue entraîna la chute du pont par l'écroulement de sa pile centrale unique, les fils de suspension se brisèrent. Une chute dramatique eut lieu le 4 septembre 1842, et enfin, après la mise en épreuve réglementaire le pont s'effondra de nouveau le 17 mai 1876. Rénové, il tiendra et en 1926 il sera rigidifié. Durant la période allant de février 1939 à mai 1941, les travaux pour le franchissement du Rhône reprennent, avec la construction d'un pont en béton. Les deux ponts sont dynamités par l'armée allemande en 1944. Le pont est réparé puis mis en service en mai 1949. Le 13 avril 1997, il est baptisé pont maréchal Jean de Lattre de Tassigny. Le pont suspendu est une passerelle affectée aux piétons après une restauration effectuée entre 1964 à 1965.
La circulation automobile pour laquelle on a doublé les quais du Rhône et partiellement couvert la Gère en 1967, éloigne la ville et ses habitants de son fleuve. En 1980, le barrage hydro-électrique de Vaugris et les aménagements de la Compagnie Nationale du Rhône font monter le niveau du fleuve, ils permettent la continuation de la navigation (péniches, tourisme fluvial).

#### La ville et ses rivières
La ville est traversée par deux rivières : la Gère et la Sévenne, qui se jettent dans le Rhône respectivement au niveau du pont de Lattre-de-Tassigny et au niveau du quartier d'Estressin.
La Gère

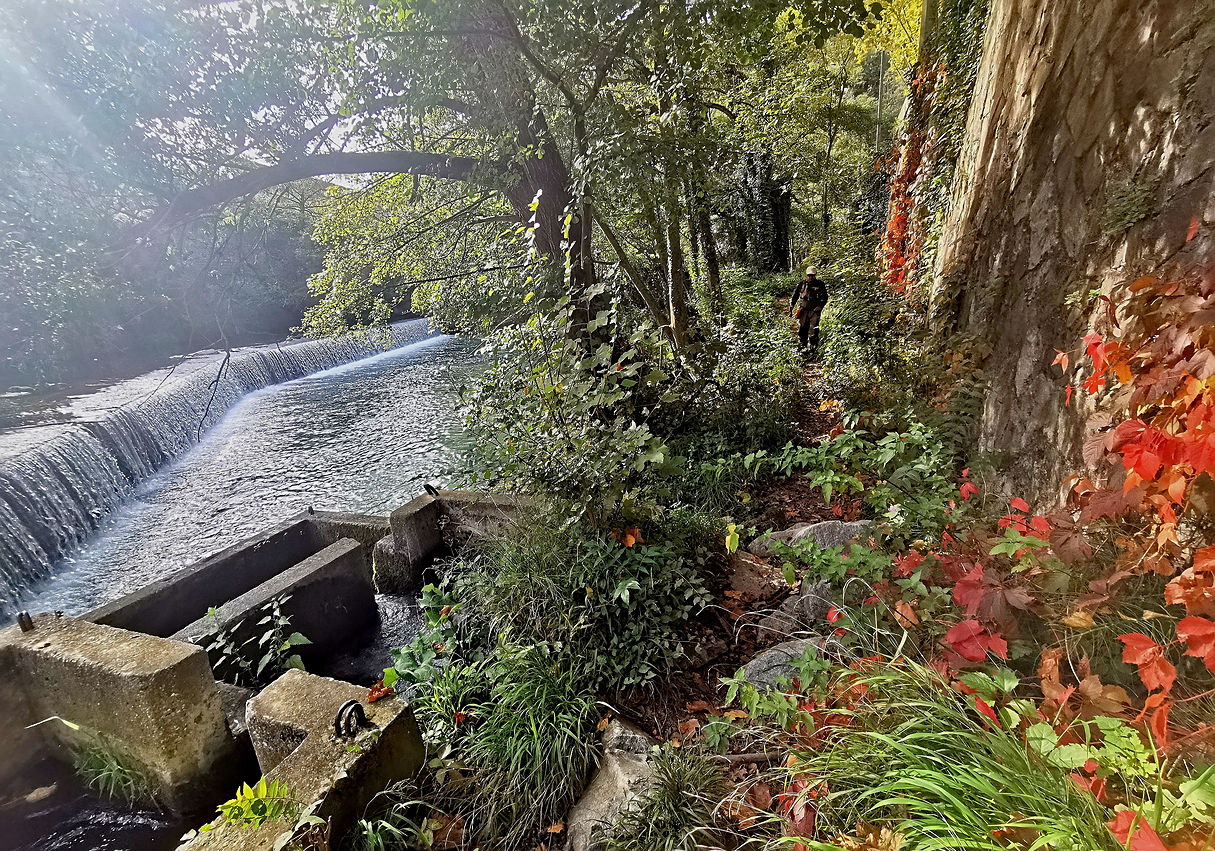
La Gère près de l'ancienne fonderie d'argent.

Dès l'époque romaine, les versants de la vallée sont aménagés en terrasses et des installations hydrauliques utilisent la force motrice et les qualités de trempage des eaux de la Gère. Un imposant canal voûté large de 3,70 m est enterré entre la Gère et la voie dallée antique, sous des ateliers équipés de meules de pierre volcanique (rue Victor Faugier) ; on voit des vestiges de bassins de foulons quai Anatole France.
Du Moyen Âge jusqu'à la Révolution, l'activité est importante autour des cours d'eau, toutes sortes de moulins sont en service dans le lit de la Gère: moulins à blé, battoirs à écorce ou tanneries, battoirs à chanvre, molières ou taillanderies, gauchons à fouler le drap, martinets à papier (moulin recensé le 18 juin 1403), martinets à épées (moulin de la Motte près de la porte Saint Martin, recensé le 13 janvier 1453).
Les violentes crues de 1750 (9 m de débordement en une nuit), de 1751 et 1752 incitent les consuls de la ville à édifier les quais de Gère qui sont achevés vers 1770.
Les vestiges d'installations hydrauliques, comme celles du barrage de Pusignan visibles en contrebas de la rue Victor Faugier, résultent d'un grand remodelage de la Gère par l'industrie textile. Tout ce qui entourait la draperie, du cardage de la laine jusqu'au tissage s'y pratiquait dès le XVIIIe siècle. La manufacture Charvet était une Manufacture Royale en 1763. Au début du XIXe siècle, la Grande Armée a besoin d'uniformes, ce qui contribue (avec la foire de Beaucaire) à la construction de nombreuses usines au cours du siècle. À la suite de l'introduction des nouvelles sources d'énergie (machines à vapeur, charbon, électricité), la vallée de la Gère reste un centre industriel important jusqu'au milieu du XXe siècle.
Profitant des alluvions apportées par les crues, la ripisylve s'est développée fournissant un lieu propice pour la faune. Des aulnes, des saules et d'autres essences d'arbres abritent martins pêcheurs, cingles plongeurs, truites et bien d'autres espèces se côtoient au bord de la Gère.

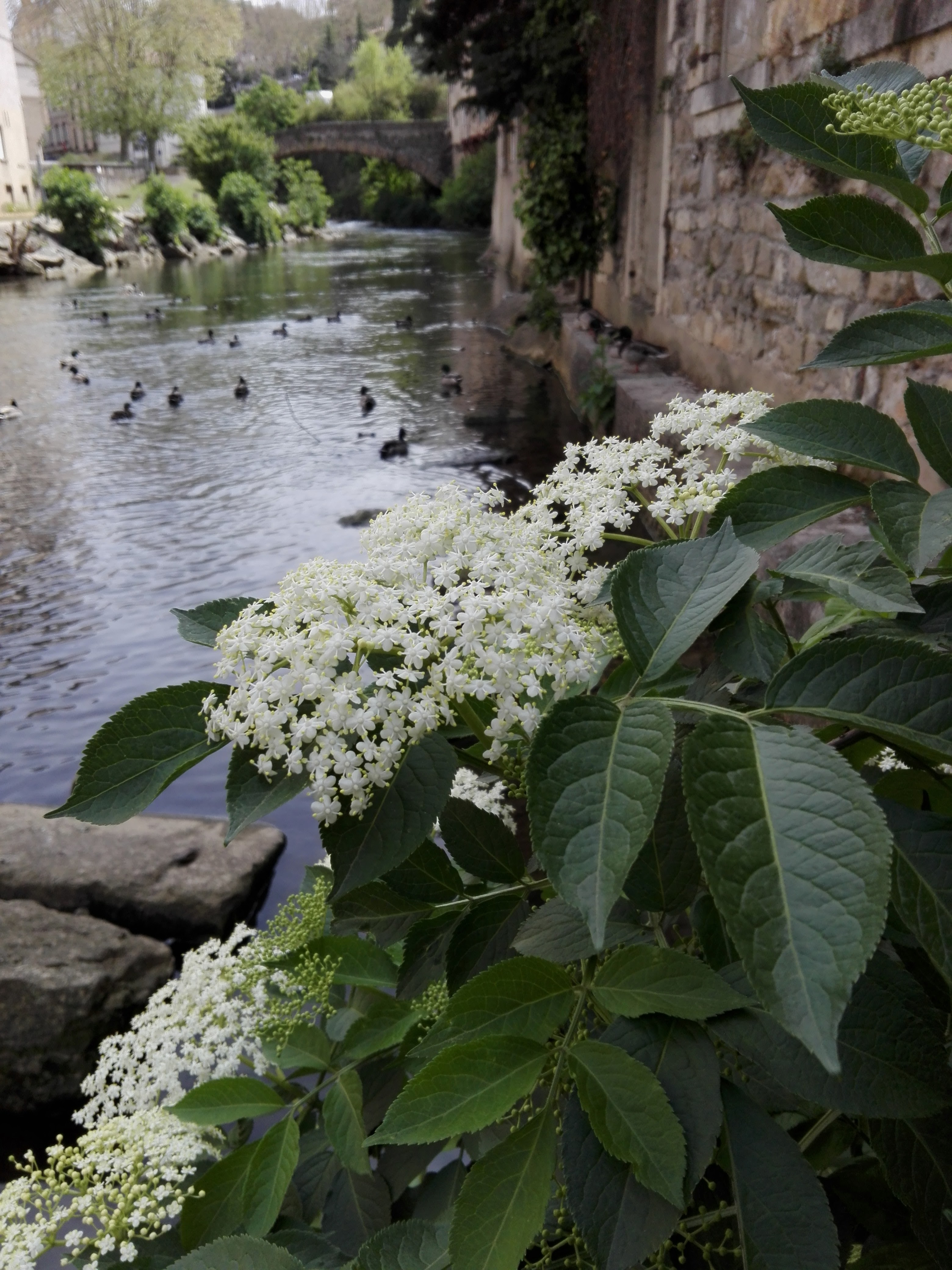
La Gère et le pont Saint-Martin.
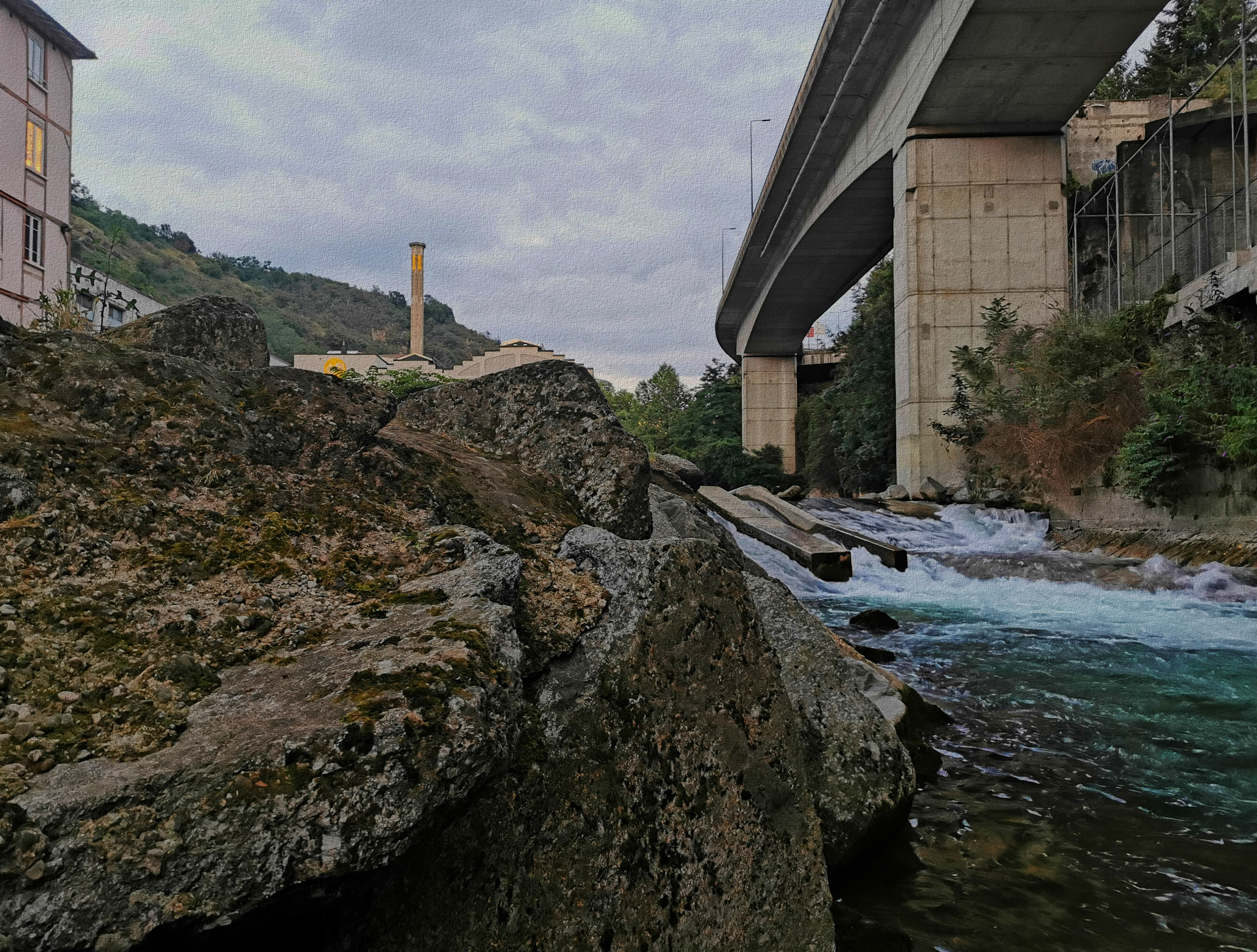
Rive droit en amont.
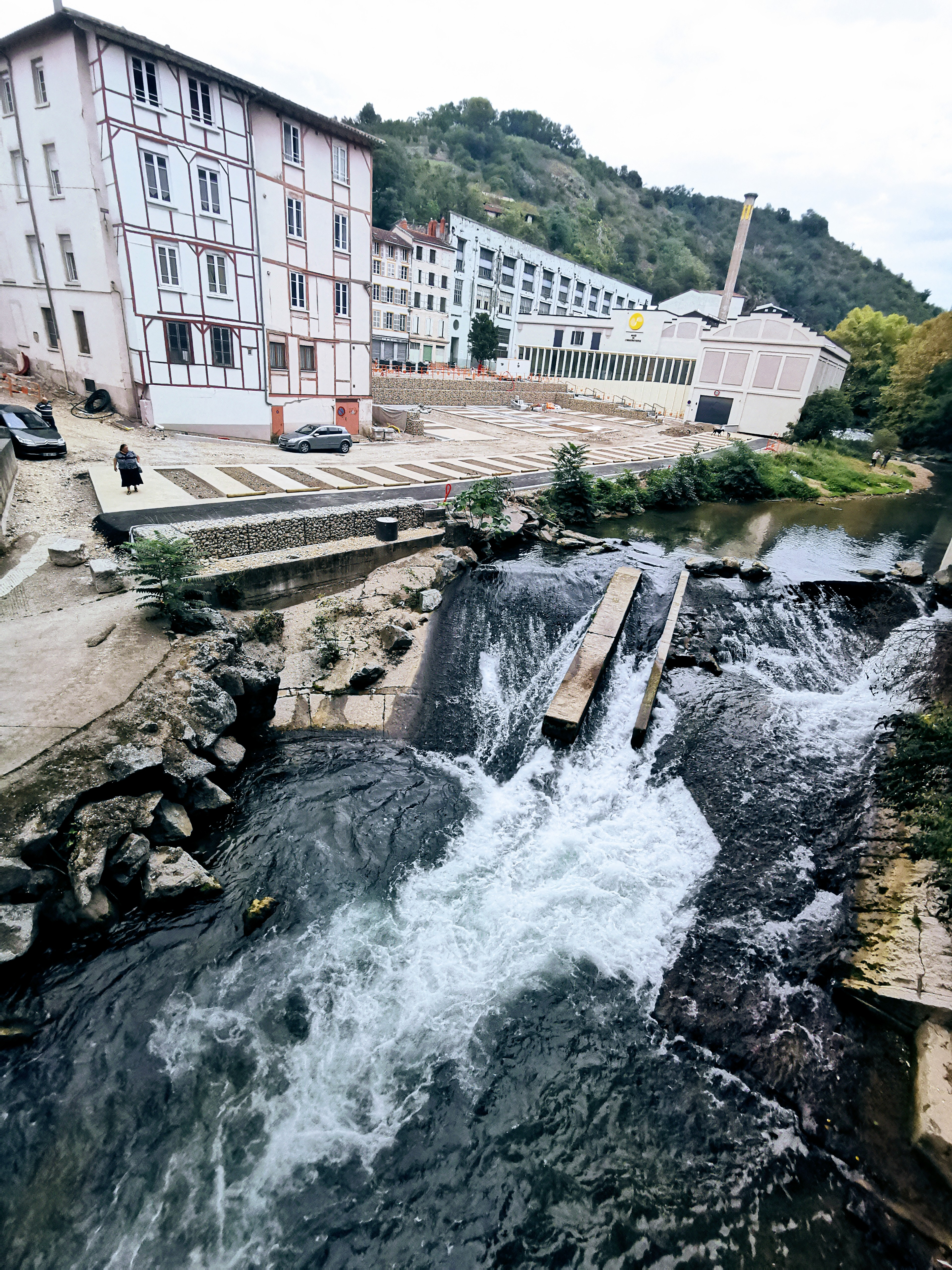
Musée de l'industrie textile.

La Sévenne

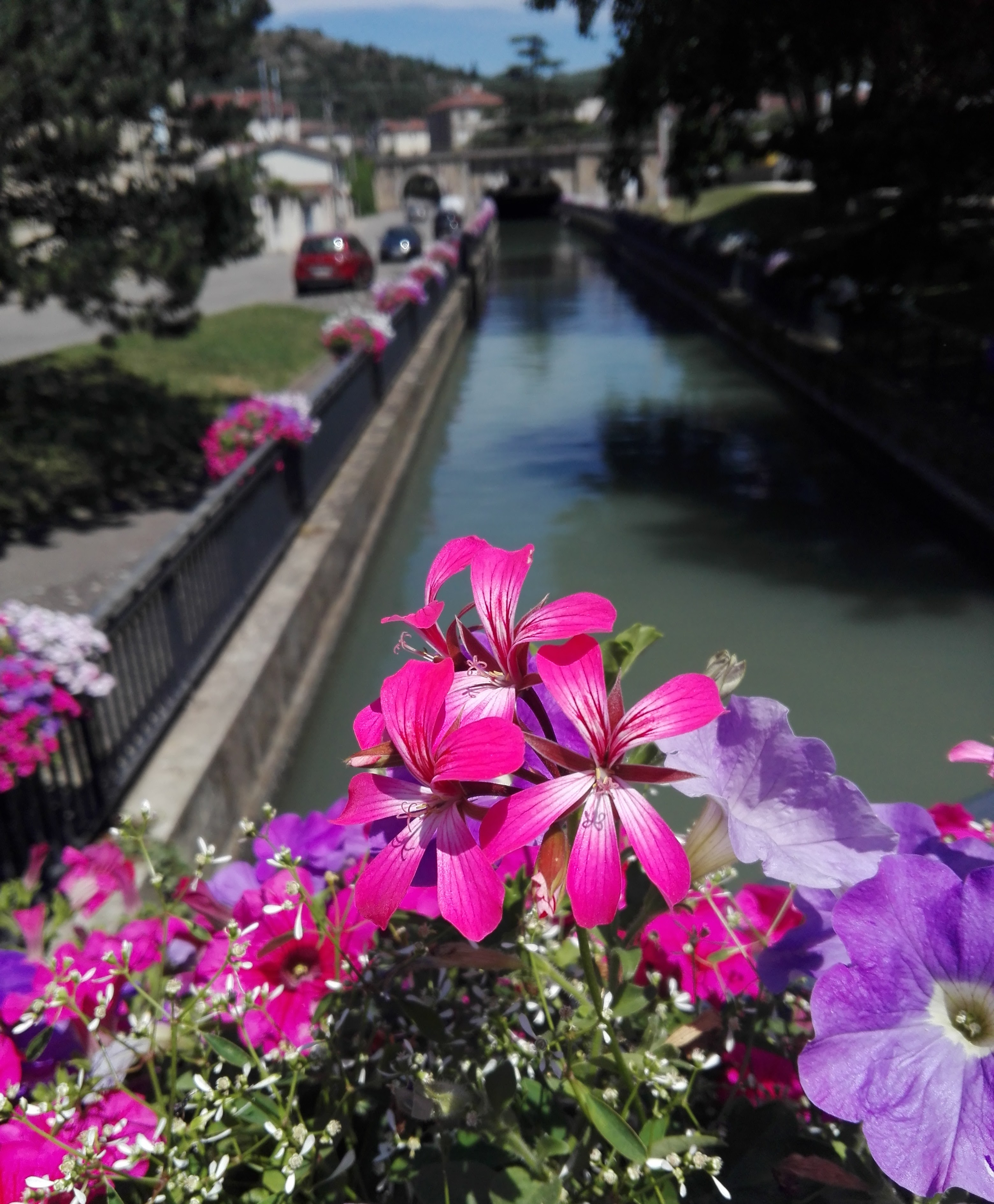
La Sévenne à Estressin.

La Sévenne a été également beaucoup exploitée : quand la ville a connu un essor industriel de grande ampleur à partir du XIXe siècle, de nombreuses usines textiles ont été implantées le long de la vallée de la Sévenne. La première usine textile, celle de Béchevienne, s'installe en 1816, racheté ensuite pas la maison Bonnier en 1871, puis fusionne avec Pascal-Valluit en 1901, pour finalement former en 1960 les « Établissements réunis Pascal-Valluit ».

### Climat
Pour des articles plus généraux, voir Climat d'Auvergne-Rhône-Alpes et Climat de l'Isère.
En 2010, le climat de la commune est de type climat du Bassin du Sud-Ouest, selon une étude du Centre national de la recherche scientifique s'appuyant sur une série de données couvrant la période 1971-2000. En 2020, Météo-France publie une typologie des climats de la France métropolitaine dans laquelle la commune est dans une zone de transition entre le climat semi-continental et le climat de montagne et est dans une zone de transition entre les régions climatiques « Moyenne vallée du Rhône » et « Nord-est du Massif Central ».
Pour la période 1971-2000, la température annuelle moyenne est de 12,1 °C, avec une amplitude thermique annuelle de 17,9 °C. Le cumul annuel moyen de précipitations est de 839 mm, avec 9 jours de précipitations en janvier et 6,1 jours en juillet. Pour la période 1991-2020, la température moyenne annuelle observée sur la station météorologique de Météo-France la plus proche, « Reventin », dans la commune de Reventin-Vaugris à 7 km à vol d'oiseau, est de 12,9 °C et le cumul annuel moyen de précipitations est de 775,7 mm,. Pour l'avenir, les paramètres climatiques de la commune estimés pour 2050 selon différents scénarios d'émission de gaz à effet de serre sont consultables sur un site dédié publié par Météo-France en novembre 2022.
| Mois                                  | jan.          | fév.           | mars          | avril         | mai           | juin          | jui.         | août          | sep.          | oct.          | nov.          | déc.           | année      |
| ------------------------------------- | ------------- | -------------- | ------------- | ------------- | ------------- | ------------- | ------------ | ------------- | ------------- | ------------- | ------------- | -------------- | ---------- |
| Température minimale moyenne (°C)     | 1,2           | 1,3            | 4             | 7,4           | 10,5          | 14,4          | 16,4         | 15,7          | 12,7          | 9,6           | 5,2           | 1,8            | 8,3        |
| Température moyenne (°C)              | 4             | 4,9            | 8,7           | 12,7          | 15,9          | 20,3          | 22,6         | 21,7          | 18,1          | 13,7          | 8,2           | 4,4            | 12,9       |
| Température maximale moyenne (°C)     | 6,7           | 8,6            | 13,4          | 18,1          | 21,4          | 26,2          | 28,8         | 27,7          | 23,5          | 17,8          | 11,2          | 7,1            | 17,5       |
| Record de froid (°C) date du record   | −8,1 30.01.05 | −11,8 05.02.12 | −9,3 01.03.05 | −3,3 08.04.21 | 2,6 05.05.19  | 6 02.06.06    | 9,8 10.07.07 | 9 27.08.18    | 2 27.09.10    | −2 28.10.10   | −5,7 18.11.07 | −11,1 30.12.05 | −11,8 2012 |
| Record de chaleur (°C) date du record | 17,9 10.01.15 | 21,2 24.02.21  | 25,2 31.03.21 | 28,5 21.04.18 | 33,6 24.05.09 | 38,3 18.06.22 | 40 24.07.19  | 41,2 24.08.23 | 34,2 14.09.20 | 29,4 09.10.23 | 21 03.11.05   | 18,2 17.12.19  | 41,2 2023  |
| Précipitations (mm)                   | 51,7          | 44,7           | 46,4          | 64,8          | 76,9          | 59,8          | 62,6         | 66,7          | 62,4          | 94,5          | 91,3          | 53,9           | 775,7      |

## Urbanisme

### Typologie
Vienne est une commune urbaine, car elle fait partie des communes denses ou de densité intermédiaire, au sens de la grille communale de densité de l'Insee,,,.
Elle appartient à l'unité urbaine de Vienne, une agglomération inter-départementale regroupant 25 communes et 99 763 habitants en 2022, dont elle est ville-centre,.
Par ailleurs la commune fait partie de l'aire d'attraction de Lyon, dont elle est une commune de la couronne. Cette aire, qui regroupe 398 communes, est catégorisée dans les aires de 700 000 habitants ou plus (hors Paris),.

### Occupation des sols
L'occupation des sols de la commune, telle qu'elle ressort de la base de données européenne d’occupation biophysique des sols Corine Land Cover (CLC), est marquée par l'importance des territoires artificialisés (37,7 % en 2018), en augmentation par rapport à 1990 (29,9 %). La répartition détaillée en 2018 est la suivante : zones urbanisées (32 %), forêts (21,5 %), zones agricoles hétérogènes (19 %), prairies (8,9 %), milieux à végétation arbustive et/ou herbacée (6,1 %), eaux continentales (3,9 %), zones industrielles ou commerciales et réseaux de communication (3,3 %), terres arables (2,9 %), espaces verts artificialisés, non agricoles (2,4 %). L'évolution de l’occupation des sols de la commune et de ses infrastructures peut être observée sur les différentes représentations cartographiques du territoire : la carte de Cassini (XVIIIe siècle), la carte d'état-major (1820-1866) et les cartes ou photos aériennes de l'IGN pour la période actuelle (1950 à aujourd'hui).

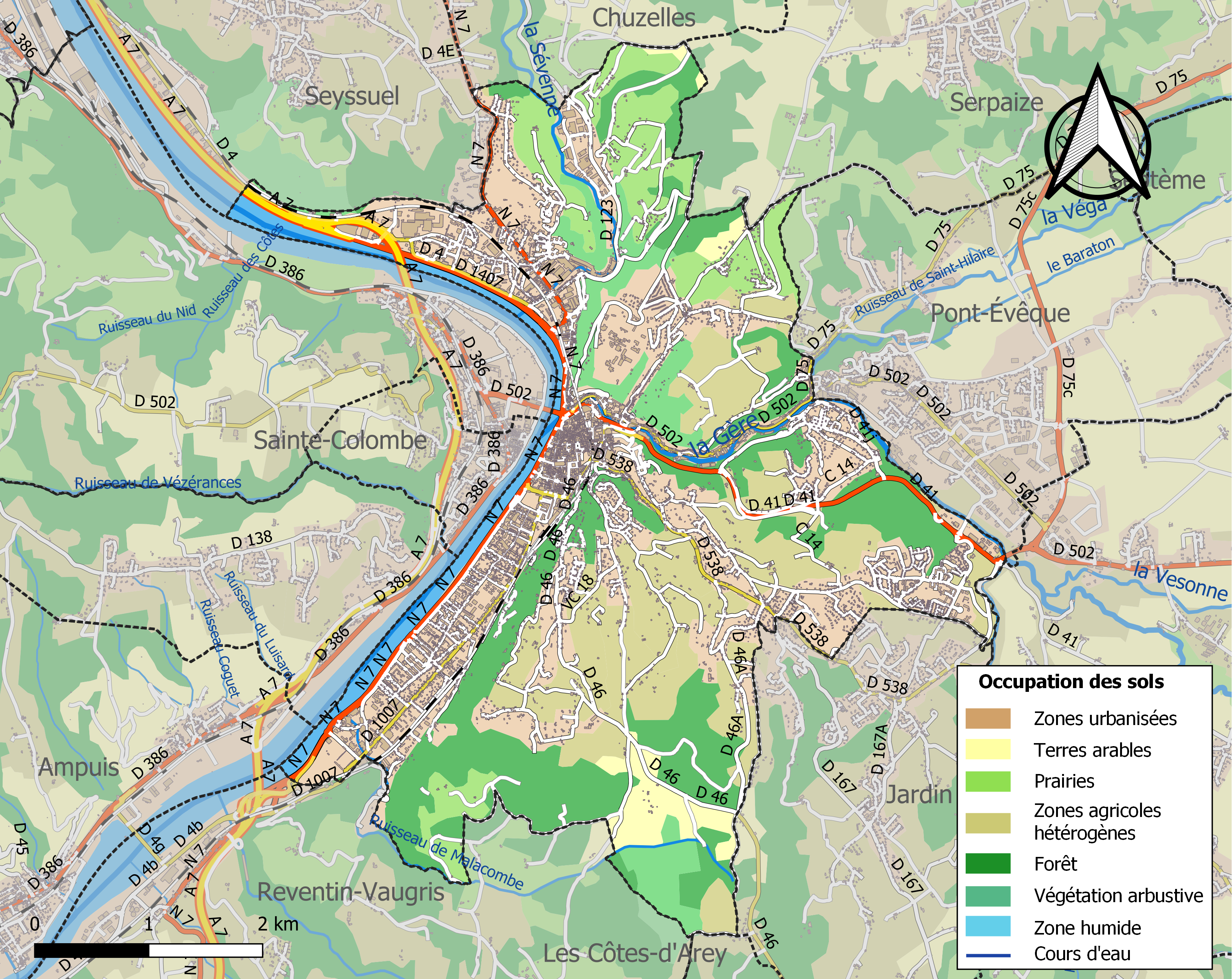
Carte des infrastructures et de l'occupation des sols de la commune en 2018 (CLC).

### Morphologie urbaine

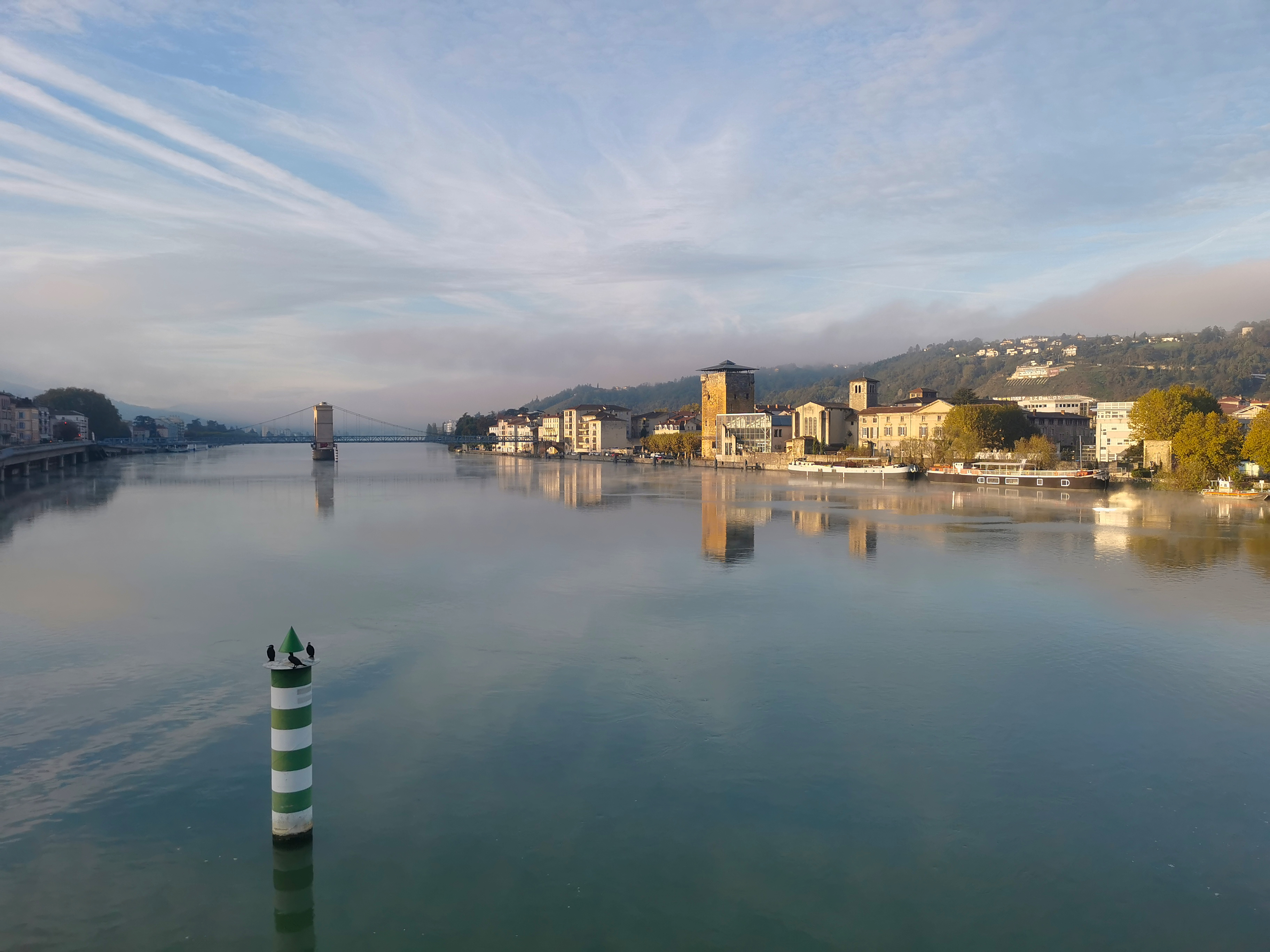
Le Rhône à Sainte-Colombe-les-Vienne.

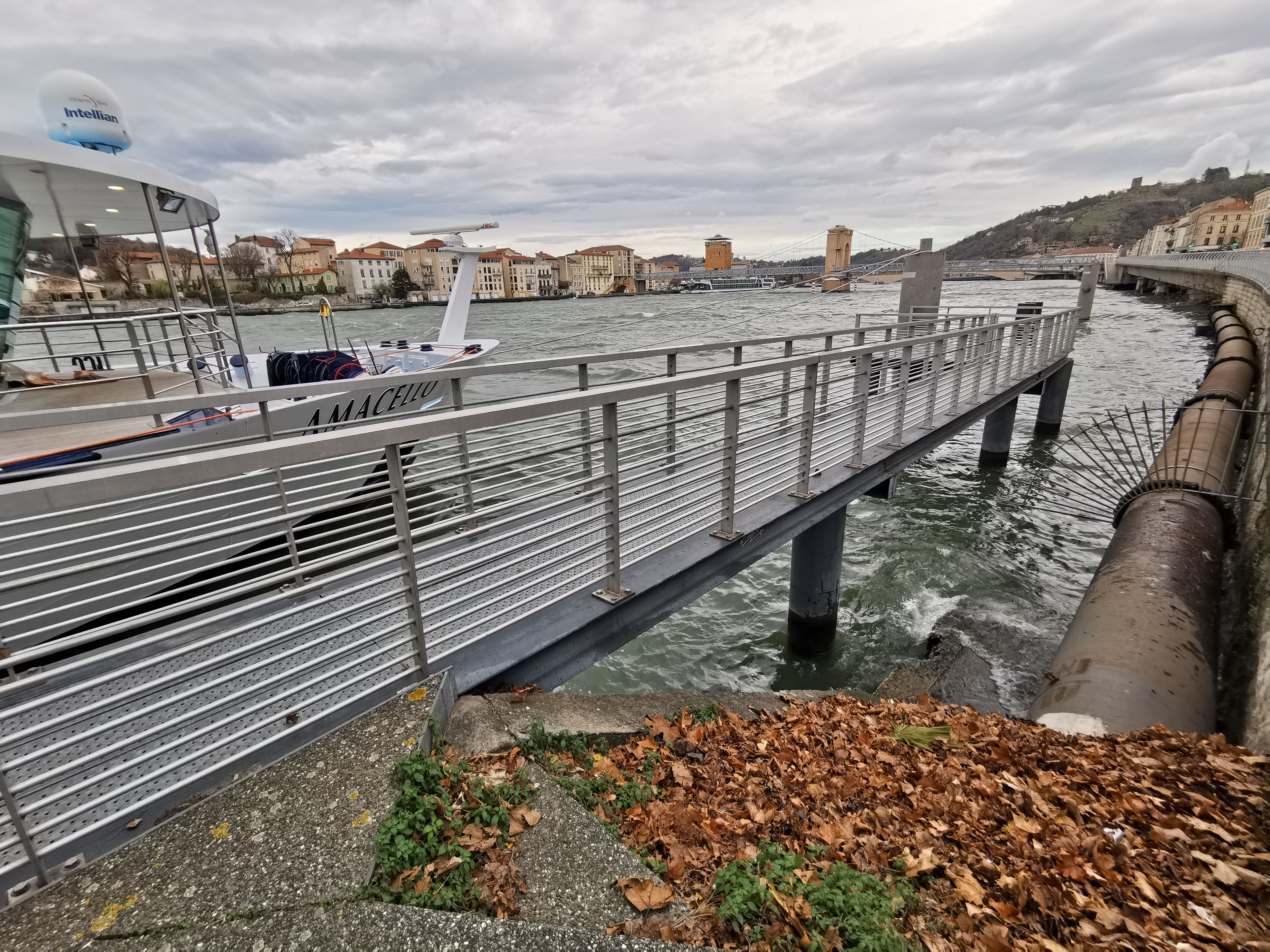
Le Rhône à Sainte-Colombe-les-Vienne.

#### Quartiers
Jusqu'au 18 mars 1355, l'actuelle commune de Sainte-Colombe, faisait partie intégrante de Vienne et cela depuis l'Antiquité. C'est Philippe VI de Valois (Roi de France), qui en 1355, déclare incorporer le faubourg de Saint-Colombe à ses États. Le bourg devient ainsi une viguerie dépendant de la sénéchaussée de Lyon.
Ci-dessous, un tableau répertoriant les quartiers de Vienne avec ses quartiers (ou sous-quartiers, ou secteurs, ou zones, ou micro-quartiers, ou lieux-dits, ou hameaux) qui les composent :
| Les 17 quartiers de Vienne | |                |                                                 |
| Centre-ville               | Centre ancien, Champ-de-Mars, La Pyramide, Confluence (ou Saint-Sévère ou encore Outre-Gère)                    | L'Isle         | L'Isle, Saint-Germain, Saint-Alban-les-Vignes   |
| Malissol                   | Malissol, Saint-Ignace                                                                                          | Vallée de Gère | Saint-Martin, Lafayette, Cancanne               |
| Estressin                  | Grand Estressin, Bon Accueil, Les Portes de Lyon, Les Charavelles, Leveau, Champ-de-Bras, Massier, Saint-Maxime | Pipet          | Pipet, Sainte-Blandine                          |
| Mont Salomon               | Mont Salomon, Les Guillemottes                                                                                  | Mont Arnaud    | Mont Arnaud                                     |
| Gravier Rouge              | Mont Salomon, Mont Arnaud, Les Guillemottes, Gravier Rouge                                                      | Charlemagne    | Charlemagne, La Ravat, Les Hauts de Charlemagne |
| Saint-Marcel               | Saint-Marcel, Les Maladières                                                                                    | Saint-Benoît   | Saint-Benoît                                    |
| Les Tupinières             | Les Tupinières, Saint-Just, Beauregard                                                                          | Les Charmilles | Les Charmilles                                  |
| Coupe-Jarret               | Coupe-Jarret | Le Télégraphe  | Le Télégraphe                                   |
| La Rente                   | La Rente, La Petite Rente                                                                                       |                |                                                 |

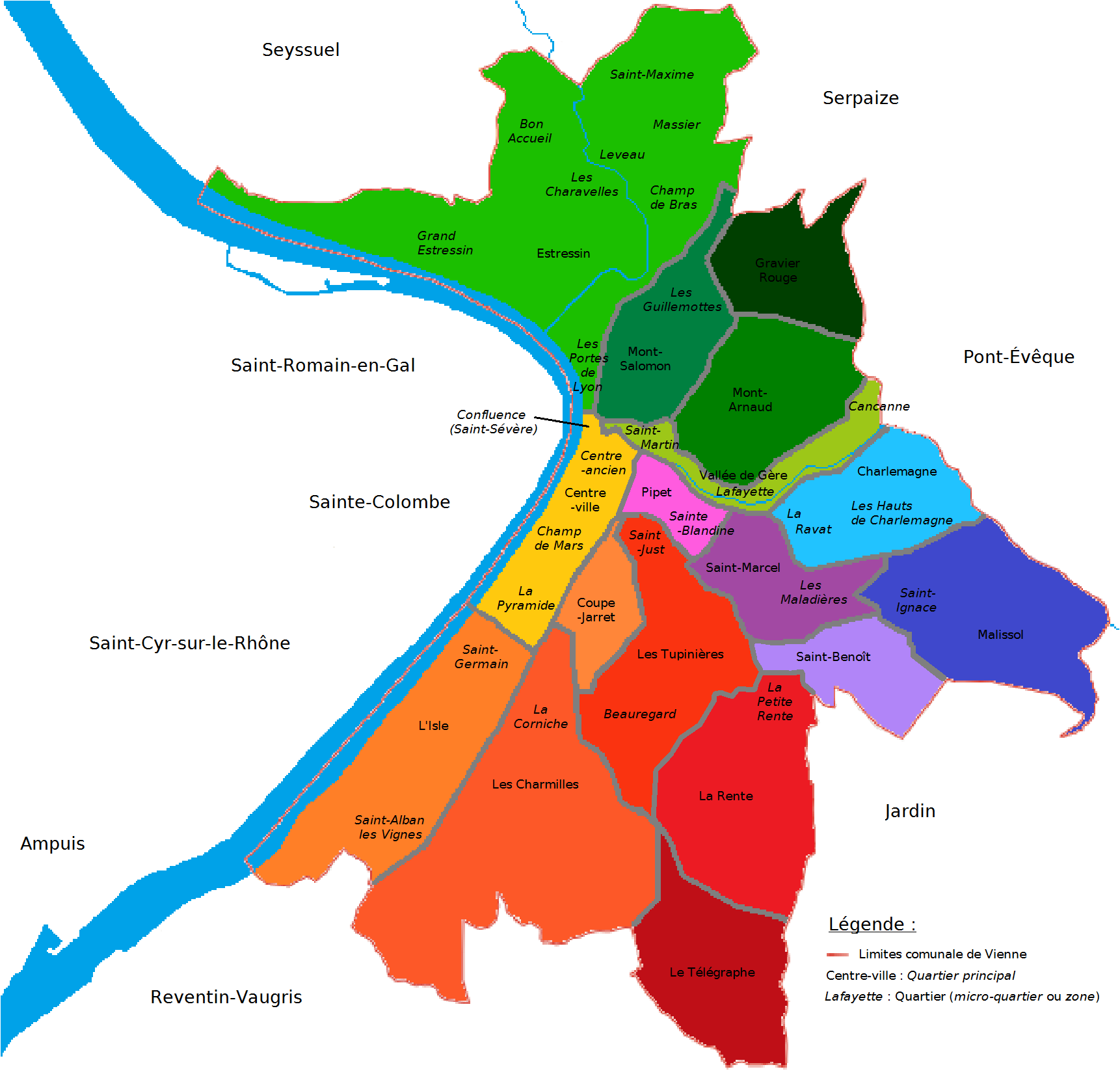
Plan non officiel de la ville de Vienne découpée en quartiers principaux et en quartiers plus petits.

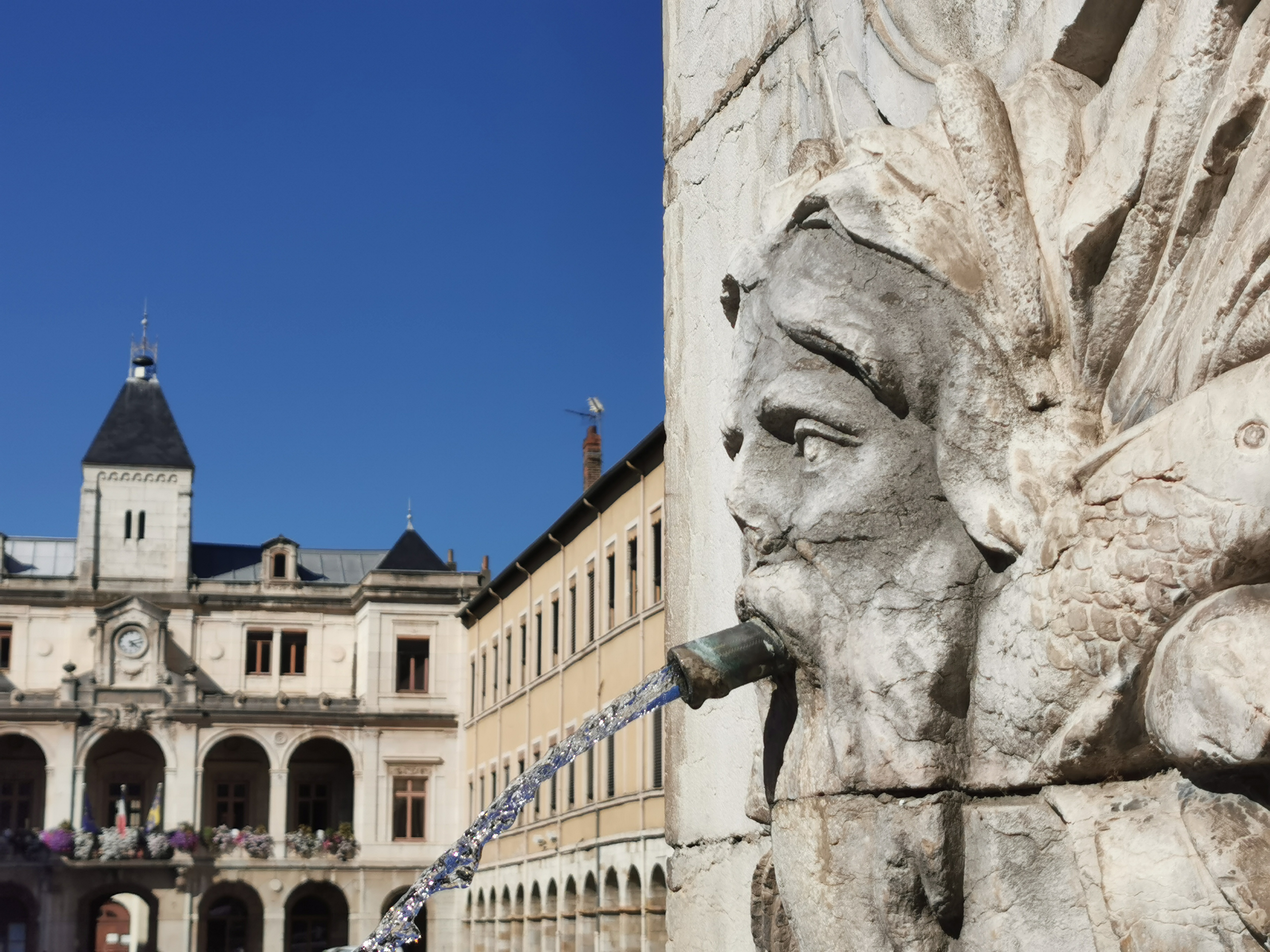
L'hôtel de ville avec une fontaine classée monument historique au premier plan.

- Le quartier du Centre-ville : situé au cœur de la cité, est le quartier le plus prestigieux de la ville. S'y concentrent de beaux immeubles (sur les quais du Rhône notamment), mais aussi des habitats plus dégradés — notamment dans la partie haute du quartier — ainsi que les principales administrations de Vienne.

Le Trente (médiathèque et conservatoire) à Espace Saint-Germain.

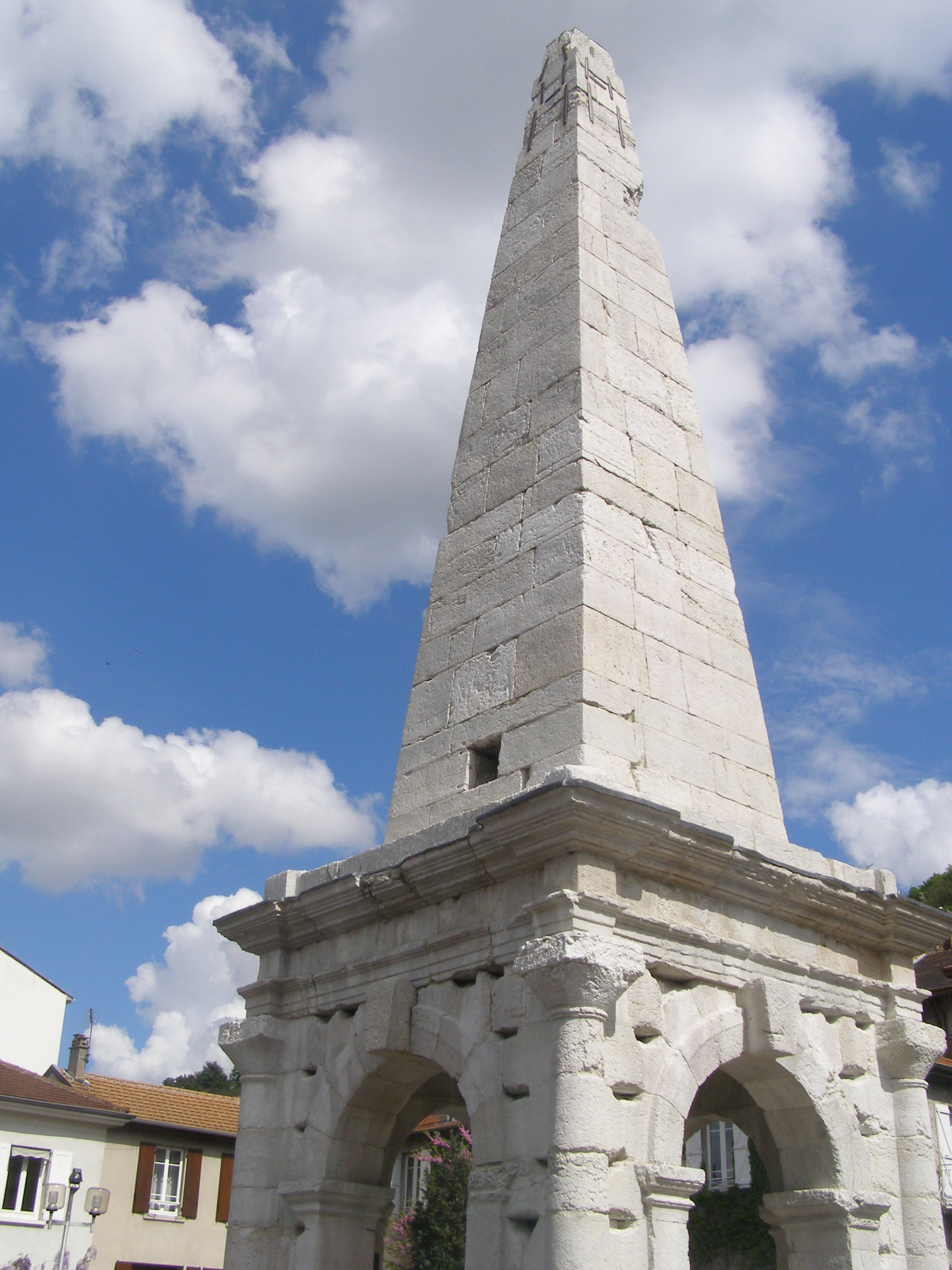
La Pyramide (à la limite sud du centre-ville).

- Le quartier de L'Isle : situé au bord du Rhône, il s'étend sur une large vallée. On y trouve essentiellement une zone résidentielle et d'activités tertiaires. C'est dans ce quartier que se situent par exemple, la Maison du Conseil général de l'Isère Rhodanienne, le siège de la communauté d'agglomération : Vienne Condrieu Agglomération et la médiathèque/conservatoire de musique et de danse : Le Trente.
- Le quartier de Malissol : est le quartier le plus à l'est de la ville. C'est en 1966, quand le département de l'Isère acquiert la propriété Combaudon, qui s'étendait sur 75 hectares puis quand en 1974, la ville de Vienne rachète certains terrains du département que le quartier naquit. Aujourd'hui, s'y concentre des logements sociaux, des zones résidentielles ainsi que la Chambre de Métiers de Vienne.

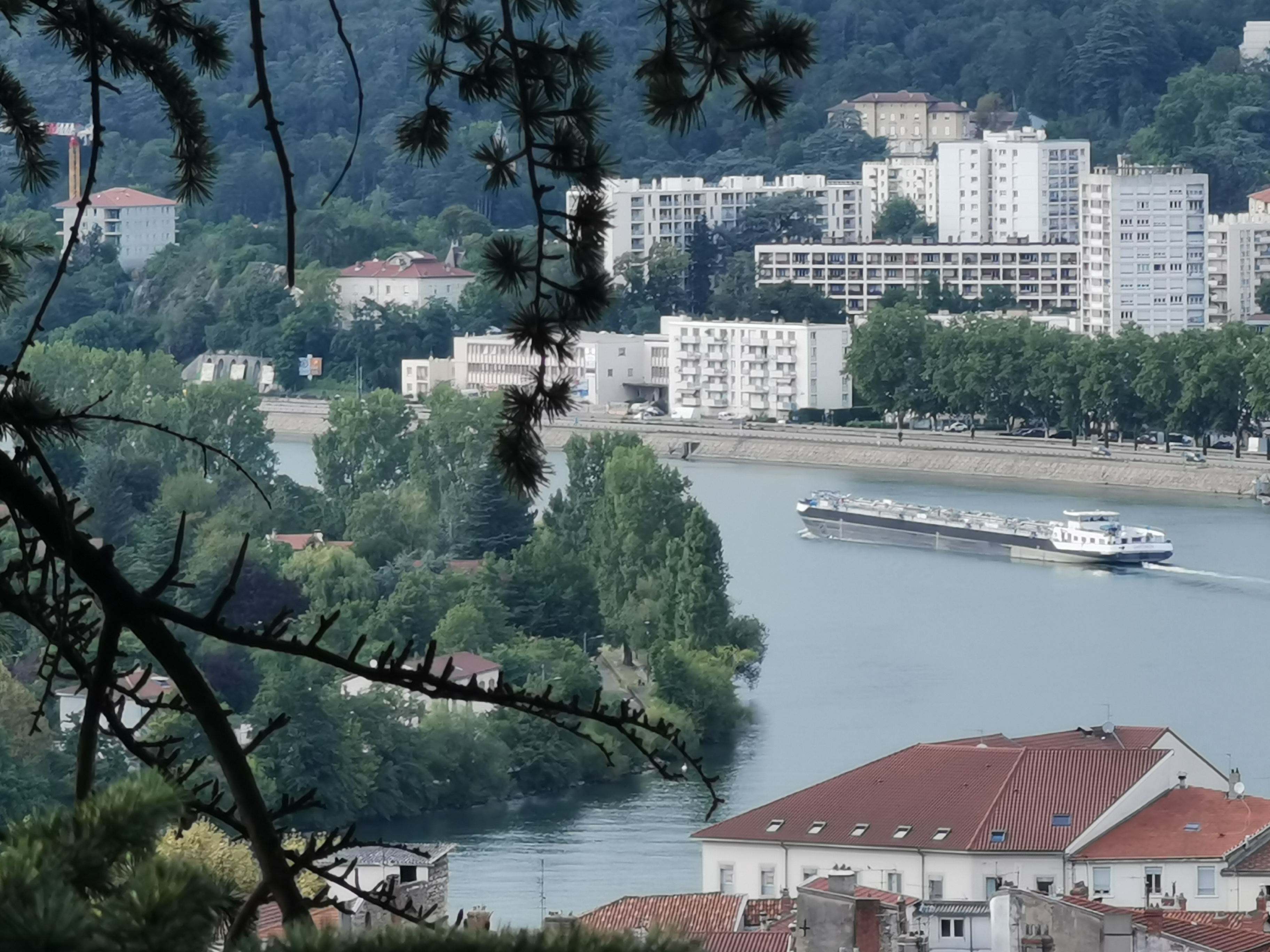
Estressin vu de Saint-Just.

- Le quartier d'Estressin : est le quartier le plus ancien de Vienne. C'est dans ce quartier que les archéologues ont découvert les premières traces d'habitations de Vienne, datant du Néolithique (4700-3400 av. J.-C.).
- Le quartier de la Vallée de Gère : situé tout le long de la Gère. S'y concentrent des immeubles d'architecture moderne, une zone résidentielle et des vestiges industriels (datant du XVIIe siècle et du XVIIIe siècle). Il s'agit du quartier prioritaire le plus peuplé de la ville, avec près de 2 700 habitants en 2018[39].
- Le quartier de Pipet : est aussi l'un des quartiers les plus anciens de Vienne. La première trace d'occupation remonte à l'époque gauloise, où il y avait, au sommet de Pipet, un double Oppidum.
- Le quartier du Mont Salomon : recouvre la colline du Mont Salomon. Durant l'Antiquité, cette colline fut utilisée comme un rempart naturel sur lequel, les Viennois bâtirent une enceinte. On y trouve aujourd'hui le seul hôpital de Vienne ainsi qu'une zone résidentielle assez importante.
- Le quartier du Mont-Arnaud : recouvre la colline du Mont Arnaud, et Gravier Rouge. Durant l'Antiquité, cette colline fut aussi utilisée comme un rempart naturel sur lequel, les Viennois bâtirent une enceinte. On y trouve aujourd'hui une zone résidentielle assez importante.
- Le quartier du Gravier Rouge : recouvre la colline du Gravier Rouge. On y trouve une petite zone résidentielle.
- Le quartier de Charlemagne est un des quartiers — comme celui de Malissol — où sont construits des logements sociaux ainsi que des zones résidentielles à partir de 1970.
- Le quartier Saint-Marcel : situé dans la vallée du ruisseau Saint-Martin, derrière la colline Sainte-Blandine, est constitué essentiellement de zones résidentielles. Le principal axe de communication de ce quartier est la Montée Saint-Marcel.
- Le quartier Saint-Benoît : situé sur le plateau, derrière la colline Sainte-Blandine et le quartier Saint-Martin, est constitué essentiellement de zones résidentielles. Le principal axe de communication de ce quartier est la Montée Saint-Marcel.
- Le quartier de la Rente : y est concentré de nombreuses zones résidentielles, mais est connu pour abriter le centre équestre du Couzon. Le principal axe de communication de ce quartier est le chemin de la Rente.
- Le quartier des Tupinières : y est concentré de nombreuses zones résidentielles. Le principal axe de communication de ce quartier est la Montée des Tupinières.
- Le quartier des Charmilles : situé sur le plateau de la colline de Saint-Gervais. ce quartier est constitué essentiellement de zones résidentielles, mais est connu pour abriter le centre équestre des Charmilles.
- Le quartier de Coupe-Jarret : situé au sommet de la colline de Saint-Just. Les quelques habitations existant dans ce quartier sont en pente. Le principal axe de communication de ce quartier est la Montée Coupe-Jarret.
- Le quartier du Télégraphe : est le quartier le plus au sud de la ville, plutôt considéré comme un hameau, il domine le paysage viennois, en effet c'est ici que se trouve le point culminant de la ville (408 mètres d'altitude).

#### ZPPAUP

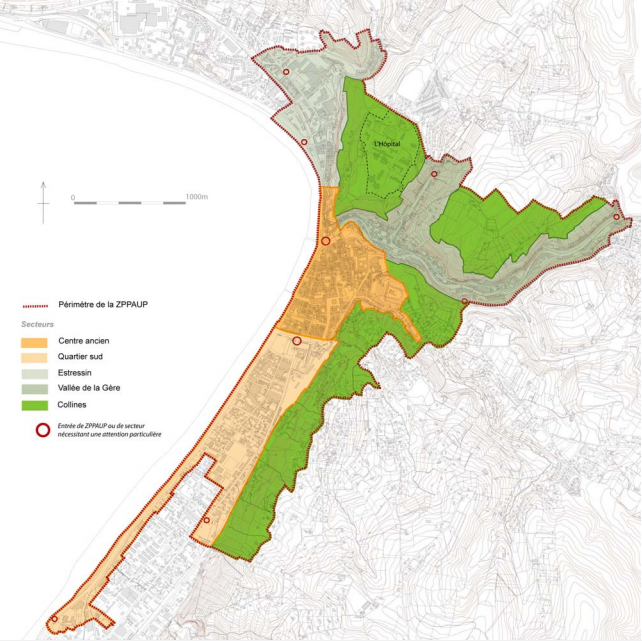
Carte de la ZPPAUP de Vienne, avec les différents secteurs (ZP1 à ZP5).

Depuis le 5 octobre 2009, une ZPPAUP (Zone de protection du patrimoine architectural, urbain et paysager) existe à Vienne. Son but est de protéger les quartiers et les sites viennois pour des raisons historiques et/ou esthétiques. À Vienne, la ZPPAUP se décompose en cinq secteurs, de la ZP1 à la ZP5 :
- ZP1 : le centre ancien (partie du quartier du Centre-ville)
- ZP2 : la vallée de la Gère (partie du quartier de Vallée de Gère)
- ZP3 : le quartier d'Estressin (partie du quartier d'Estressin
- ZP4 : les collines (partie des quartiers de Pipet, du Mont Salomon et du Mont Arnaud, de Coup-Jarret et des Charmilles
- ZP5 : le quartier sud (partie des quartiers du Centre-ville et de L'Isle).

### Logement

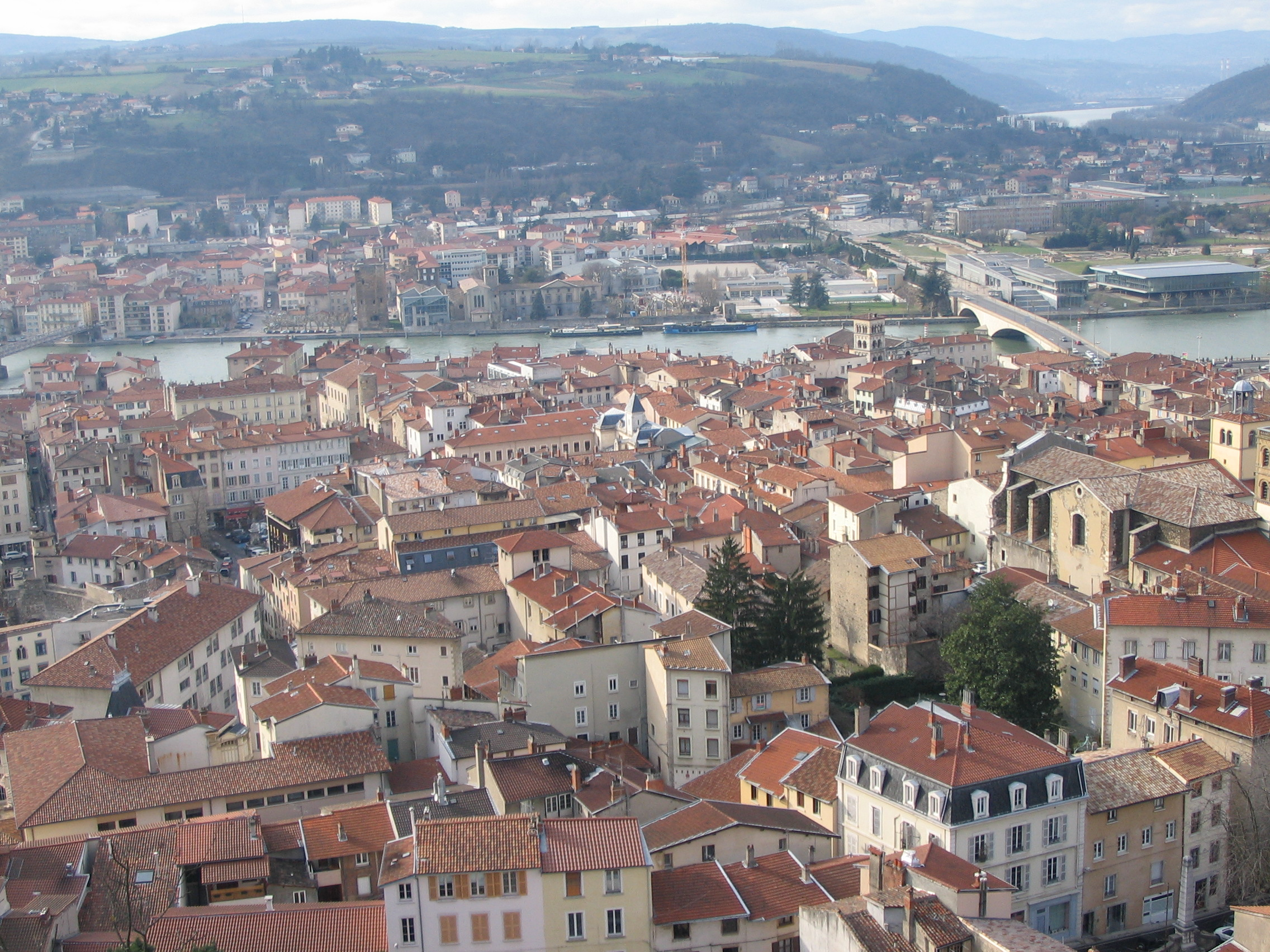
Vue des toits du Centre ancien de Vienne.

En 2009, le nombre total de logements dans la ville était de 15 363, alors qu'il était de 14 272 en 1999. Parmi ces logements, 89,8 % étaient des résidences principales, 2,0 % des résidences secondaires et 8,2 % des logements vacants. Ces logements étaient pour 21,6 % d'entre eux des maisons individuelles et pour 76,9 % des appartements.
La proportion des résidences principales, propriété de leurs occupants, était de 36,4 %, en hausse importante par rapport à 1999 (33,2 %). La part de logements HLM loués vides était de 33,2 % et n'a pas changé en dix ans, leur nombre étant donc en stagnation (4 255 contre 4 511).
Pour ce qui est des résidences principales, qui représentent 87,5 % de l'ensemble des logements viennois, leur époque d'achèvement s'établit de la manière qui suit pour l'année 2012. Sur les 13 300 résidences, 3 608 datent d'avant 1946 soit une part de 27,1 % ; 8 013 datent d'une période comprise entre 1946 à 1990 soit 60,2 % et 1 679 résidences principales datent de 1990 à 2009 soit 12,6 %. S'agissant du nombre de pièces de ces résidences, 591 en ont une soit 4,4 %, 1 844 en comptent deux soit 13,7 %, 3 916 en possèdent trois soit 29,0 %, 3 965 en possèdent quatre soit une part de 29,4 % et 3 180 en possèdent cinq (ou plus) et plus soit une part de 23,6 %. Le confort de ces résidences principales n'est pas identique. En effet, 568 résidences n'ont pas de baignoire, ni douche soit 4,2 %, 12 998 ont un chauffage central soit près de 96,4 % des résidences, alors que 498 n'en ont pas soit 3,6 %, 6 289 bénéficient d'un garage ou d'un parking soit 46,6 %.

### Voies de communication et transports
Par sa position géographique au sud de Lyon, Vienne est un des points de passages entre Paris, Lyon et la Méditerranée.
Vienne est connue pour sa barrière de péage qui est la plus grande de France devant celle de Saint-Arnoult-en-Yvelines sur l'A10. Auparavant l'A7 passait dans le Centre-ville de Vienne de 1963 (lors de l'ouverture intégrale de la section à péage entre Vienne-Sud et Chanas) à 1974 (lors de l'ouverture de l'ultime tronçon constituant la déviation de Vienne), ce qui rendait la traversée de la ville très longue. L'agglomération viennoise dispose de transports en commun urbains et interurbains.

#### Voies routières

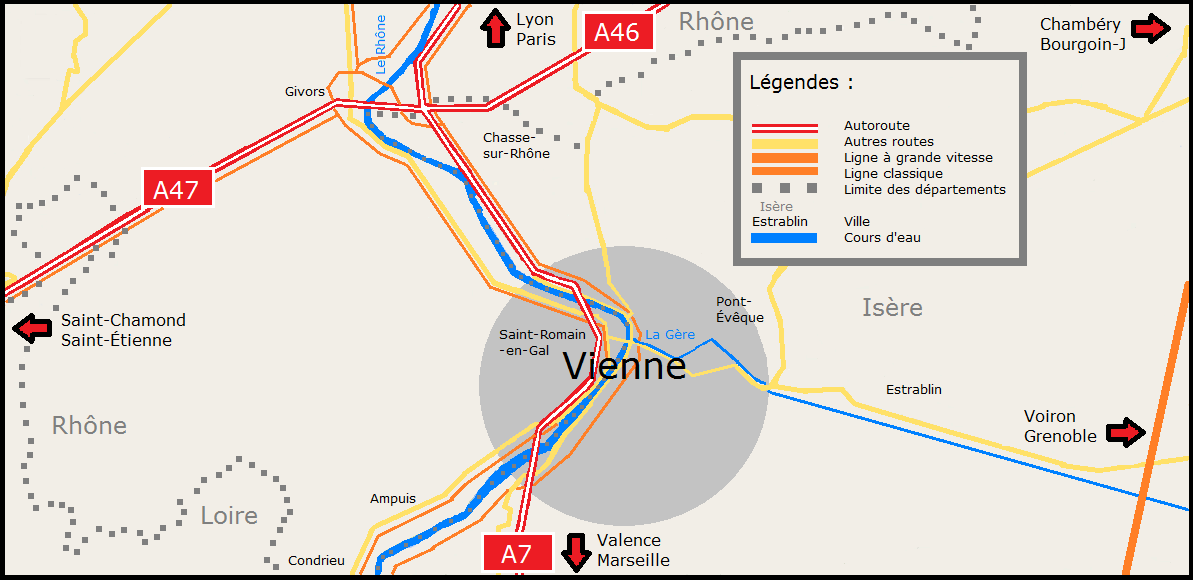
Aperçu du réseau routier et ferroviaire autour de Vienne.

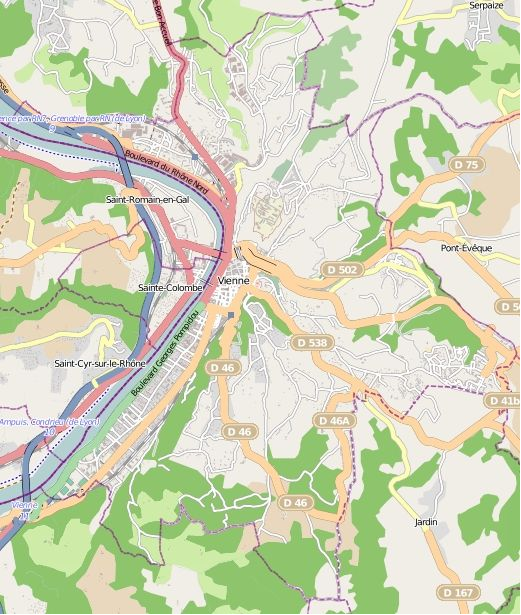
Carte de Vienne.

La configuration du réseau routier irriguant l'agglomération est contrainte par les caractéristiques physiques du territoire, avec une qualité de desserte routière très déséquilibrée.
La frange ouest de l'agglomération viennoise se trouve à la confluence de trois autoroutes:
- l'A7 (Autoroute du soleil) qui remonte au nord vers Paris via Lyon, et descend vers le sud en direction de Marseille, Avignon et Valence. Il existe trois sorties (dont deux principales) pour Vienne sur l'autoroute A7 :  9 Vienne-Nord (Vienne quartiers nord, Grenoble, Valence),  10 Condrieu (Condrieu, Ampuis, Vienne quartiers sud) et  11 Vienne-Sud (Vienne quartiers sud, L'Isle d'Abeau)[Note 4]. Un projet d'un échangeur complet payant est à l'étude, il serait situé dans la commune de Reventin-Vaugris, plus précisément entre l'Aérodrome de Vienne - Reventin et la barrière de péage de Vienne - Reventin. Un projet de grand contournement de Lyon par l'ouest est aussi à l'étude (A44), reliant Limonest à Vienne. Ce projet permettrait de déclasser les parties urbaines de l'A6 et de l'A7, de réduire le trafic du tunnel de Fourvière, et d'éviter la saturation de la rocade est (A46 et la RN 46) ;
- l'A47 permet de relier Saint-Chamond et Saint-Étienne via la N 88 à Chasse-sur-Rhône et Vienne via l'A7 ;
- l'A46 relie Anse à Chasse-sur-Rhône et Vienne via l'A7. L'autoroute contourne Lyon par l'est.

En outre, les principaux axes routiers sont : sur les axes nord/sud situés de part et d'autre du Rhône, la RN 7 sur la rive gauche et la RD 386 en rive droite, conférant au territoire une très grande accessibilité automobile. La RN 7 débute à la sortie 11 de l'A7 venant de Valence et s'étend sur douze kilomètres, avant de rejoindre l'A7 via la RD1407, direction Lyon, Saint-Étienne, Givors. La RN7 constitue par ailleurs un itinéraire bis permettant de délester l'A7 en cas de besoin.
L'est du territoire est irrigué par un réseau de voiries radiales convergeant vers Vienne, avec notamment la RD 75 en direction de Villefontaine, L'Isle-d'Abeau, Bourgoin-Jallieu, Crémieu, Bourg-en-Bresse et Chambéry et l'Aéroport de Lyon-Saint-Exupéry et la route départementale RD 41. Celle-ci débute au pont de Lattre-de-Tassigny, en venant de Saint-Romain-en-Gal et s'étend sur quatre kilomètres et demi, avant de rejoindre la route départementale RD 502, direction Saint-Jean-de-Bournay, La Côte-Saint-André, Voiron et Grenoble.

#### Transports urbains

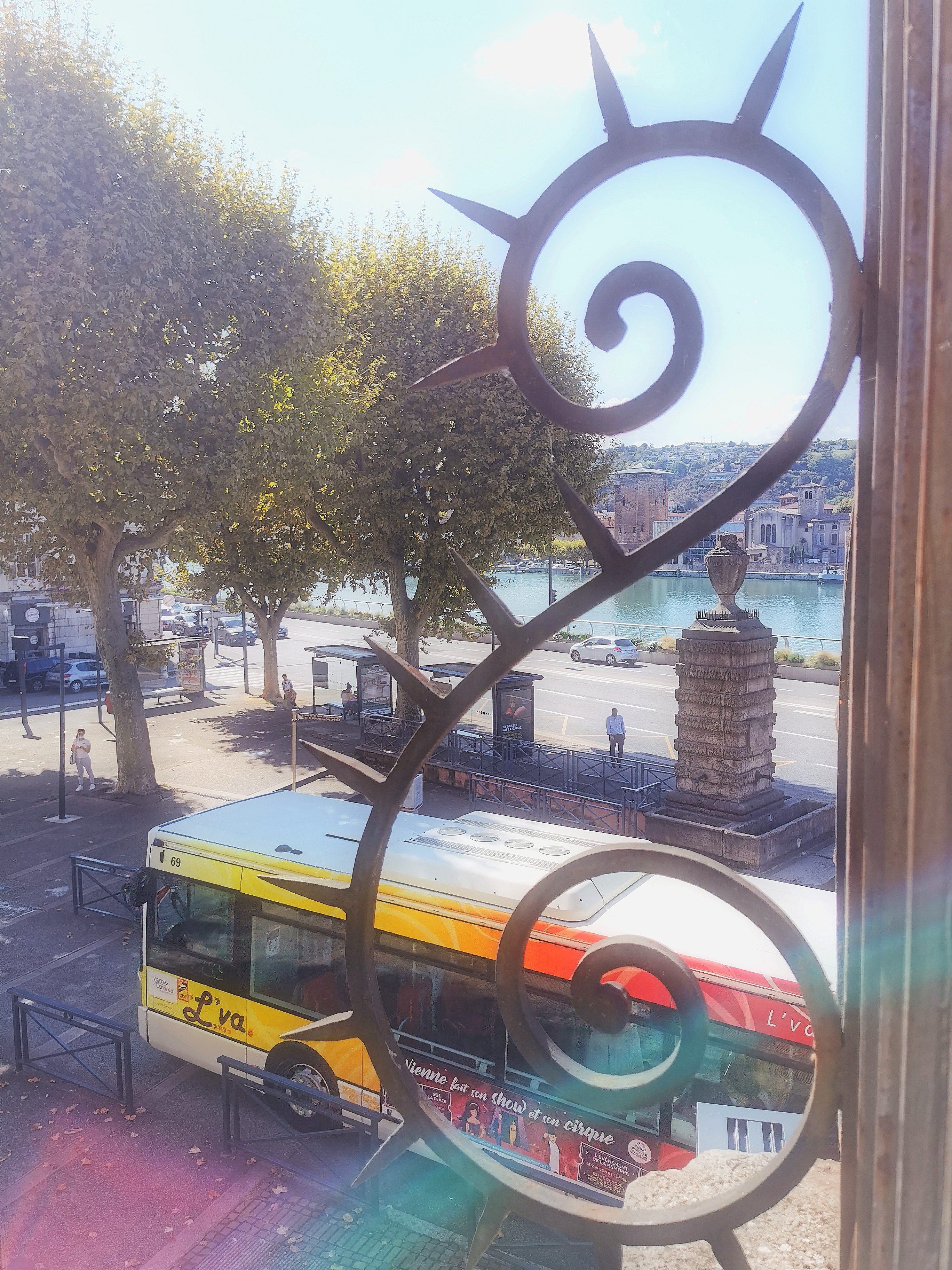
Jeu de paume, un des hubs principaux du réseau de bus à Vienne.

L'agglomération viennoise possède un réseau de transport en commun, nommé Lignes de Vienne et agglomération ou (L'va) opéré par Vienne Mobilités, filiale du groupe RATP Dev depuis 2011. Le réseau se compose de huit lignes régulières (1 à 7 et 134) et d'un service de transport à la demande, la Navette L'va couvrant l'ensemble des communes de Vienne Condrieu Agglomération non couvertes par les lignes régulières.

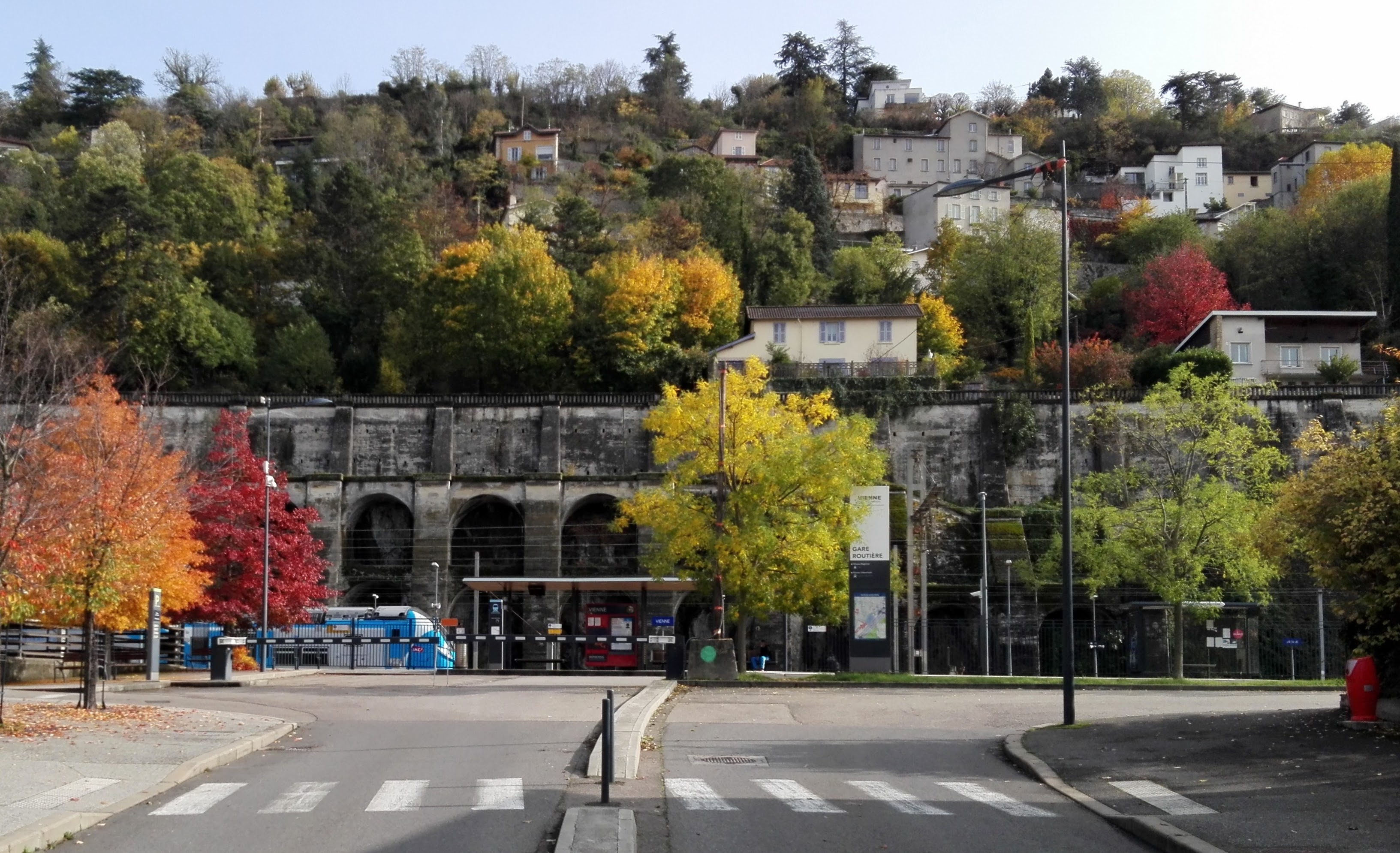
Gare routière de Vienne (au sud de la gare ferroviaire).

#### Autopartage
Depuis le 19 janvier 2015, la société coopérative d’autopartage Citiz, nommée Cité Lib, est opérationnelle à Vienne. Cité Lib se présente comme une alternative au véhicule personnel, le service propose à ses utilisateurs un mode de déplacement qui se veut économique, pratique et écologique. Plusieurs villes de la région Auvergne Rhône Alpes possèdent ce service d'autopartage.

#### Voies ferroviaires
La ville de Vienne compte deux gares et la communauté d'agglomération en compte trois :
- la gare de Vienne, inaugurée 29 juin 1854 est la principale gare de l'agglomération ;
- la gare d'Estressin, simple halte disposant de deux quais, inaugurée le 16 avril 1855 ;
- la gare de Chasse-sur-Rhône.

Principales destinations par le rail à partir de Vienne :
- gare du Péage-de-Roussillon (11 min) ;
- gare de Lyon-Jean Macé (16 min) ;
- gare de Lyon-Perrache (21 min) ;
- Lyon Part-Dieu (20 min) : avec en moyenne 40 A/R de trains TER par jour ;
- Valence-Ville (43 min) ;
- Villefranche-sur-Saône (1 h 14) ;
- Mâcon-Ville (1 h 28) ;
- Avignon-Centre (1 h 58) ;
- Marseille-Saint-Charles (3 h 19), par liaisons directes TER Rhône-Alpes.

#### Voies aériennes
Trois aéroports sont proches de Vienne : l'aérodrome de Vienne - Reventin (aviation légère), l'aéroport Lyon-Saint-Exupéry et l'aéroport International de Grenoble-Isère.

#### Voies fluviales
Vienne dispose d'une situation de carrefour fluvial dans l'axe Rhône-Saône, assez important. À vol d'oiseau, Vienne se situe à 20,6 kilomètres de son port. Le port de Vienne-Sud Salaise/Sablons est le seul port de l’Isère et le premier port de Rhône-Alpes après celui de Lyon. Il fait partie des quatre ports de la région Auvergne-Rhône-Alpes. Ce port est une plate-forme logistique multimodale qui associe le transport fluvial, ferroviaire et routier.

### Risques naturels et technologiques

#### Risques sismiques
L'ensemble du territoire de la commune de Vienne est situé en zone de sismicité no 3 (sur une échelle de 1 à 5), dite « modérée » comme la plupart des communes de son secteur géographique.
| Type de zone | Niveau            | Définitions (bâtiment à risque normal) |
| ------------ | ----------------- | -------------------------------------- |
| Zone 3       | Sismicité modérée | accélération = 1,1 m/s2                |

## Toponymie

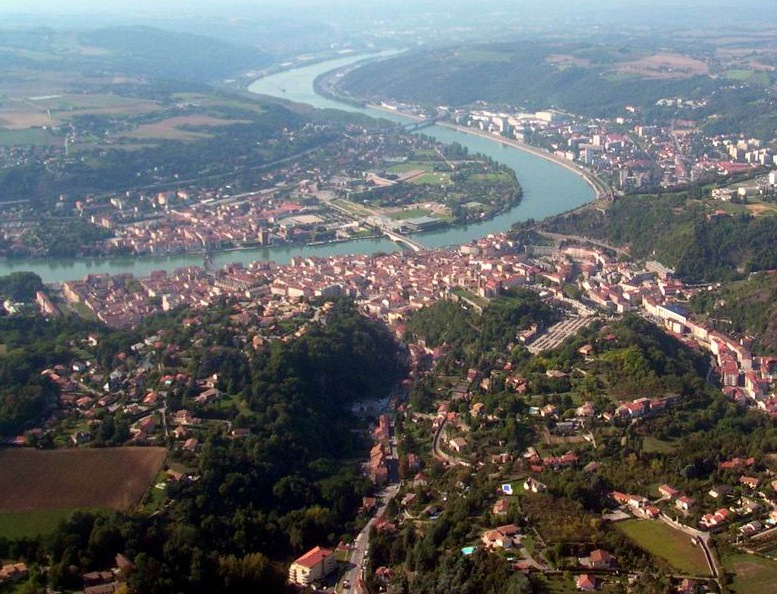
Vienne sur le Rhône

Les noms actuels de la ville, Vienne en français et Vienna ou Vièna en arpitan, découlent directement du latin Vienna, lui-même issu d'un nom gaulois dont la signification demeure obscure.

### Historique du nom
| nom                              | époque           | référence |
| -------------------------------- | ---------------- | --------- |
| Vienna                           | Ier s. av. J.-C. | ,         |
| Ούιέννα (Ouienna)                | déb. Ier s.      | [ 52 ]    |
| Colonia Julia Vienna Allobrogum  | Ier s.           | [ 53 ]    |
| Vienna                           | Ier s.           | ,         |
| Vienna                           | IIe s.           | [ 56 ]    |
| Βίεννα (Bienna)                  | déb. IIe s.      | [ 57 ]    |
| Ούίεννα (Ouienna)                | IIe s.           | [ 58 ]    |
| Ούίεννα (Ouienna)                | IIIe s.          | [ 59 ]    |
| Vienna,Viennam (acc.)            | IIIe s.          | [ 60 ]    |
| Vienna                           | IVe s.           | ,         |
| Vigen[na]                        | IVe s.           | [ 63 ]    |
| Metropolis ciuitatis Uiennensium | IVe s.           | [ 64 ]    |
| Benna                            | VIIe s.          | [ 65 ]    |
| Viennam (acc.)                   | 754              | [ 66 ]    |
| Vienna                           | 811              | [ 67 ]    |
| Vienna                           | 882              | [ 68 ]    |
| Vianna                           | 1338             | [ 69 ]    |

### Étymologie
On ne connaît pas réellement l'origine de son nom, et plusieurs hypothèses ont été émises :
Albert Dauzat et Charles Rostaing, dans leur Dictionnaire étymologique des noms de lieux en France ont écrit : 

« Vienne,… (Vienna, César) : nom obscur, vraisemblablement gaulois à cause du suffixe — enna ; La capitale des Allobroges ; capitale de la Viennoise, province romaine ; ch.-l. de Pagus à l'époque carolingienne ; siège d'un archevêché jusqu'en 1790, dont le titulaire portait le titre de comte au temps de la féodalité : Viennois. »

Jules Ronjat, philologue spécialisé dans la langue occitane et les langues romanes, fit le 9 décembre 1911, à l'Amicale laïque, une conférence sur l'origine du nom de Vienne. Le compte rendu paru dans le bulletin de la Société des Amis de Vienne présente des lacunes :

« La forme la plus ancienne que nous ayons du nom de Vienne est le latin Vienna, transcription d'un nom d'origine celtique ou pré-celtique dans lequel on isole sans difficulté le suffixe — enna, fréquent dans d'autres noms de lieux de la Gaule, mais de fonction mal définie : il est impossible de déterminer avec certitude la signification de l'élément thématique vi — qui reste ; on ne peut tirer qu'une hypothèse invérifiable de la comparaison avec des noms de rivières ou de localités présentant également la forme latine Vienna. »

Le nom de la ville est resté sans changement jusqu’à nos jours. Ce n'est pas le cas des trois noms de lieu parmi les nombreux homonymes de Vienne (Isère) dont nous connaissons des attestations antiques :
La ville de Vienne en Autriche se nommait quant à elle Vindobona, du gaulois, soit dérivé de Uindobona (« ville blanche »), soit d’une forme *uiduna (« eau des bois »), puis Οϋι[υδ]όβονα (Oui[nd]obona), au IIe s, Vindobona, au IIIe siècle,Vindobona au IVe siècle, Bendobona au IVe siècle,Vindomana Ve siècle, Vendomina au VIer siècle. La ville porte le nom de die Wien, la Vienne, la rivière qui la traverse.
Vienne-la-Ville (Marne), est un uicus de l'époque franque, Viasne super Axonam fluviutm en 1062, implanté sur le site d'une station mentionnée par l’itinéraire d’Antonin et qui porte le nom de la rivière, Axona, l’Aisne, et se situe à l’endroit où la voie romaine de Durocortorum (Reims) à Diuiodurum (Metz) la franchit, probablement au lieu-dit Bongué. Le Uicus Axona > Vi Asne > Viasna, à l’origine du nom Vienne, s’est développé ensuite sur ce site, tandis que Vienne-le-Château (Marne), agglomération voisine plus tardive a emprunté son nom Viasna à Vienne-la-Ville. L'antiquité de Vienne (Isère) exclut qu'il puisse s'agir d'un uicus de l'époque franque. Il ne s'agit pas davantage d'un uicus de l'époque classique romaine qui désignait une rue, un quartier en ville, un village, une propriété à la campagne.
La Vienne, affluent de la Loire, Vinhana en occitan, ou Vinjana en occitan (limousin), s'appelle Vingenna, ou Vigenna au VIe siècle, ce qui exclut une homonymie ancienne avec Vienne (Isère).
On comprend bien ce qui ne peut pas être l'origine de Vienne (Isère), mais on peut aussi tenter de cerner ce qu'elle est : Vienne est située au fond d’une courbure du Rhône et il faut peut-être y voir une formation à partir de la racine proto-indo-européenne *u̯ī̆- < *u̯ei-, avec le sens de « tourner » dotée du suffixe celtique ou préceltique –enna.
Enna ou Anna désigne aussi une déesse celte très souvent liée à l’eau. Dana est une variante de cette divinité qui se présente régulièrement sous la forme d’une trinité (les trois matres), elle est à la fois épouse, mère et fille. Un Autel des Mères Augustes trônait sur un piédestal au sud-est du mont Sainte-Blandine.

## Histoire

### Préhistoire
Les premiers hommes sont apparus sur le site de Vienne dès le Néolithique moyen (4700-3400 av. J.-C.). Le premier habitat (foyers et matériel lithique) a été en effet découvert en 1920, sur une petite butte cristalline du quartier d'Estressin, proche du Rhône : le coteau Sainte-Hélène (vers 4000 av. J.-C.). D'autres vestiges sont attestés dans la plaine d'Estressin, sur les terrasses de Charavel, ainsi qu'à Saint-Romain-en-Gal (sépulture renfermant un crâne trépané, exposé aujourd'hui au Musée des beaux-arts et d'archéologie de Vienne). Plus jamais le site de Vienne ne fut abandonné par l'homme. Les époques suivantes ont fourni des témoignages archéologiques particulièrement abondants, principalement l'âge du bronze (2000-800 av. J.-C.). Trouvailles de haches, d'épées, de couteaux, de céramique témoignent de la grande importance du site de Vienne pendant cet âge, probablement un carrefour commercial majeur sur les voies du couloir rhodanien et l'axe entre les Alpes et le Massif central. Y fut trouvé le célèbre char processionnel à La Côte-Saint-André, exposé aujourd'hui au musée gallo-romain de Fourvière. Saint Mamert a pu s'en inspirer pour organiser les rogations.

### Antiquité

#### Vienne, cité gauloise

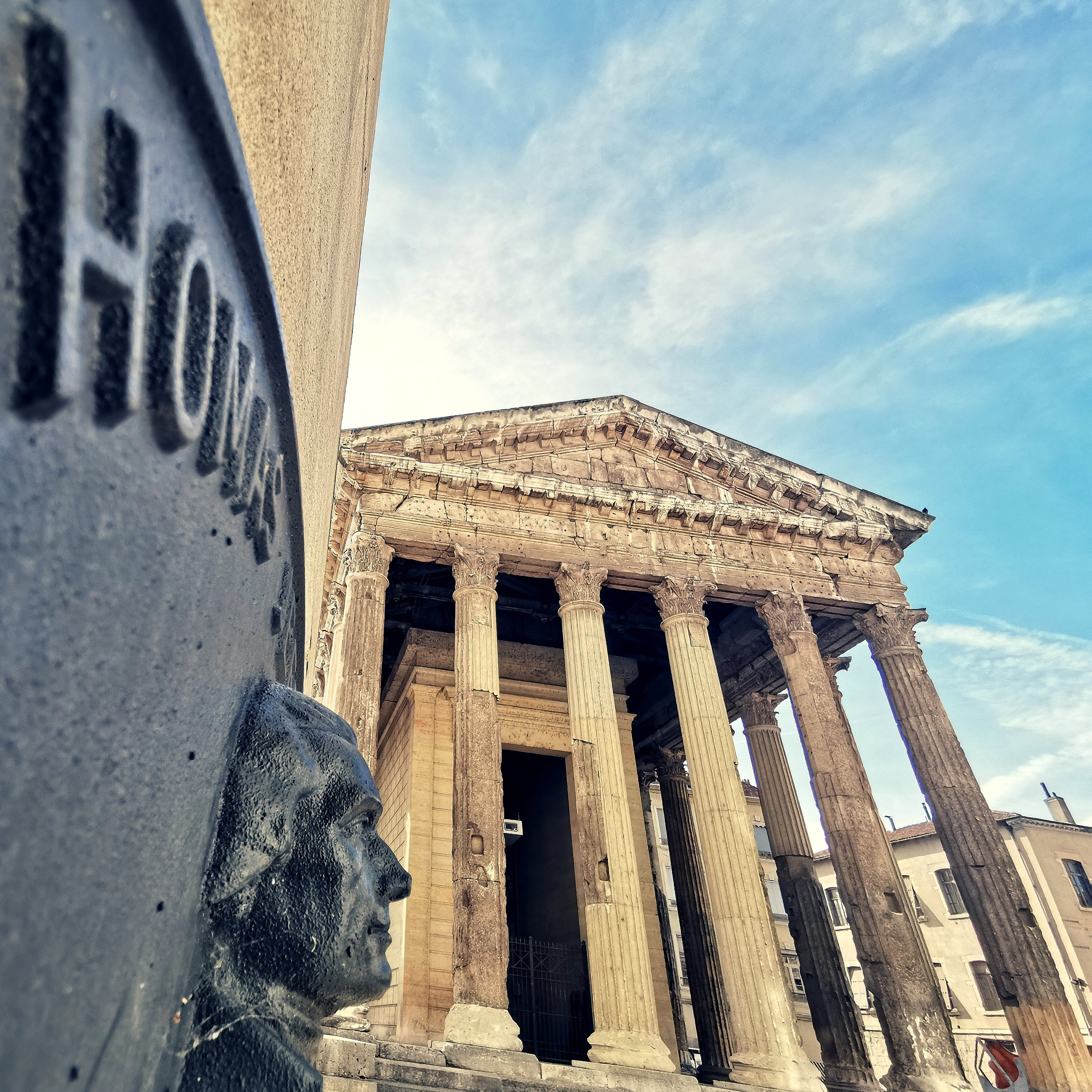
Une plaque commémore la venue de Thomas Jefferson pour contempler le temple d'Auguste et Livie en mars 1787.

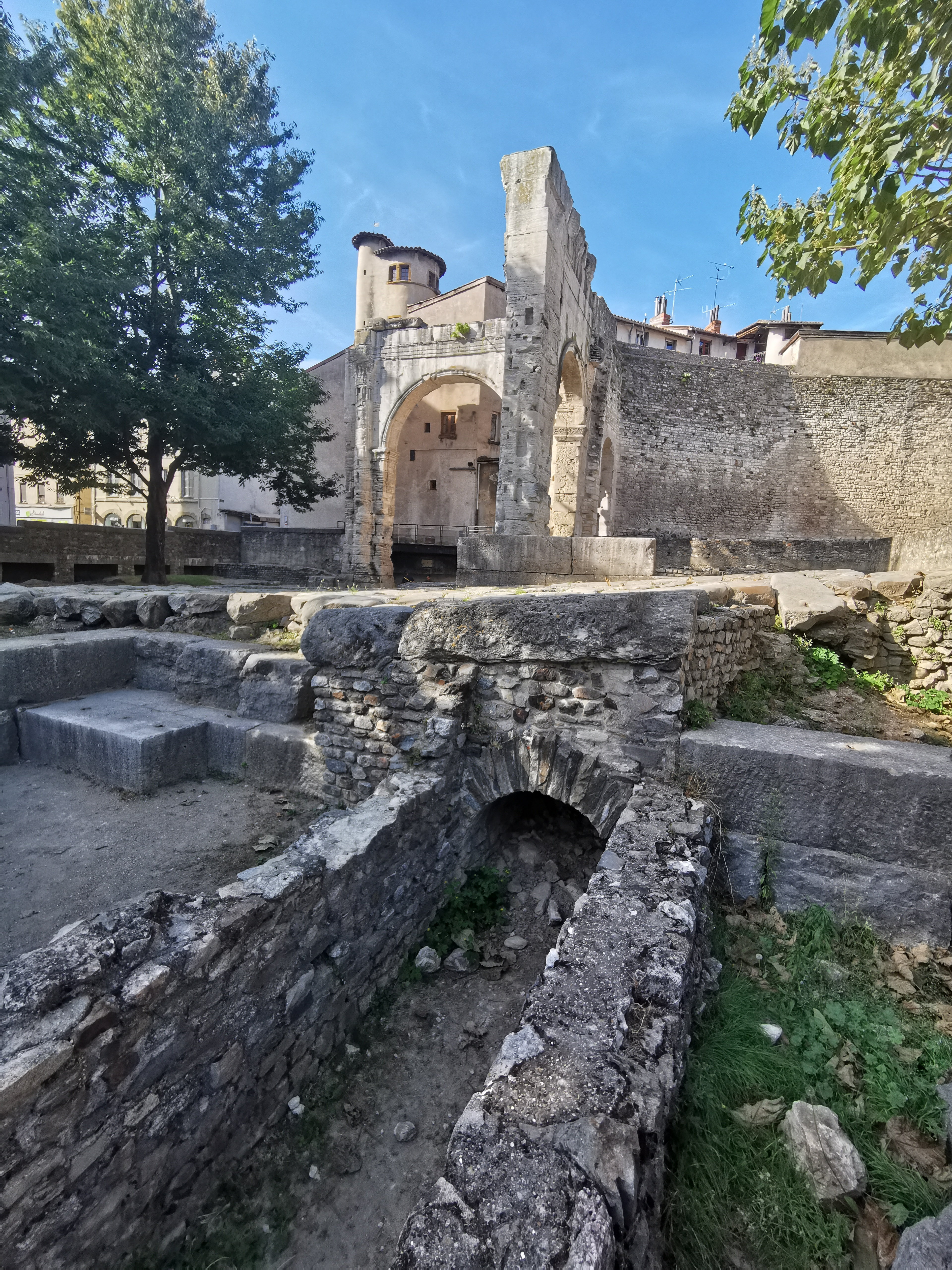
Jardin archéologique de Cybèle, site de l'ancien hôpital. Les fouilles lors de son déménagement laissent découvrir l'ancien temple voué à Cybèle.

Des Celtes arrivent sur ce territoire autour du Ve siècle av. J.-C. L'une de ces tribus, celle des Allobroges (les gens venus d'ailleurs) fait de Vienne sa capitale et contrôle un vaste territoire qui s'étend de Genève au mont Pilat, en passant par Cularo (future ville de Grenoble).
Des auteurs anciens (tels Étienne de Byzance dans ses Ethniques du VIe siècle) repris par des chroniqueurs médiévaux, racontent qu'à la suite d'une importante famine, des Crétois émigrent en grand nombre de la cité crétoise de Viánnos et fondent la nouvelle ville de Viánnos qui deviendra ensuite la ville romaine de Vienna. Un auteur affirme même que ces Crétois seraient venus en Gaule après le retour d'Idoménée de la guerre de Troie. On sait aujourd'hui que ces interprétations fantaisistes relèvent de l'étymologie populaire.
Sa situation excentrée dans ce territoire, qui pourrait apparaître comme un désavantage, est compensée par l'importance des voies de communication : point de rencontre des routes menant aux cols des Alpes et au cœur du Massif central, la capitale des Allobroges est également située sur l'axe rhodanien. L'emplacement occupé par le sanctuaire de Cybèle, à l'époque romaine, permet de découvrir des vestiges des premiers temps allobroges. Cet habitat gaulois comprend d'abord un double oppidum mis au jour dans les années 1950 et constitué par les collines de Pipet et de Sainte-Blandine. C'est sur ces collines que les Viennois se réfugiaient en cas de danger. Des objets de la vie quotidienne (ustensiles de cuisine, outils, fibules, chenets) y côtoient des objets de prestige importés d'Italie (vaisselle en bronze, objets liés au service du vin), ce qui confirme l'importance de ce site urbain. Mais l'établissement gaulois s'étend aussi en contrebas de Pipet, sur un plan incliné constitué par l'ancien cône de déjection de la Gère et qui va jusqu'au Rhône. Cet habitat permanent est révélé par les fouilles du sanctuaire de Cybèle dès 1945.
Vienne est aussi un port et, à ce titre, depuis plusieurs siècles, elle commerce avec Marseille, le monde grec, et avec l'Italie.
Au Ier siècle, Strabon appelait déjà Vienne la capitale des Allobroges. La puissance de Rome s'est manifestée en Gaule. À l'appel de Marseille, les Romains ont franchi les Alpes en 125 av. J.-C. et détruit le chef-lieu du peuple des Salyens, Entremont, près d'Aix-en-Provence. Les chefs salyens se réfugient alors chez les Allobroges. Ceux-ci refusent de livrer leurs hôtes aux Romains. C'est la guerre. L’armée romaine remonte le Rhône. Sans attendre leurs alliés Arvernes, les Allobroges engagent le combat près du confluent du Rhône et de la Sorgue. Ils sont écrasés, laissant sur le champ de bataille 20 000 des leurs et 3 000 prisonniers. Quelques mois plus tard, cette fois avec l'aide des Avernes, ils sont de nouveaux battus par les troupes romaines au confluent du Rhône et de l'Isère. Le territoire allobroge est annexé et entre dans la nouvelle Provincia (province, d'où viendra le nom de Provence) qui s'étend sur le Sud-Est de la Gaule.
En conséquence, la cité allobroge perd toute liberté et est soumise à l'impôt qu'en tant que vaincue elle doit à Rome. Cet impôt est très lourd, d'autant qu'il est affermé à des sociétés de publicains, soutenues par les gouverneurs qui en profitent pour réaliser d'énormes fortunes sur le dos des provinciaux. Déjà éprouvés par les invasions des Cimbres et des Teutons, en 107 av. J.-C. - 102 av. J.-C., les Allobroges se rebellent. L'envoi de deux délégations à Rome n'aboutit à aucun résultat. Alors, en 62 av. J.-C., Catugnatos, « chef de toute la nation », entraîne les Allobroges dans la révolte. Pendant deux ans, il tient tête aux légions romaines. Mais le pouvoir de Rome est trop solide. En 61 av. J.-C., le proconsul Pomptinus s'empare de Solonion, ce qui met fin à la guerre. Vienne est évoquée dans la guerre des Gaules (58-52) sous la plume de Jules César.

#### Vienne, cité romaine

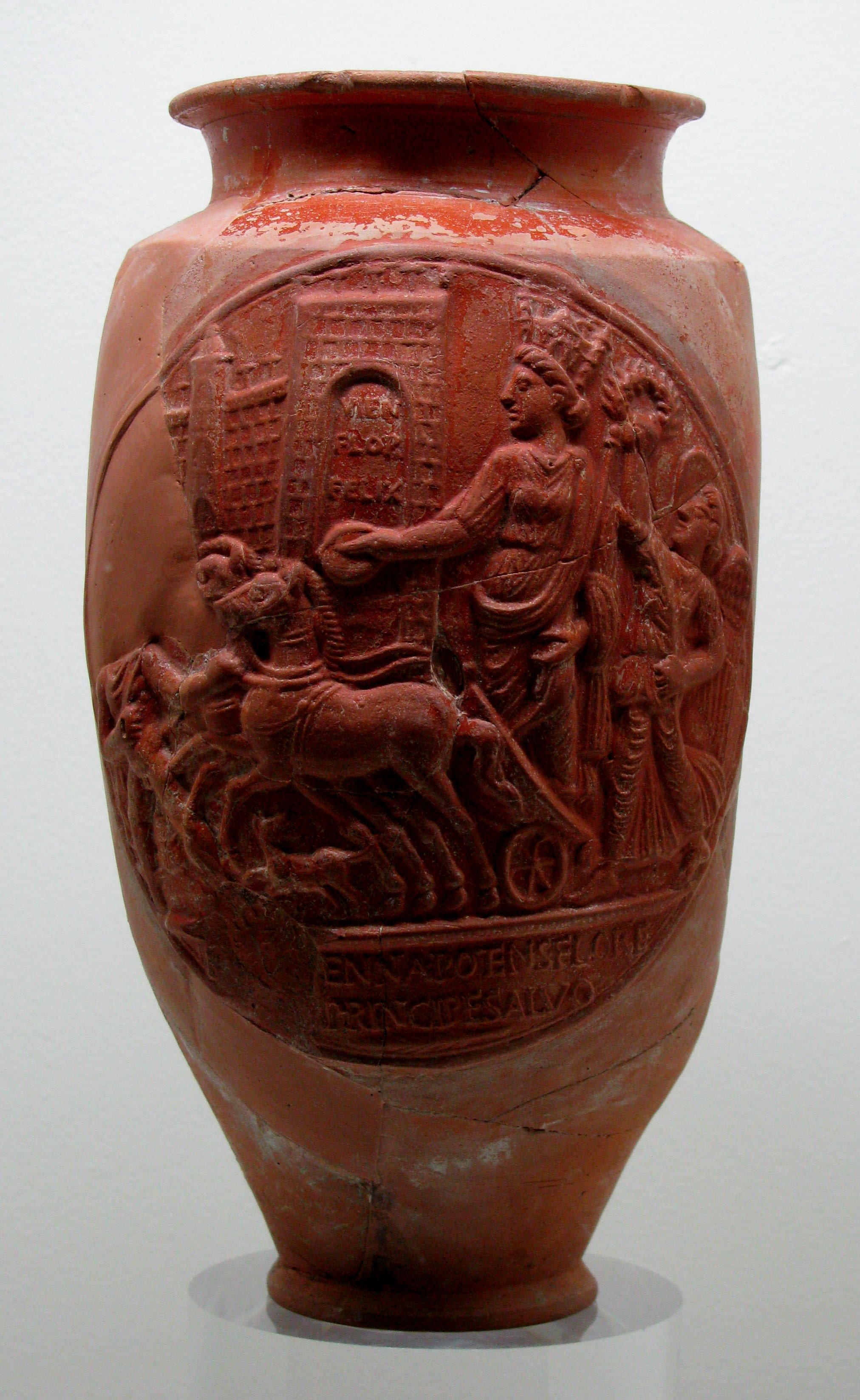
Le triomphe de Vienne personnifiée et couronnée, défilant devant les murailles de la ville. Vase à médaillon du IIe siècle découvert à Lyon.

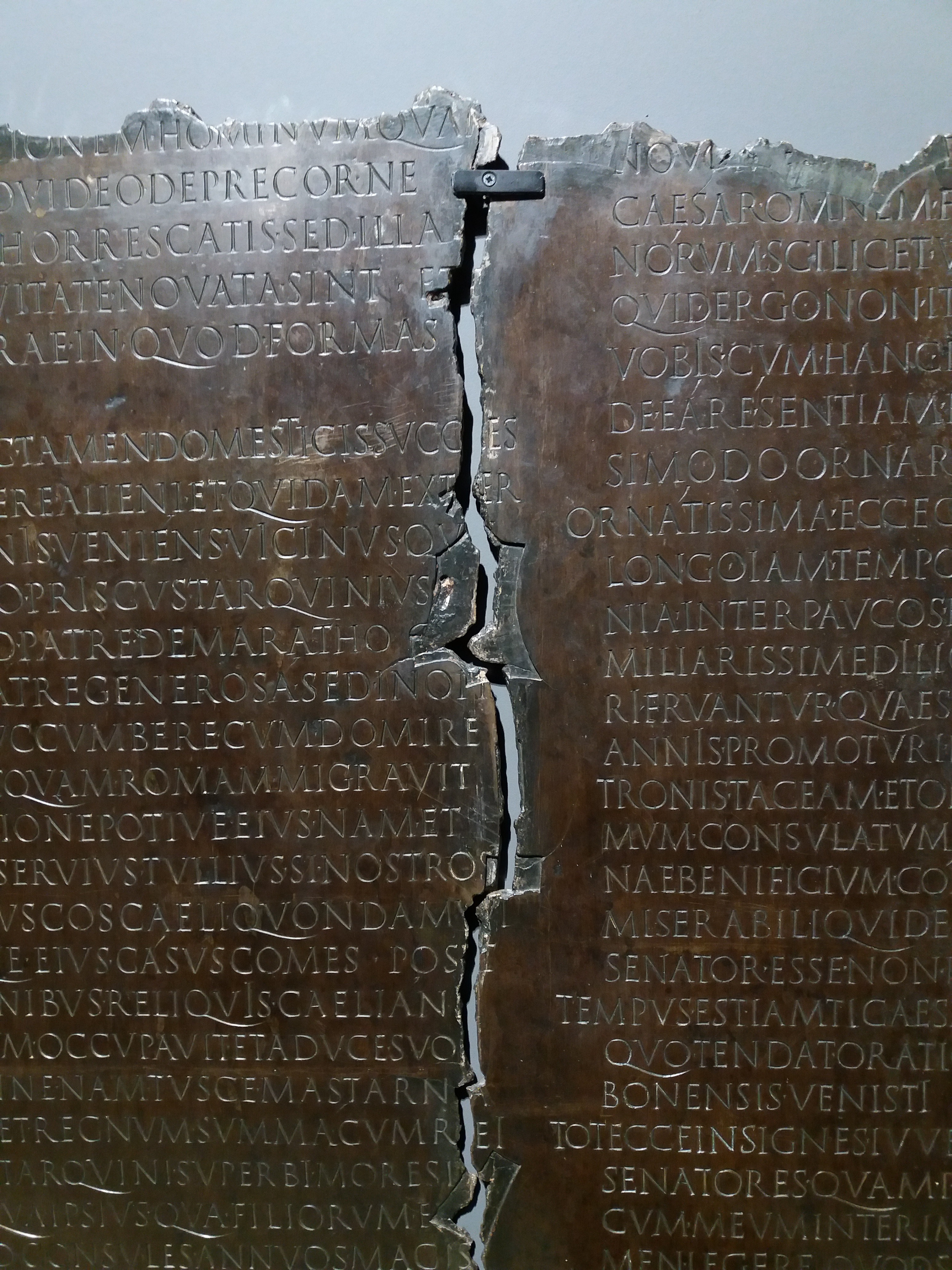
Table-claudienne musée gallo-romain de Lyon.

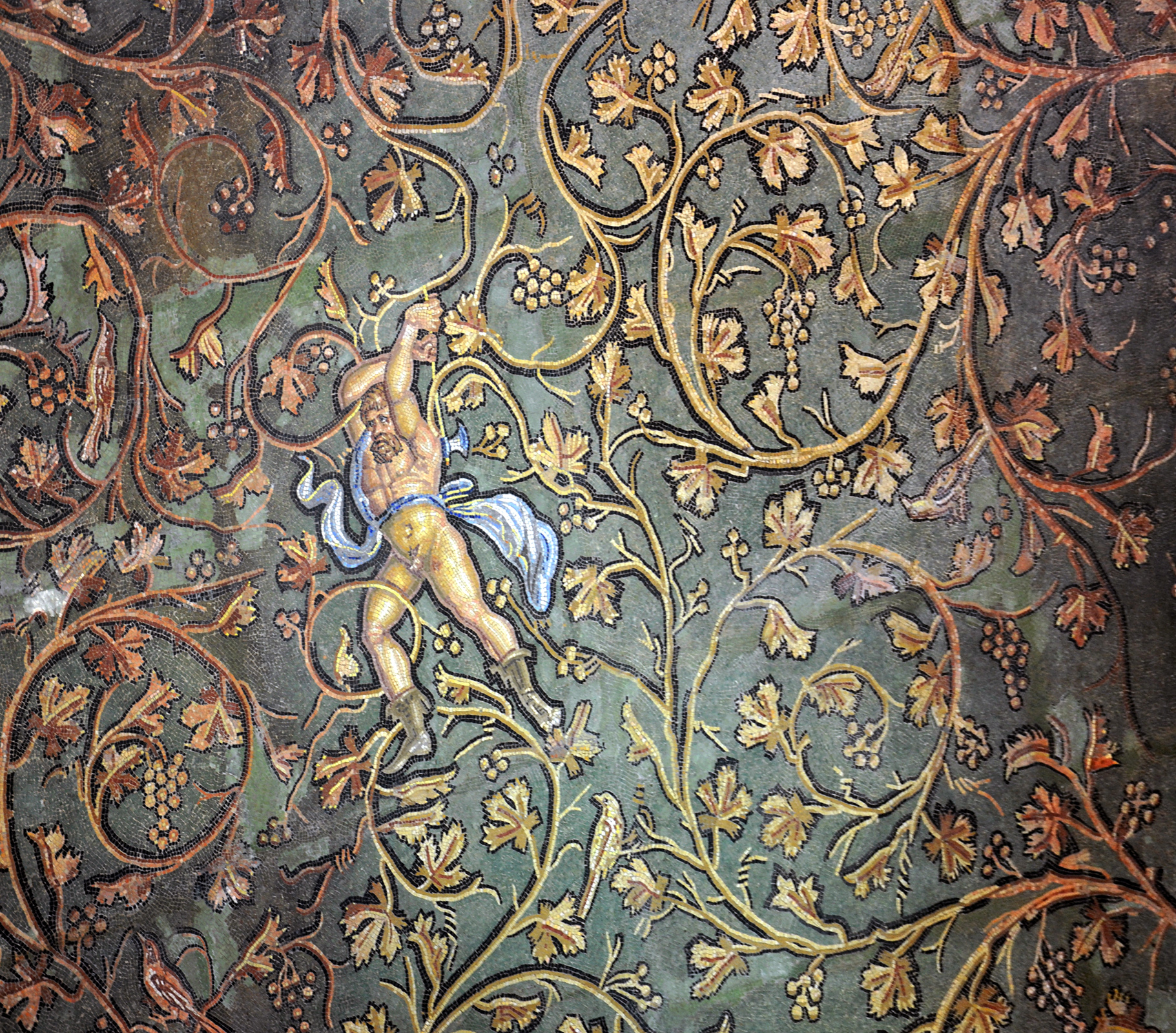
Mosaïque : Le châtiment de Lycurgue.

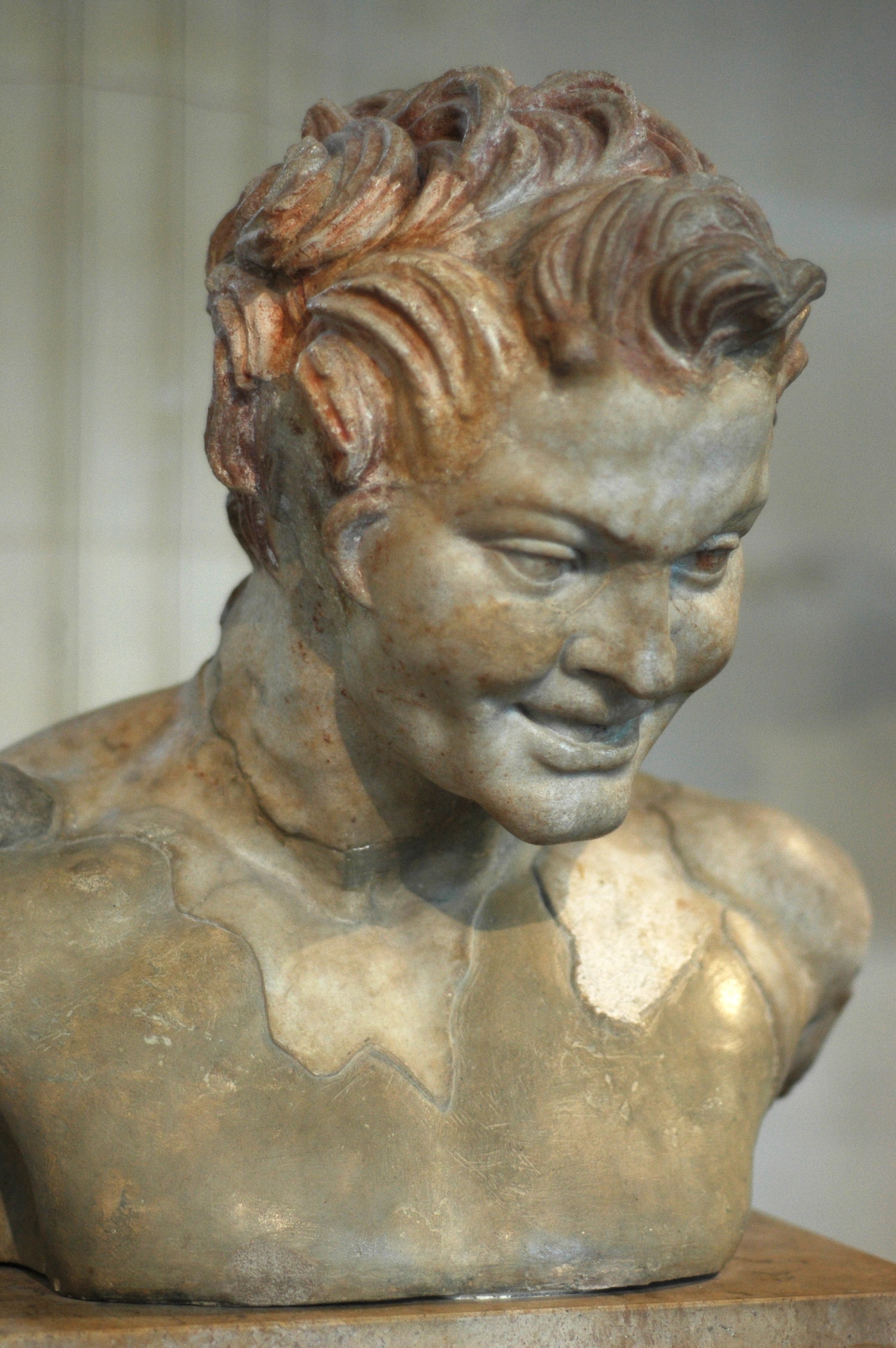
Faune de Vienne exposé au Louvre.

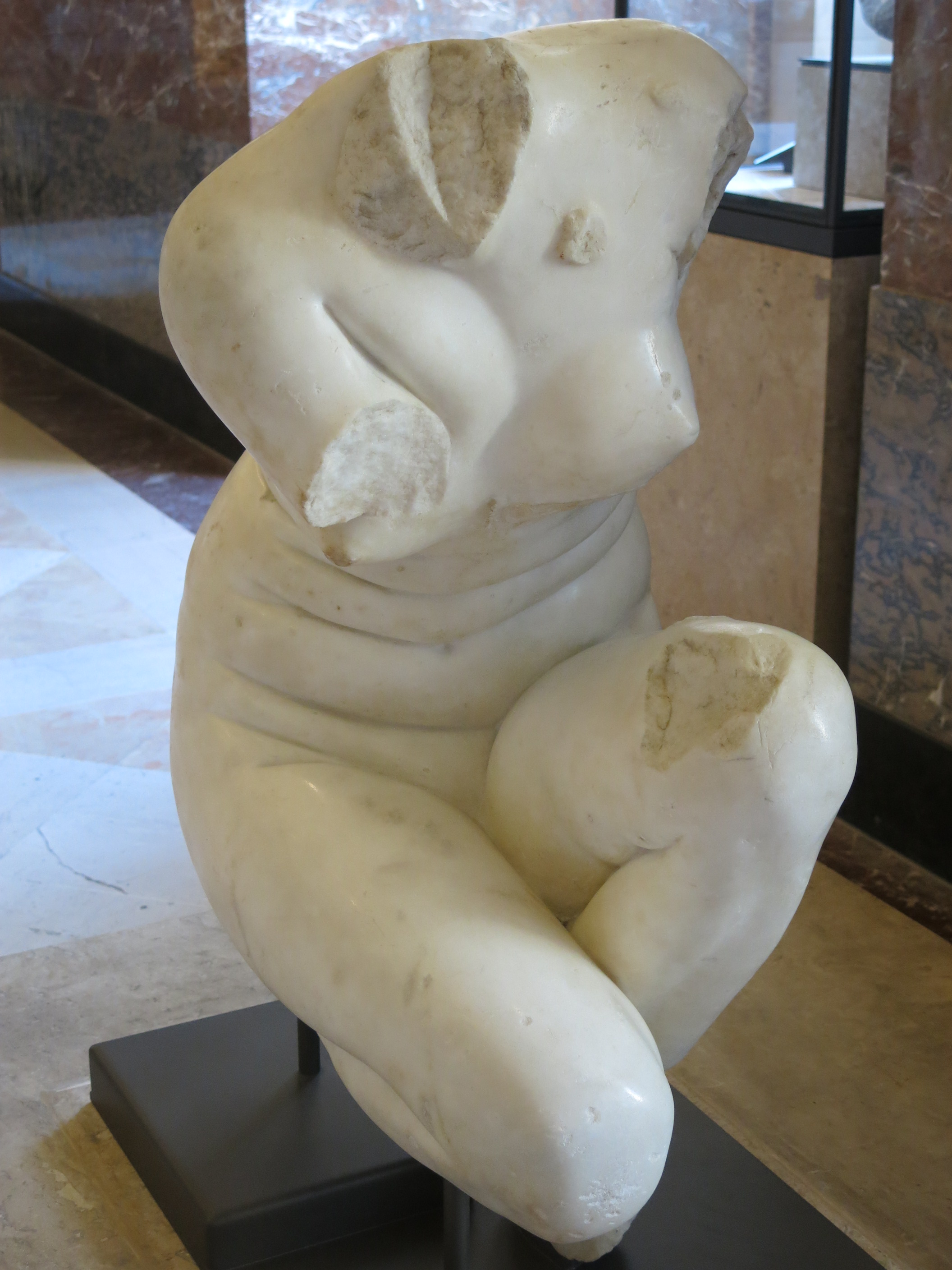
Vénus de Vienne Musée du Louvre.

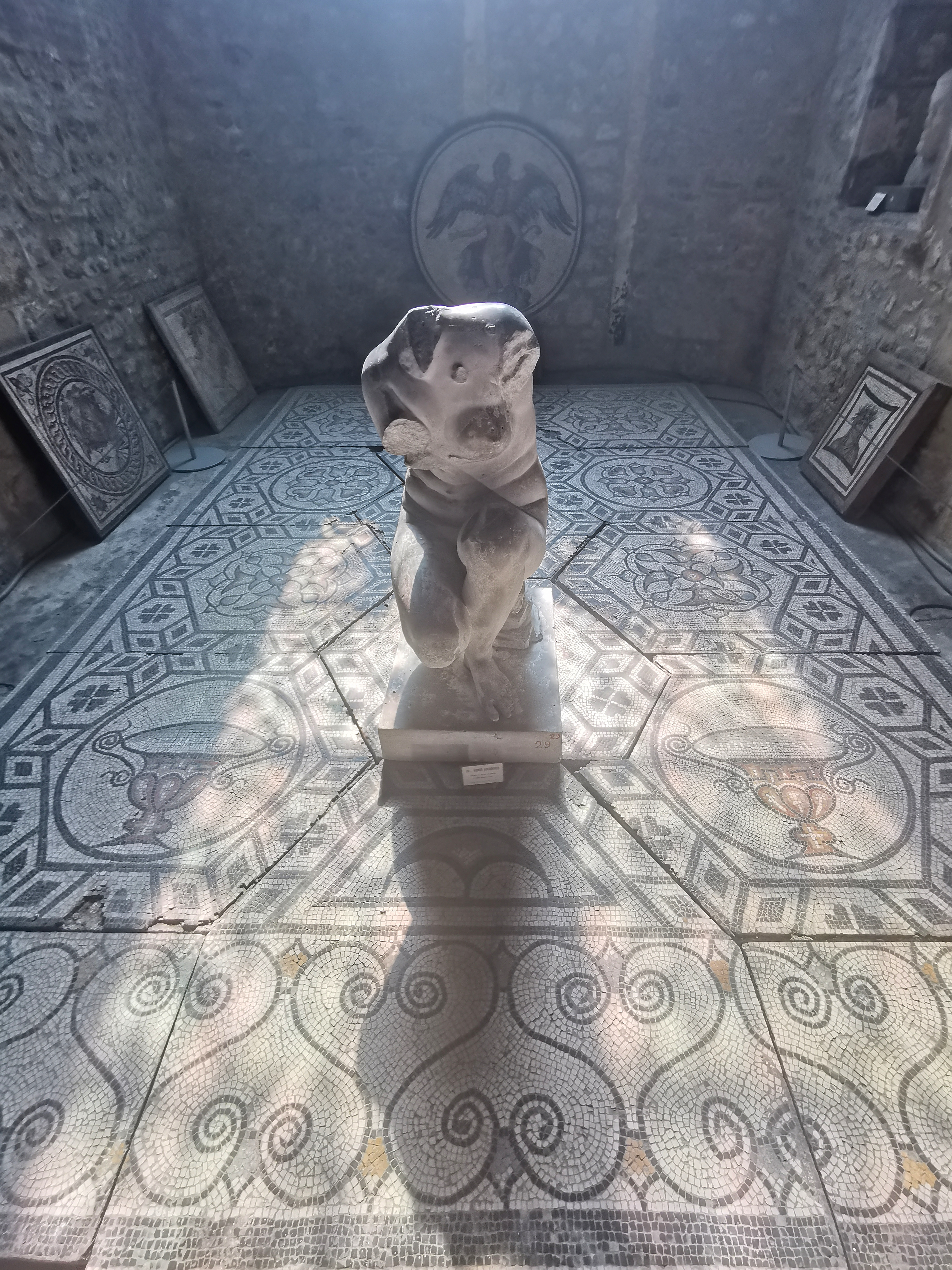
Moulage de la Vénus à Vienne, dans le musée lapidaire de Saint-Pierre

Les Allobroges ont aussi joué un rôle déterminant dans l'histoire de Rome, par exemple lors de la conjuration de Catilina qui est un complot politique visant la prise du pouvoir à Rome en 63 av. J.-C. par le sénateur Lucius Sergius Catilina. Les Allobroges, qui étaient venus à Rome pour se plaindre des conditions économiques de leur province et de la cupidité de leurs magistrats rencontrent les conjurés, qui font feu de tout bois et tentent de se rallier tous les mécontents, y compris des Gaulois. Après quelques hésitations, les Allobroges se rallient au pouvoir en place. Sur l'incitation de Cicéron, ils obtiennent des conjurés de précieuses informations. Ils exigent même une lettre d'intention signée des conjurés, qui tombent sans se méfier dans le piège. Interceptés à leur départ de Rome, les Allobroges remettent cette lettre au Sénat. Le Sénat n'a plus alors qu'à cueillir les partisans du coup d'État. Les sénateurs, reconnaissants, votent des récompenses pour les fidèles Allobroges. Sur le vase à médaillon d'applique est inscrit : « Vien(na)/Flor(entia)/Felix, et à la base : Felix Vienna Potens Florentia suo principe salvo » (Vienne est heureuse, puissante et florissante, car son empereur est en bonne forme). On sait que le cours irrégulier du Rhône y engendra des terrasses inondables jusqu'à la fin du IIe siècle av. J.-C.
Pendant la guerre des Gaules, Vienne est fidèle à Jules César. D'ailleurs c'est à Vienne qu'il installe un corps de cavalerie de renfort. Ainsi, après la guerre, certains Allobroges sont récompensés. Vers 45 av. J.-C., Tiberius Claudius Nero, père du futur empereur Tibère, aurait installé à Vienne d'anciens soldats de troupes auxiliaires, mais pour peu de temps, puisqu'au lendemain de l'assassinat du dictateur, en 44 av. J.-C., ils sont expulsés et vont s'établir au nord, au confluent du Rhône et de la Saône où, l'année suivante, Lucius Munatius Plancus fonda pour eux la colonie de Lugdunum. Il n'y eut peu de conséquences pour Vienne.
Les origines de la colonie romaine de Vienne sont fragmentairement connues et ont fait l'objet d'hypothèses diverses. On a longtemps estimé que Vienne fut promue dès 40 av. J.-C., colonie latine par Jules César sous le nom de Colonia Julia Viennensis. Selon cette hypothèse c'est en 44 av. J.-C., qu'une révolte gauloise chassa les Romains de Vienne qui fondèrent une autre colonie à proximité, à Lugdunum. Octave aurait ensuite réinstallé une colonie à Vienne. On présume plutôt aujourd'hui que les Romains furent chassés de Vienne en -62 lors de la révolte de Catugnatos. Ce n'est donc que sous Octave que la cité aurait reçu, comme Nîmes, le statut de colonie latine.
Vienne devient rapidement un centre important du commerce et des échanges avec la Méditerranée, de vastes entrepôts découverts à Saint-Romain-en-Gal en témoignent. Elle s'étend alors de part et d'autre du Rhône.
En 48, dans son discours au Sénat, reproduit par la Table claudienne (exposée au musée gallo-romain de Fourvière), l'empereur Claude évoque : « ornatissima ecce colonia valentissimaque Viennensium » (la très puissante colonie des Viennois, richement ornée).
Elle obtient le privilège impérial de s'entourer d'une muraille dès le Ier siècle apr. J.-C. Cette muraille fait 7,2 km de long, soit la plus longue des Gaules ; la superficie enclose, 250 ha environ, en fait également une des plus importantes villes des provinces gauloises. Entre 35 et 41 elle fut promue au statut de colonie romaine, sans doute par Caligula. Elle fut un centre important durant la période romaine, rivalisant avec sa voisine Lugdunum (Lyon). Sa parure monumentale édifiée sur des terrasses successives dominant le Rhône était impressionnante et de nombreux vestiges en témoignent : temple d'Auguste et de Livie, arcades du forum, théâtre et odéon, hippodrome, murailles, thermes sont encore partiellement ou totalement en élévation. De nombreuses découvertes et fouilles archéologiques depuis le XVIe siècle offrent l'image d'une cité riche et puissante : des monnaies (As de Vienne, Dupondius…), de très nombreuses mosaïques, des fresques, travail du marbre (statues, colonnes…), de la vaisselle de terre cuite, Vienne se distingue par une production de céramiques fines de tradition italique et des vases de tradition celtique avec une production qui atteint un rythme presque industriel avec de nombreux ateliers, ainsi que le travail du plomb sous-produit de l'extraction de l'argent, est attesté par plus de 70 signatures de plombiers qui figurent en particulier sur des tuyaux, les archéologues supposent que les mines de plomb locales intensément exploitées au XIXe siècle l'étaient déjà durant l'Antiquité, mobilier. Le site archéologique de Saint-Romain-en-Gal, un des quartiers de la ville antique qui s'étendait sur les deux rives du Rhône, témoigne de cette richesse.
Durant le Haut-Empire (27 av. J.-C. - milieu du IIIe siècle), Vienne connaît une urbanisation spectaculaire, avec une parure monumentale qui rend compte de son rang et dont les impressionnants vestiges visibles dans toute la ville aujourd'hui témoignent encore. Forte d'une économie diversifiée, Vienne se développe à l'extérieur de l'enceinte, sur la rive gauche du Rhône, au sud, et sur la rive droite.
Les Viennois savaient aussi se divertir, les magistrats de la ville dépensaient leurs revenus dans les représentations du cirque. Un gladiateur thrace nommé Gratus y remporta dix-sept fois la victoire. Il y avait aussi une troupe de comédiens, les Scaenici Asiatici, ainsi nommés en l'honneur de Decimus Valerius Asiaticus, leur protecteur. Il y eut une bourgeoisie cultivée désireuse de se mêler au mouvement intellectuel de Rome.
C'est à Vienne qu'apparaît pour la première fois en Gaule une colonie juive, où fut exilé Hérode Archélaos, ethnarque de Judée en l'an 6 de notre ère.
Decimus Valerius Asiaticus, dit Asiaticus le Viennois de la gens Valerii, est sénateur romain, consul deux fois, en 35 et en 46, il possède « les jardins de Lucullus », terrain où s'élève à l'heure actuelle la villa Médicis à Rome. Son fils, en 70, Marcus Julius Vestinus Atticus en 65, la famille des Bellici a vu quatre des siens accéder au consulat, en 68, 125, 143 et 148 ; enfin, les Pompéi Vopisci avec Lucius Pompéius Vopiscus en 69. Vienne était de loin la cité de Narbonnaise la plus représentée puisqu'on a pu recenser 18 Consulats exercés par des sénateurs ou notables Viennois. Le droit qu'avait la ville de Vienne de participer aux honneurs de la république, lui avait été accordé sous le consulat de Publius Rutilius Rufus en l'an 664 de Rome, 88 ans avant notre ère. L'empereur Claude relève son ancienneté et sa splendeur dans son discours au sénat (Table claudienne). Vienne et sa province influèrent sur le sort des élections des empereurs; le premier usage qu'elles firent de leur puissance fut contre Néron qui avait fait mettre à mort Vestinus Atticus, l'un de leur concitoyen. Cette révolte porta Galba sur le trône impérial, qui augmenta leurs privilèges en les exemptant d'une partie de ses redevances et les combla de grâces et de bienfaits. Othon se dépouilla du consulat pour l'accorder à Poppacus Copiscus un Viennois, « afin d'honorer, dit Tacite, les Viennois ».
Au Bas-Empire, le rôle de Vienne s'affirme : capitale du diocèse de Viennoise, elle reçoit la visite de plusieurs empereurs. En 177, le diacre Sanctus de Vienne est martyrisé avec les martyrs de Lyon, première mention du christianisme viennois. En 297 Dioclétien plaça à Vienne le chef-lieu, non seulement d'une province, mais encore d'un diocèse embrassant toute la Gaule méridionale.
La Viennoise (Viennensis, en latin), province consulaire. Elle recouvre la partie occidentale du Dauphiné et de la Provence plus le Comtat Venaissin. Ses principaux peuples sont les Allobroges, les Cavares, les Helviens, les Segovellaunes, les Tricastins, et les Voconces ; sa capitale est Vienna (Vienne). Elle comprend quatorze cités : celle de la capitale, mais aussi Genava (Genève), Cularo (Gratianopolis Grenoble), Valentia (Valence), Dea Augusta Vocontiorum (Die), Alba Helviorum (Alba-la-Romaine), Augusta Tricastinorum (Saint-Paul-Trois-Châteaux), Vasio voncontiorum (Vaison-la-Romaine), Arausio (Orange), Carpentoracte (Carpentras), Avenio (Avignon), Cabellio (Cavaillon), Arelate (Arles) et Massalia (Marseille).
La Viennoise était parfois appelée Viennoise première (Viennensis prima) ; Viennoise seconde (Viennensis secunda) ; Viennoise troisième (Viennensis terta) ; les Alpes-Maritimes, Viennoise quatrième (Viennensis quarta).
À la fin du IIIe siècle et au IVe siècle, la ville, repliée dans son centre, n'occupe plus qu'une vingtaine d'hectares au maximum.
Au Ve siècle, la Viennoise est divisée en deux provinces :
- la Viennoise première (Viennensis prima), avec Vienna pour capitale et les autres cités suivantes : Genava, Gratianopolis, Valentia, Dea Augusta Vocontiorum, Viviers et Saint-Jean-de-Maurienne ;
- la Viennoise seconde (Viennensis secunda), avec Arelate pour capitale et les autres cités suivantes : Augusta Tricastinorum, Vasio voncontiorum, Arausio, Carpentoracte, Avenio, Cabellio, Arelate, Massalia, et Telo Martius (Toulon)

La Province, provincia viennensis comprenait outre les territoires de l'ancienne colonie, son diocèse dioecesis viennensis, s'étendait des Alpes à l'océan englobant les Alpes maritimes, toute l'ancienne Narbonnaise et toute l'ancienne Aquitaine.
Au IVe siècle, en 316 Constantin Ier séjourna temporairement à Vienne. En 356 ce fut au tour de Julien de passer par Vienne, et il y prit ses quartiers d'hiver en l'an 360. Le 15 mai 392 Valentinien II y trouva la mort dans son palais. Au Ve siècle Vienne avait une fabrique impériale de tissus de lin et de chanvre, dirigée par un procurateur linyfii, une inscription nous apprend que Vienne avait aussi ses fabricants de sayons qui travaillaient la laine, le SAGARIUS ROMANENSIS d'une des épitaphes, façonnait les sayons à la mode romaine, comme nous dirions à la mode de Paris. Vienne était également la résidence du Préfet de la flotte du Rhône, praefectus classis fluminis Rhodani.
Dotée d'un évêque au moins en 314, elle devient une métropole religieuse importante. Les rogations sont introduites par l'évêque de Vienne, saint Mamert en 474, à cette époque, les rogations ont pris la place, dans le calendrier, de la fête romaine des robigalia. Peu à peu, les couvents des ordres mendiants s'ajoutent aux abbayes bénédictines. Un nouveau réseau de voies étroites est mis en place. Jusqu'au début du XXe siècle, des processions étaient organisées dans les chemins parcourant les champs dans tous les pays catholiques.
En 2017 est mis au jour lors de travaux de constructions d'immeubles, un site de 7 000 m2 réparti entre Vienne, Saint-Romain-en-Gal et Sainte-Colombe, comprenant des espaces publics, des maisons luxueuses, des boutiques d'artisans et des entrepôts de marchandises, correspondant à une ancienne place de marché de 4 500 m2 avec une fontaine monumentale en son centre. Un premier incendie aurait contraint les habitants à quitter les lieux. Abandonné au IIIe siècle, le site est victime d'un second incendie et transformé en un grenier à grains surélevé, devenant par la suite une nécropole au haut Moyen Âge, avec une soixantaine de sépultures, des équipements militaires, cotte de mailles, glaive sont découverts, ainsi que de très nombreuses mosaïques, et hypocauste, feront qualifier le site de petite Pompéi par les journalistes.

### Moyen Âge
Vienne, durant le Moyen Âge, devient une cité de très grande importance, près des centres de pouvoir, des grands courants d'échanges elle est impliquée par les grands conflits qui secouent les grandes puissances. Au Haut Moyen Âge, les Radhanites animent le commerce international et font de Vienne un de leurs importants centres de commerce.

#### Haut Moyen Âge

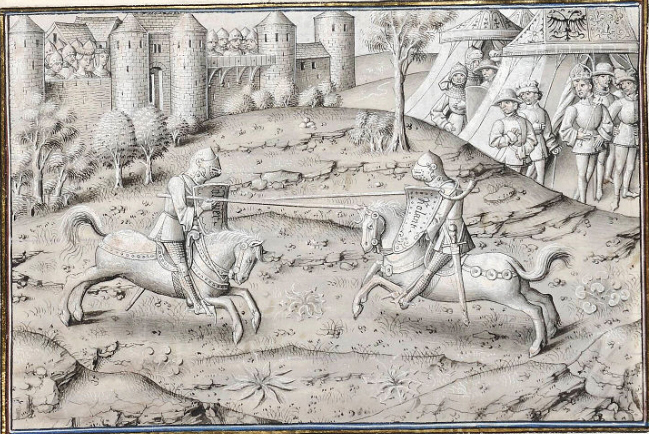
Olivier et Rolant,Girart de Vienne.

En l'an 500, Vienne se trouve mêlée à un conflit de pouvoir fratricide, Gondebaud instigateur de la mort de ses frères Godomar et Chilpéric (père de Clotilde), souhaite que Godégisile son frère, lui restitue la ville fortifiée qu'il occupe à la suite d'un complot que ce dernier avait fomenté avec l'appui de Clovis et qui visait à l'éliminer. Gondebaud vient assiéger Vienne et parvient à s'en emparer grâce à un stratagème que nous a rapporté Grégoire de Tours: « Quand les aliments commencèrent à faire défaut au menu peuple, Godegisel craignit que la famine ne s'étendît jusqu'à lui, fit expulser le menu peuple de la ville. Ce qui fut fait ; on expulsa, entre autres, l'artisan à qui incombait le soin de l'aqueduc, irrité d'avoir été chassé de la ville, il se rend chez Gondebaud, et lui indique comment il pourrait faire irruption dans la cité en passant par un aqueduc. Guidé par l'artisan, les troupes entrent et s'emparent de la ville, et Godegisel est tué ».
Le rôle politique de Vienne se poursuit après la fin de l'Empire : l'évêque de Vienne Avit (490-525) qui prêche une homélie au baptême catholique de Lenteildis (Lantechild) sœur de Clovis, a pu contribuer à la conversion de Clotilde (nièce de Gondebaud qui a vécu auprès de lui), il eut part à la conversion de Clovis qu'il félicite pour son baptême; il convertit Sigismond, fils du roi de Burgondie Gondebaud. Il favorise la fondation de Saint-Maurice d'Agaune (en Suisse), il convoque en 517 le concile d'Épaone.
L'évêque Pantagathe (mort en 540) est questeur de plusieurs rois burgondes. Le Sénat de Vienne est mentionné jusqu'à la fin du VIIe siècle. Vienne demeure un centre d'enseignement des Lettres classiques, ce qui vaut à l'évêque Didier (596-607) d'être rappelé à l'ordre par le pape Grégoire le Grand. Bède (Codex Amiatinus) relate que Benoît Biscop, se rendit cinq fois a Rome pour acheter un nombre considérable de livres en 674, et laissa en dépôt temporaire à Vienne ses précieux manuscrits.
Vers 730, la ville est attaquée par les Sarrazins, qui pillent la vallée du Rhône. Elle retrouve un rôle de premier plan lorsque l'Empire Carolingien se désagrège. En 844,Gérard II de Paris (beau-frère de l'empereur Lothaire Ier) reçoit le duché de Lyon qui comprend le comté de Vienne et de Lyon afin d'en assurer le commandement militaire et de repousser les raids des Sarrasins encore présents en 842 dans la région d'Arles. En août 869, à la mort de Lothaire II de Lotharingie et à la suite du traité de Meerssen qui organise sa succession, Charles le Chauve négocie avec son demi-frère Louis II le Germanique et obtient le comté de Lyon et celui de Vienne. Girart II qui avait été nommé régent du duché et du comté, refuse ce partage et entre en rébellion contre Charles le Chauve qui lui avait déjà ravi le comté de Paris. Dès lors le roi de Francie occidentale marche rapidement avec son armée sur Lyon qui ne résiste pas, puis sur Vienne, dont la défense est dirigée par Berthe, la femme de Girart. La ville fortifiée résiste pendant plusieurs mois, mais les troupes dévastent la campagne. Girart accourt et demande une capitulation honorable. Cette demande est acceptée et Girart cède alors Vienne à Charles le Chauve qui en prend possession la veille de Noël de l'an 870.
Profitant de l’affaiblissement du pouvoir impérial, Boson se fait élire roi de Provence en 879 sous le titre de Boson de Provence et installe à Vienne sa capitale. Cependant, il déclenche une guerre avec les empereurs successifs et Vienne est assiégée à plusieurs reprises. Le siège de fin 880 par les troupes de l'alliance des rois carolingiens Charles III le Gros, Louis III de France et Carloman II de France est défendu avec succès par Ermengarde, l'épouse du roi Boson. Après des assauts réitérés et furieux, mais inutiles, les trois monarques prirent la résolution de changer le siège en blocus. Ce blocus dura jusqu'en 882, après quoi la ville fut contrainte d'ouvrir ses portes. Les troupes de Charles III le Gros, nouvellement élu empereur germanique d'Occident, prirent la ville qui fut pillée et incendiée. Boson sera finalement reconnu roi de Provence en 884.
Le 11 janvier 887 il meurt à Vienne, et est inhumé dans la Cathédrale Saint-Maurice. Son épouse Ermengarde fille de Louis II le Jeune est nommée régente du royaume de Provence avec l'aide de Richard le Justicier, frère de Boson. Louis III l'Aveugle, fils de Boson et de Ermengarde, se fait élire et couronner roi d'Italie le 5 octobre 900, puis empereur d'Occident de février 901 à juillet 905, rendu aveugle, il revient à Vienne sa capitale d'où il règne sur le royaume de Provence jusqu'en 911. Vienne est ensuite restée la capitale du Dauphiné, capitale du royaume de Provence, depuis 882 capitale du royaume de Francie occidentale, et de 933 jusqu'en 1032 capitale du royaume d'Arles. Le royaume constitué par son père, s'étend de la Mer Méditerranée à la Franche-Comté, finit par être rattaché au Saint-Empire romain germanique en 1032 à la mort sans héritier de Rodolphe III mais les vrais dirigeants restèrent les archevêques de Vienne.
L'importance de l'Église, mise à mal par les invasions arabes et les spoliations seigneuriales, se rétablit au cours des IXe et Xe siècles. L'évêque Adon (859-875) est une grande figure de cette période : il rédige une chronique, des vies de saints, un martyrologe, etc. Des domaines sont restitués à l'Église, d'autres lui sont donnés, les églises Saint-Pierre et Saint-André-le-Bas sont confiées à des chanoines, puis retrouvent leur état monastique au XXe siècle. Au commencement du siècle suivant, le monastère féminin de l'abbaye Saint-André-le-Haut est restauré. L'église paroissiale actuelle de Saint-Romain-en-Gal est reconstruite au Xe siècle.

#### Bas Moyen Âge

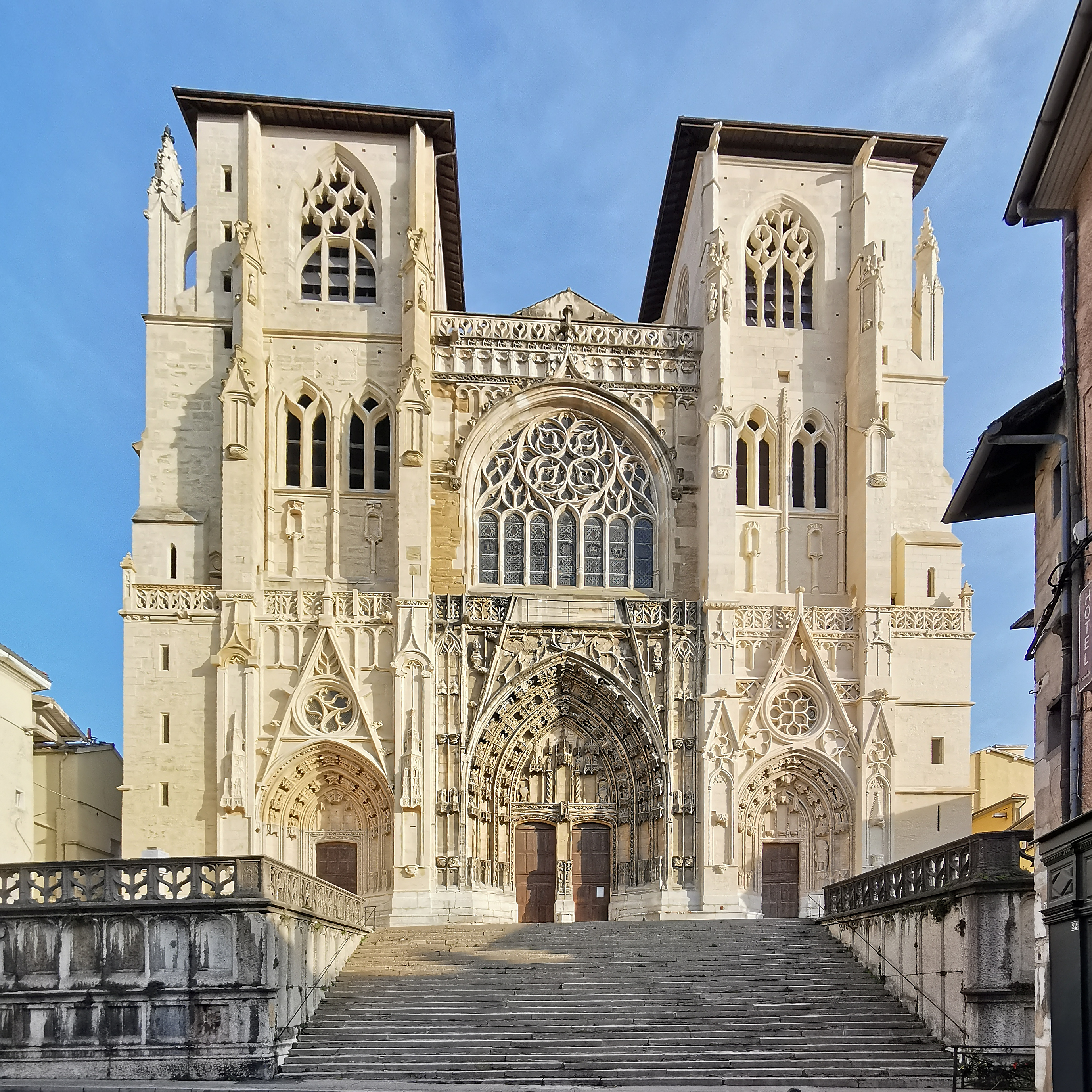
Cathédrale Saint-Maurice

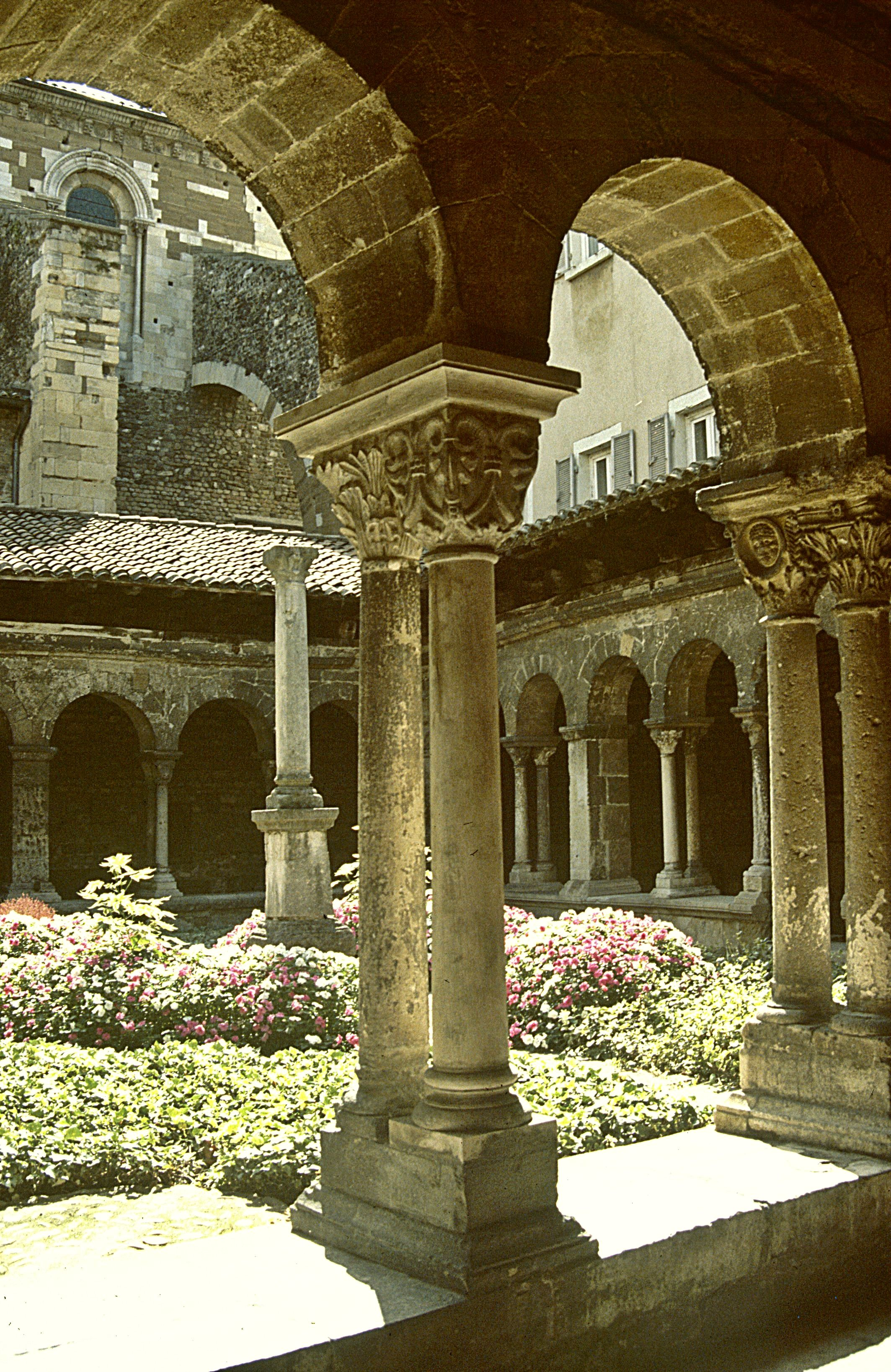
Cloître de Saint-André-le-Bas

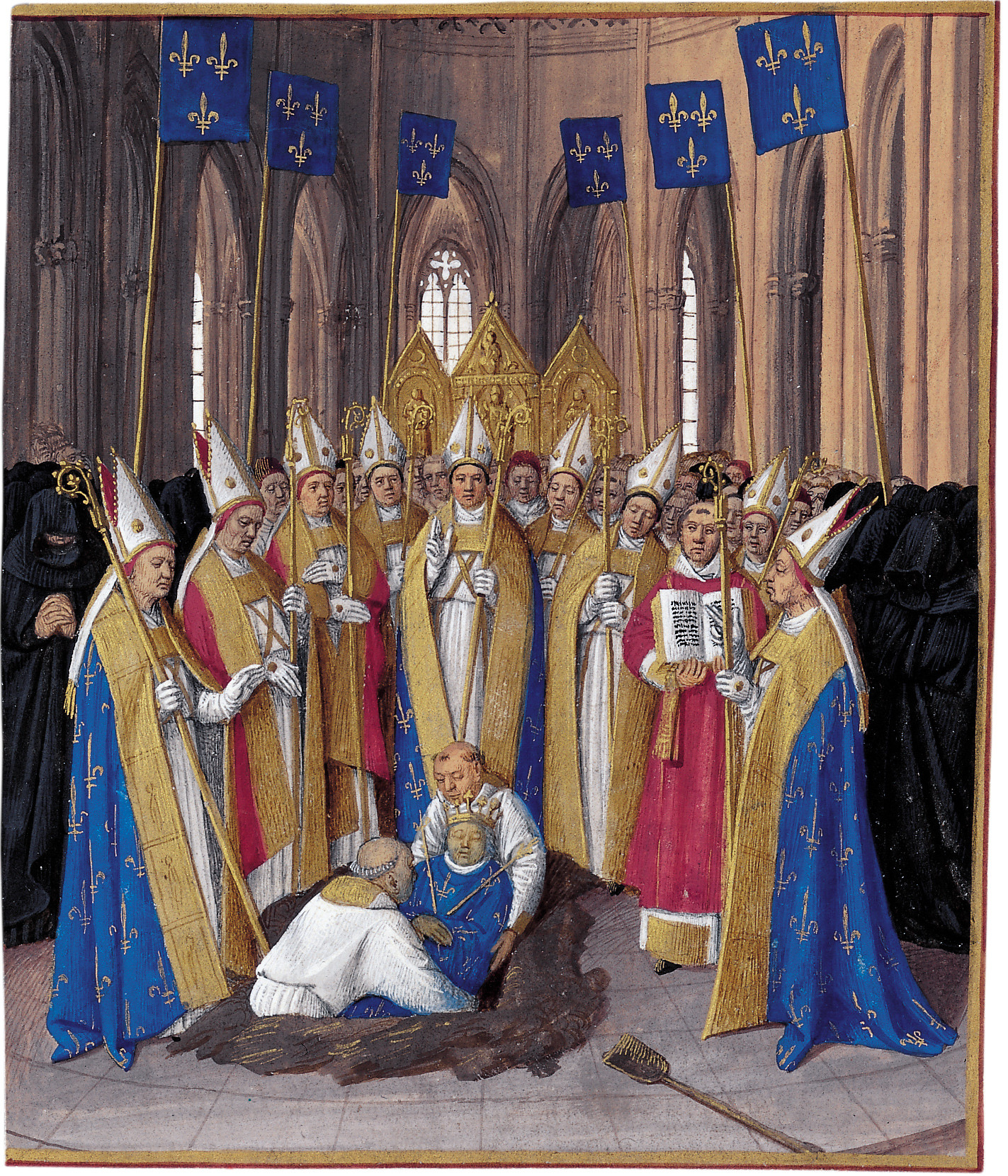
Les Rois maudits funérailles de Philippe le Bel

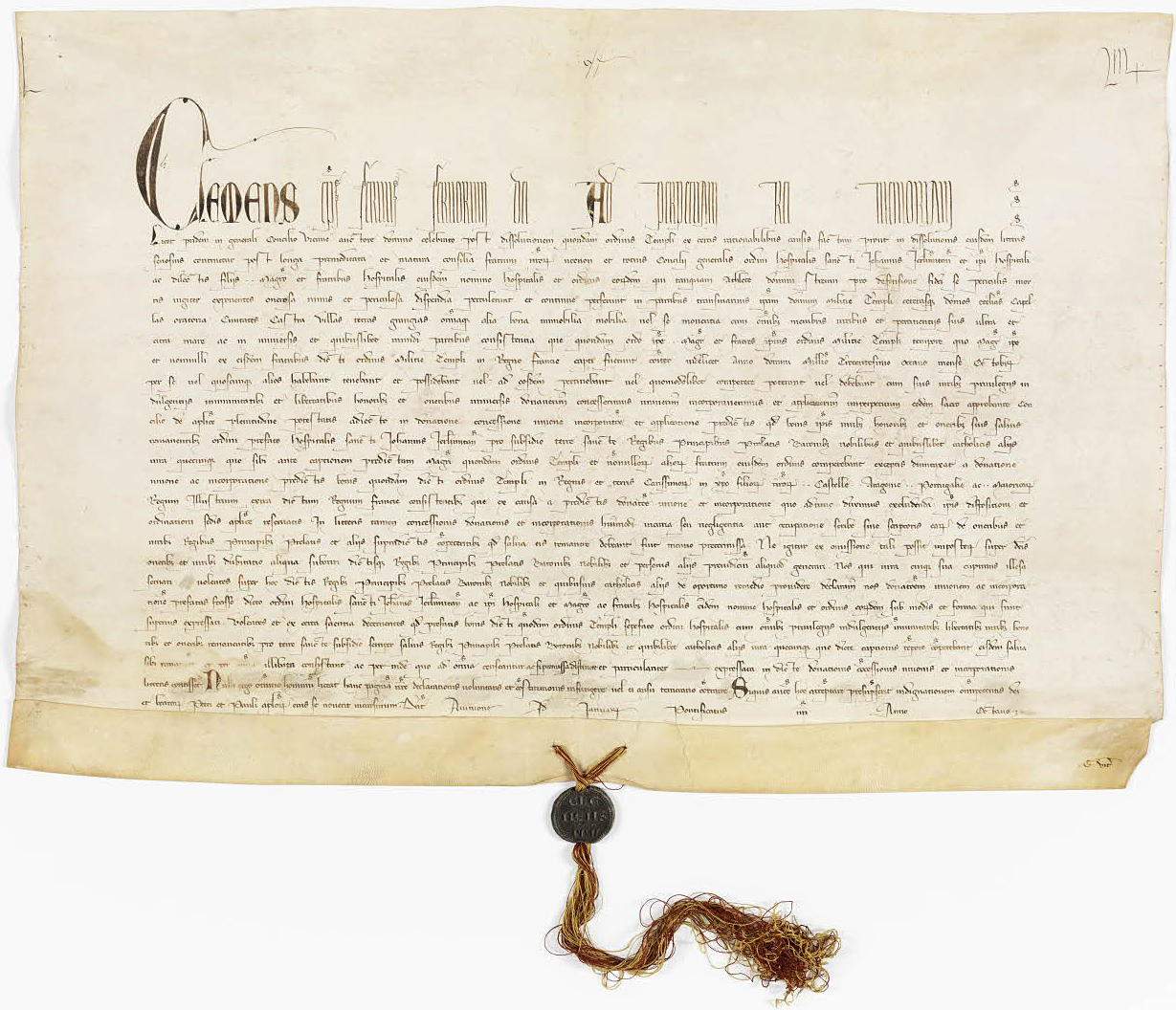
Bulle du pape Clément V concernant l’ordre du Temple

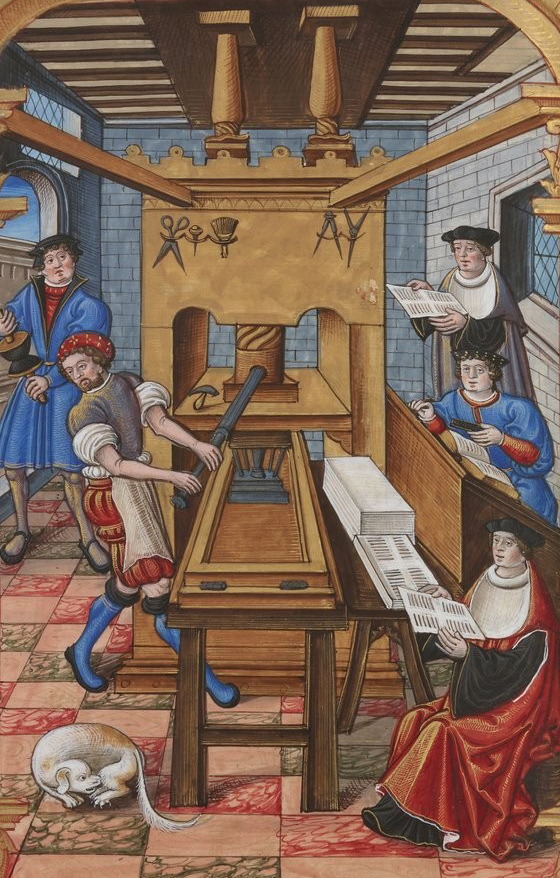
L'imprimerie au XVe siècle

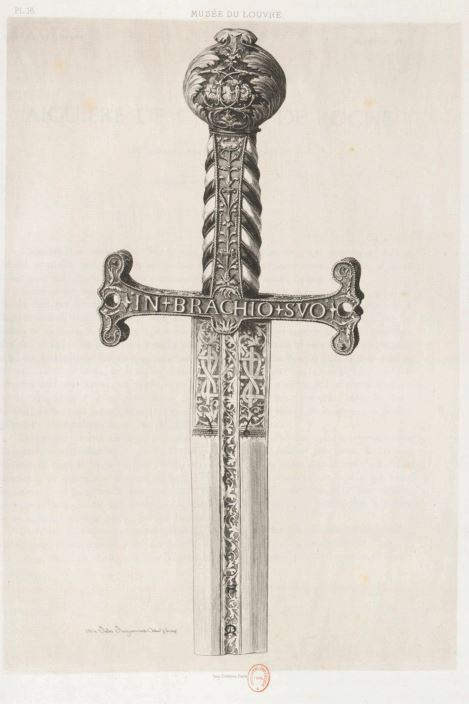
Épée de François 1er (un bâton coupé par trois traverses qu'unissent deux cercles).Vienne ?

Il y eut de bonne heure des moulins à eau pour moudre, battre, en utilisant la force motrice des eaux des rivières. En 1031, le roi Rodolphe III, donne trois moulins situés vers l'actuelle place de l'Affuterie à l'Abbaye de Saint André le Haut, en 1104 est relaté le don des moulins du Turitet par Gui de Bourgogne au prieuré de Saint Ruf à Saint Martin. Les activités d'industries se développent : peausserie, métiers du cuir, de la forge, etc.
En 1023 par le traité d'Orbe, le dernier roi de Bourgogne Rodolphe III, donne à l'archevêque Burchard II le comté de Vienne et les droits qui s'y rattachent. Cet acte renforce la puissance temporelle des évêques de Vienne qui demeurent seigneurs de la ville, et qui l'érige en principautés ecclésiastiques, dépendante directement de l'empereur du Saint-Empire romain germanique, jusqu'en 1450, date du rattachement de la ville et du comté de Vienne au royaume de France. En octobre 1111 à l'instigation du pape Pascal II, l'archevêque Gui de Bourgogne réunit à Vienne un concile, ayant pour objet l'excommunication de l'empereur Henri V qui le 13 avril 1111 avait contraint le pape à lui accorder l'investitures laïques. En 1118, à la mort de Pascal II, qui avait prêché la croisade, Gélase II est élu pape en catimini par un petit groupe d'évêque. Ce choix ne convient pas à l'Empereur d’Allemagne Henri V qui accourt à Rome, et fait élire pape Grégoire VIII. Gélase II est alors chassé de Rome, et il excommunie son rival. Dans les premiers jours de janvier 1119 le pape Gélase II tient à Vienne un concile, puis il se rend à Cluny ou il meurt d'une pleurésie le 29 janvier 1119. Le 2 février 1119, Gui de Bourgogne ancien archevêque de Vienne (1088 à 1119) est élu pape, sous le nom de Calixte II (1119-1124). En juin 1120, il frappe d'anathème l'empereur Henri V, puis il parvient à rentrer à Rome et à s'emparer de Grégoire VIII, qu'il qualifie d'antipapes, et il l'humilie publiquement en le promenant dans Rome montée sur un chameau, le visage tourné vers la queue, couvert d'un manteau de bouc encore crue et sanglantes (bouc émissaire). Grégoire VIII est enfermé dans un monastère ou il meurt quelques années plus tard. Calixte II confirme à l'église de Vienne son rang archiépiscopal et sa juridiction sur six évêchés suffragants, c'est-à-dire dépendant de Vienne : Genève, Grenoble, Valence, Die, Viviers et Maurienne. Il lui donne aussi celui de Primat des Primats des Gaules, avec la primatie sur six archevêchés : Bourges, Bordeaux, Auch, Narbonne, Aix et Embrun. Son rang d'archichancelier du sacré palais de Bourgogne lui est confirmé par une bulle d'or de 1157 de l'empereur Frédéric Barberousse. Les grandes arcades de la nef de la cathédrale témoignent encore de la puissance de l'archevêque dans la première moitié du XIIe siècle.

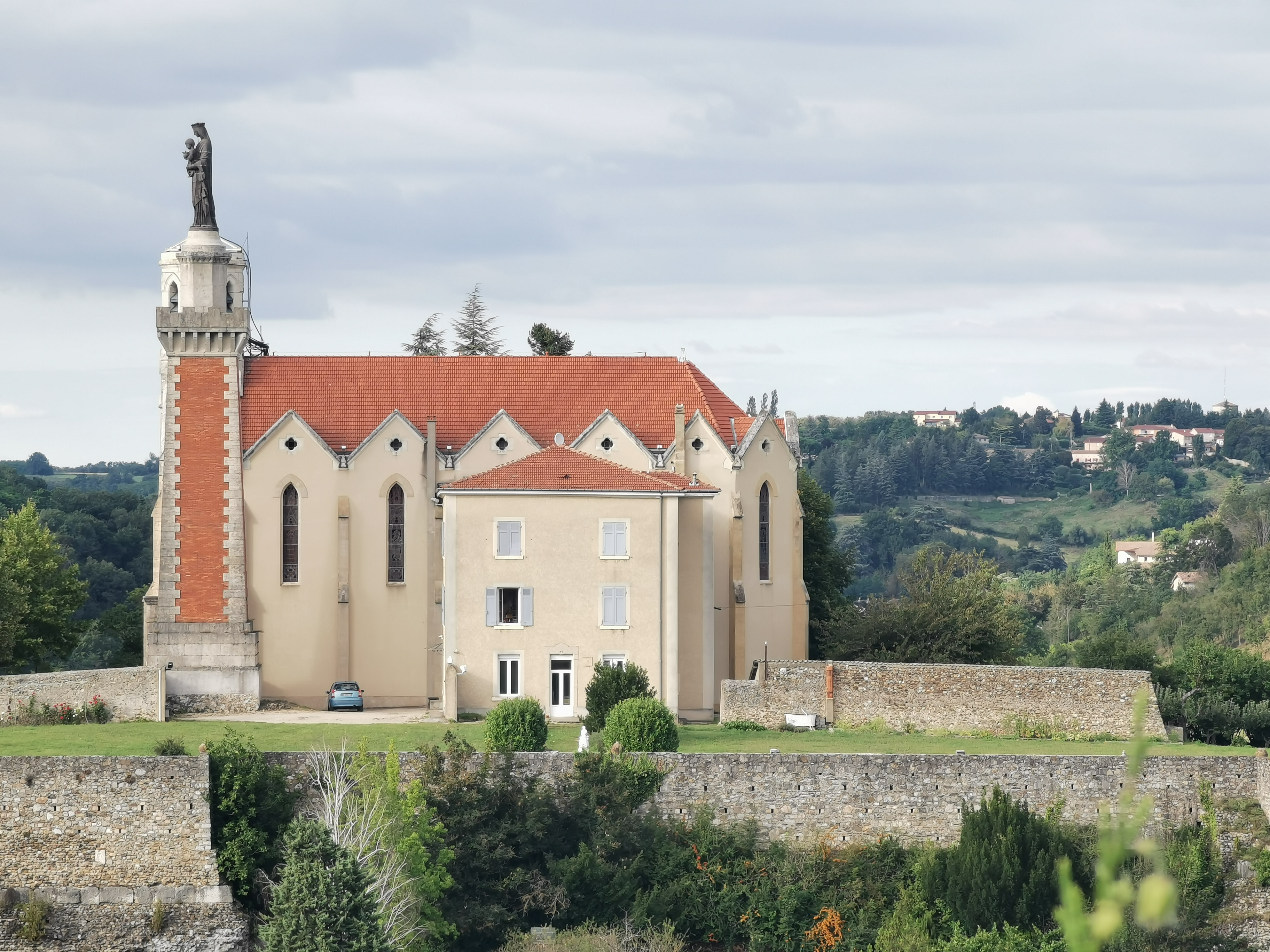
Chapelle de Notre-Dame de la Salette (Mont Pipet).

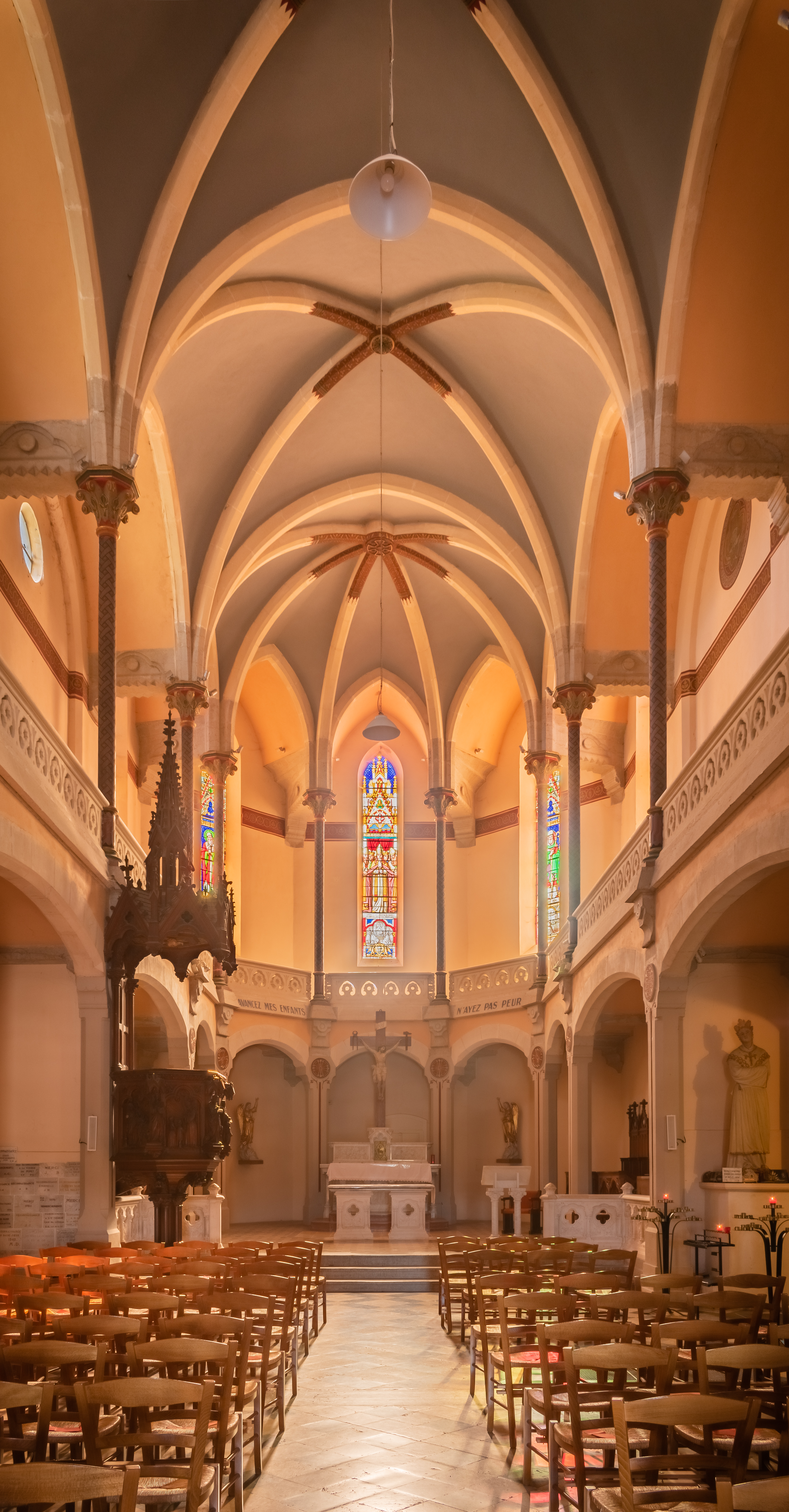
Vue de la nef de la chapelle.

Les XIe et XIIe siècles sont pour les autres établissements religieux de la ville une période faste. L'église de Saint-André-le-Bas est réaménagée et pourvue de voûtes ; le cloître du même monastère est reconstruit. À Saint-Pierre, de grandes arcades divisent la nef en trois vaisseaux ; le clocher-porche est élevé. Le prieuré de Notre-Dame-de-l'Isle, de la congrégation des chanoines de Saint-Ruf, est rebâti. La richesse de la ville est également visible dans le décor de la galerie sculptée situé au troisième niveau d'une maison de la rue des Clercs. La communauté juive, rassemblée autour de Saint-André-le-Bas, est florissante.
Le XIIIe siècle est marqué par la personnalité de l'archevêque Jean de Bernin (1217-1266). Il fait rebâtir le chœur de la cathédrale, fait enlever les sépultures des rois de Bourgogne (le roi Boson, d'Ermengarde veuve du roi Rodolphe, et celle de Mathilde femme du roi Conrad) pour faire construire les chapelles de Notre-Dame, de Saint-Jean, de Saint Maurice & des Maccabées (détruites en 1804 et 1805). Le mercredi 19 avril 1251, le pape Innocent IV accompagné des cardinaux et de la curie romaine et de l'archevêque élu de Lyon, Philippe Ier de Savoie ancien doyen de Vienne vinrent à Vienne, le lendemain le pape consacra la cathédrale sous le titre de Saint Maurice et l'enrichit d'indulgences perpétuelles. Jean de Bernin fait édifier le Château de la Bâtie, l'Hôtel-Dieu du pont sur le Rhône, ainsi qu'une chapelle surmontée d'une croix (le surpoids engendra la chute d'une pile du pont), il donne des libertés aux bourgeois de Vienne qui élisent désormais des consuls. Le livre à la Chaîne qui consigne ces libertés, est aujourd'hui conservé aux Archives municipales de Vienne. Cependant, en 1253, Jean de Bernin légat du Pape Grégoire IX, favorisa des mesures discriminatoires, à l'encontre des habitants de la province de confession juive. À cette époque, un autre acteur politique apparaît : le chapitre de la cathédrale, composé de chanoines, devient une entité distincte de l'archevêché. Il prend part aux conflits où figurent également les Dauphins et les comtes de Savoie. De nouveaux ordres s'établissent: les franciscains, à Sainte-Colombe au début du XIIIe siècle, et les antonins aux Portes de Lyon à la fin du même siècle. En 1274 lors du concile de Lyon, le pape Grégoire X, se rend à Vienne et consacre Pierre II de Tarentaise comme Archevêque de Lyon (élu pape deux ans plus tard en 1276 sous le nom de Innocent V).
En 1289 eut lieu le concile provincial de Vienne et l'archevêque Guillaume de Livron imposa le port infamant de la rouelle cousue sur les vêtements des Viennois juifs. Des Juifs habitent en Dauphiné depuis le Xe siècle,. À Vienne, ils disposent au XIIIe siècle d'une belle synagogue,. Ils demeurent dans le quartier de « la Juiverie » jusqu'au début du XXe siècle.
Le début du XIVe siècle est marqué par le concile de Vienne de 1311-1312. Les personnalités les plus influentes de toute l'Europe : cardinaux et évêques, légats, sont réunis à Vienne, autour du pape Clément V et du roi de France Philippe le Bel accompagné de ses fils. L'assemblée proclame la dissolution de l'Ordre du Temple et la confiscation des biens des Templiers (décrétales: les « Clémentines »). La création de l'ordre militaire : la milice des Pauvres Chevaliers du Christ et du Temple de Salomon, précurseur de l'Ordre du Temple fut constitué en 1118 durant la querelle des investitures sous l'œil bienveillant de Gui de Bourgogne archevêque de Vienne qui fut élu pape quelques mois plus tard, et c'est à Vienne encore que l'ordre est abrogé par Clément V qui avait voulu, lui aussi, se faire couronner à Vienne comme son lointain prédécesseur le pape Calixte II. Mais Philippe le Bel avait préféré Lyon et le nouveau pape avait obtempéré.
Devant l’opulence de Vienne, le roi Philippe le Bel annexe Sainte-Colombe à son royaume et fait bâtir la Tour des Valois en 1336, qui contrôle le débouché du pont. En 1312, le rattachement de Lyon au royaume de France est acté au concile de Vienne par l'acceptation de l'archevêque Pierre de Savoie du Traité de Vienne.
Le dynamisme de Vienne marqué par l'installation des dominicains et des carmes (fin du XIVe siècle), est anéanti par les difficultés des XIVe et XVe siècles : famine, peste noire, dévastation de l'arrière-pays par les bandes armées de la guerre de Cent Ans, transport du Dauphiné de Viennois à la France le 30 mars 1349, par le Traité de Romans, où le dauphin Humbert II vend ses États (sauf Vienne) au roi de France Philippe VI de Valois(La cérémonie officielle a lieu à Lyon Place des Jacobins le 16 juillet 1349). Humbert II fit ensuite une carrière distinguée, en France du Nord. Comme le roi l'avait promis lors de son séjour à Sainte-Colombe, en 1343 par lettres patentes datée d’août de la même année, désormais lui et ses successeurs à qui appartiendra le Dauphiné seront appelé Dauphin de Viennois.
La ville, qui relève toujours du Saint-Empire romain, se trouve encerclée par le royaume de France. Finalement, l'archevêque reconnaît l'autorité royale en 1450 (par le Traité de Moras), mettant fin à l'indépendance de facto de la ville. En 1432, Vienne sera personnifiée dans un poème de galanterie chevaleresque, écrit par Pierre de La Cépède sous l'apparence de la fille du Dauphin de Viennois, qui tentera de résister a la convoitise passionnée de Paris, Il s’agit de l’« Histoire du très vaillant chevalier Paris et de la belle Vienne ».
|
Cette période est également une période de grande prospérité économique pour la ville. En effet, le denier de Saint-Maurice, monnaie officielle frappée à Vienne, est présent du diocèse de Langres à celui de Montpellier en passant par ceux de Genève et Arles. Elle n'est pas seulement faite d'espèces sonnantes et trébuchantes, mais de système de comptes fondée sur le deniers viennois par rapport auquel les diverses monnaie réelle s'alignent. Cette puissance de la monnaie s'explique par une grande richesse économique due à une prospérité du commerce.
La ville de Vienne possède deux foires instituées en 1416 par l'empereur Sigismond lors de son passage à Vienne, l'une commence le lendemain de l'Ascension, l'autre le lendemain de la Saint André (30 novembre). En 1486 Charles VIII concède deux autres foires franches perpétuelles : la première qui commence le 15 mars, la seconde qui ouvre le 15 octobre. Il y a aussi celle du Dauphin qui commence le 11 novembre (Foire de la Saint-Martin), et celle de l'archevêque en juin. La balance commerciale des viennois parait largement excédentaire. Le fleuve dans ce dynamisme, joue également un rôle prépondérant. La ville reçoit par le Rhône, bois et pierre, poisson de Saône, et charges de toile, meules de Bourgogne, et surtout sel de Camargue qu'elle redistribue grâce à son grenier dans le Bas Dauphiné. Elle concentre et revend, aux méridionaux du blé (indice sur de l'importance de ce trafic, le setier de Vienne équivaut à la sommée grosse d'Avignon), des arbres voiliers (des mats) et de longues antennes (des vergues) provenant des futaies du Pilat. Les bateliers viennois prennent en charge dans leur sapine les marchandises, et dans les bêches les pèlerins en route vers Saint-Gilles, Arles ou Saint-Jacques; ces derniers ont fait étape dans la Civitas Sancta pour vénérer les trésors de ses reliques et contempler les lieux de ses merveilles.
Le 18 juin 1403 un moulin à papier est établi sur la rivière de la Gère, puis deux autres en 1438 et en 1447, l'essor très rapide de l'imprimerie va provoquer une explosion de la production, car la proximité de Lyon, véritable capitale de l'imprimerie avec Paris et Venise, consomment une quantité énorme de papier, et que celui produit à Vienne est d'excellente qualité. Dès 1478 Johannes Solidi (Bâle) imprimeur typographe introduit l'imprimerie à Vienne, il est suivi en 1481 de Eberhardt Frommolt (Bâle), et de Pierre Schenck en 1483, ils produiront des incunables. Aux XIIe et XIVe siècles, le quartier d'Outre-Gère est protégé par des remparts, comme plus au sud.
L'utilisation des eaux de la Gère pour des activités artisanales est attestée dès l'Antiquité. Au Moyen Âge, de nombreux moulins sont exploités pour la fabrication du papier, des martinets actionnés par l'action motrice de l'eau servent à battre le fer et Vienne devient un centre de fabrication d’épées renommées. Selon l'historien Claude Charvet une fabrique d'épées existait déjà en 1316 (moulin loué à Étienne de l’Oeuvre). Ce quartier artisanal prend un nouvel essor avec l’installation par le Dauphin Louis, futur roi Louis XI, d'une fabrique d'armes. Selon sa volonté, le 13 janvier 1452 Huguet de Montaigu (Angers) Sommelier des armes (officier de la maison du Roi qui a la charge des armes propres au Roi ou des Princes), s'installa au moulin de la Motte, pour forger des lames d'épées et armures (faulx et harnois). Le Dauphin Charles avait par lettres patentes, données à Vienne le 9 février 1420, institué les deux premières foires de Lyon, et c'est aussi dans cette ville, que les lames d'épées et les dagues seront écoulées. Les forges seront en activité le long des rives de la Gère, et l'excellente réputation de la trempe de ses lames amèneront à désigner les épées du nom de la ville : « VIENNE ». Le 5 août 1524 par lettres patentes le roi François Ier accorde au Viennois François Moleyron, le prestigieux privilège du statut de Maître forgeur ordinaire de ses épées, et lui impose une marque de fabrique déterminée (un bâton coupé par trois traverses qu'unissent deux cercles).

« Voulons et nous plaist, déclare le roi, que nul aultre puisse forger que luy à ladite marque ; et afin qu'il soit plus curieux et sougneux de bien et loyaulment faire et exercer ledit art et mestier de forger espées, luy avons octroyé et octroyons de notre grace spéciale…qu'il soit quicte et exempt, sa vie durant de toutes aydes, tailles, impositions, emprunts et aultres subvencions quelconques. »

En 1553, Antoine Chastel (Pierre Antoine Chataldo), forgeur d'épées, exploitait à Pont-Évéque le martinet de l'Oeuvre, qui appartenait à Guy de Maugiron. Son fils Laurent de Maugiron, était un proche du roi François Ier, il fit carrière dans les armes en qualité de capitaine de l'armée royale dans les guerres contre l’Espagne, il fut aussi lieutenant-général du Dauphiné et gouverneur de Vienne. L’archevêque de Vienne Charles de Marillac, pendant un temps, fut l'un des plus intimes favoris du roi François Ier, qui le fit membre de son conseil privé.

### Époque moderne, de la Renaissance au dix-huitième siècle

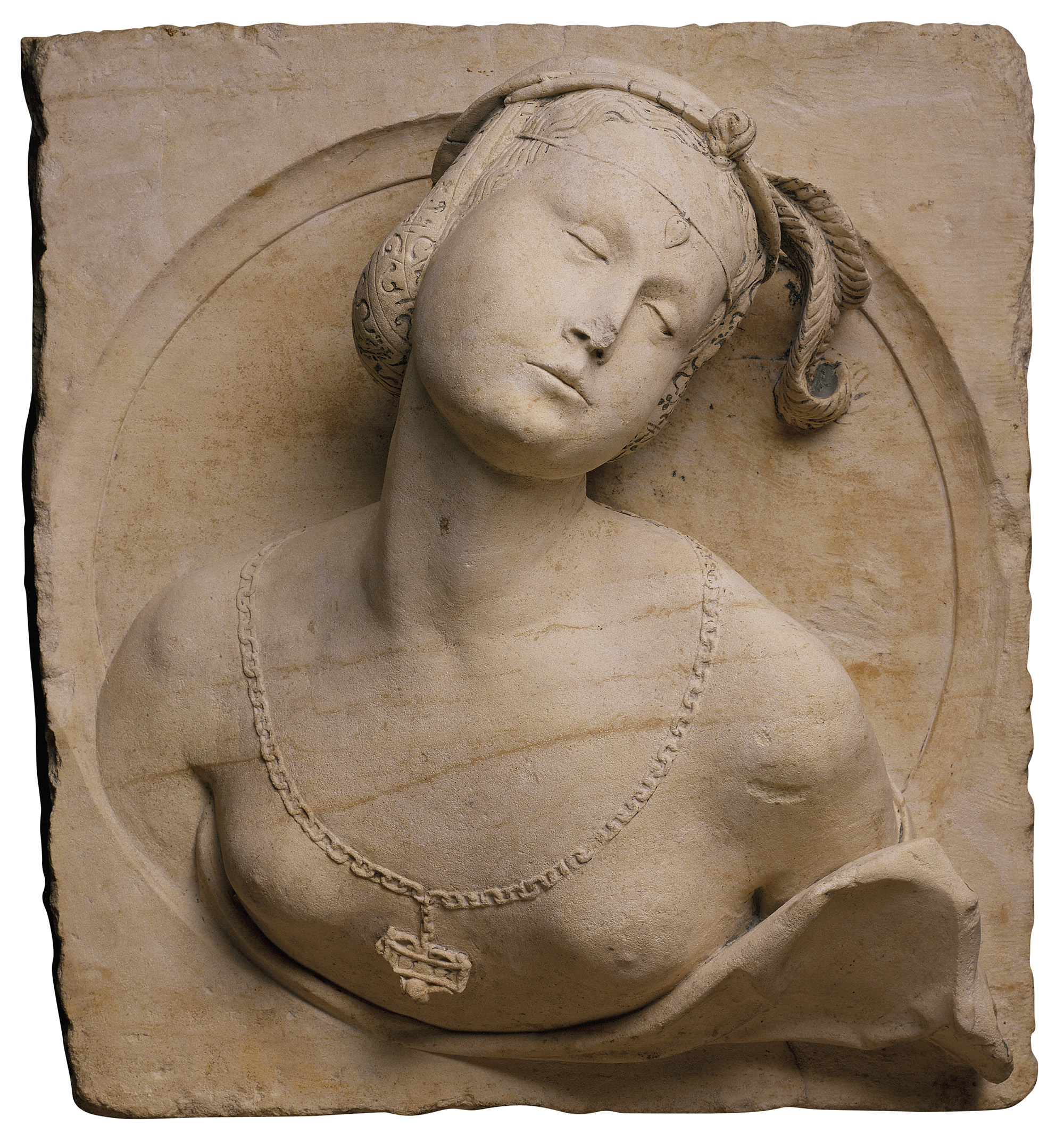
Buste de femme (1532) trouvé à Vienne, exposé au musée des beaux-arts de Lyon.

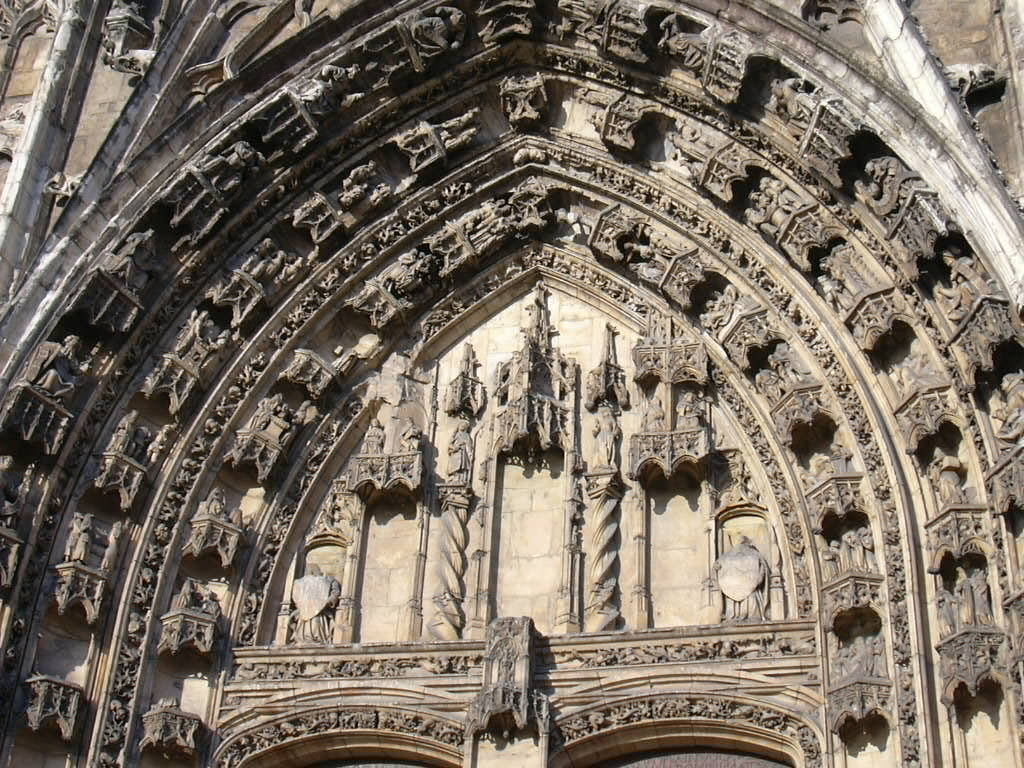
Entrée de la cathédrale St Maurice.

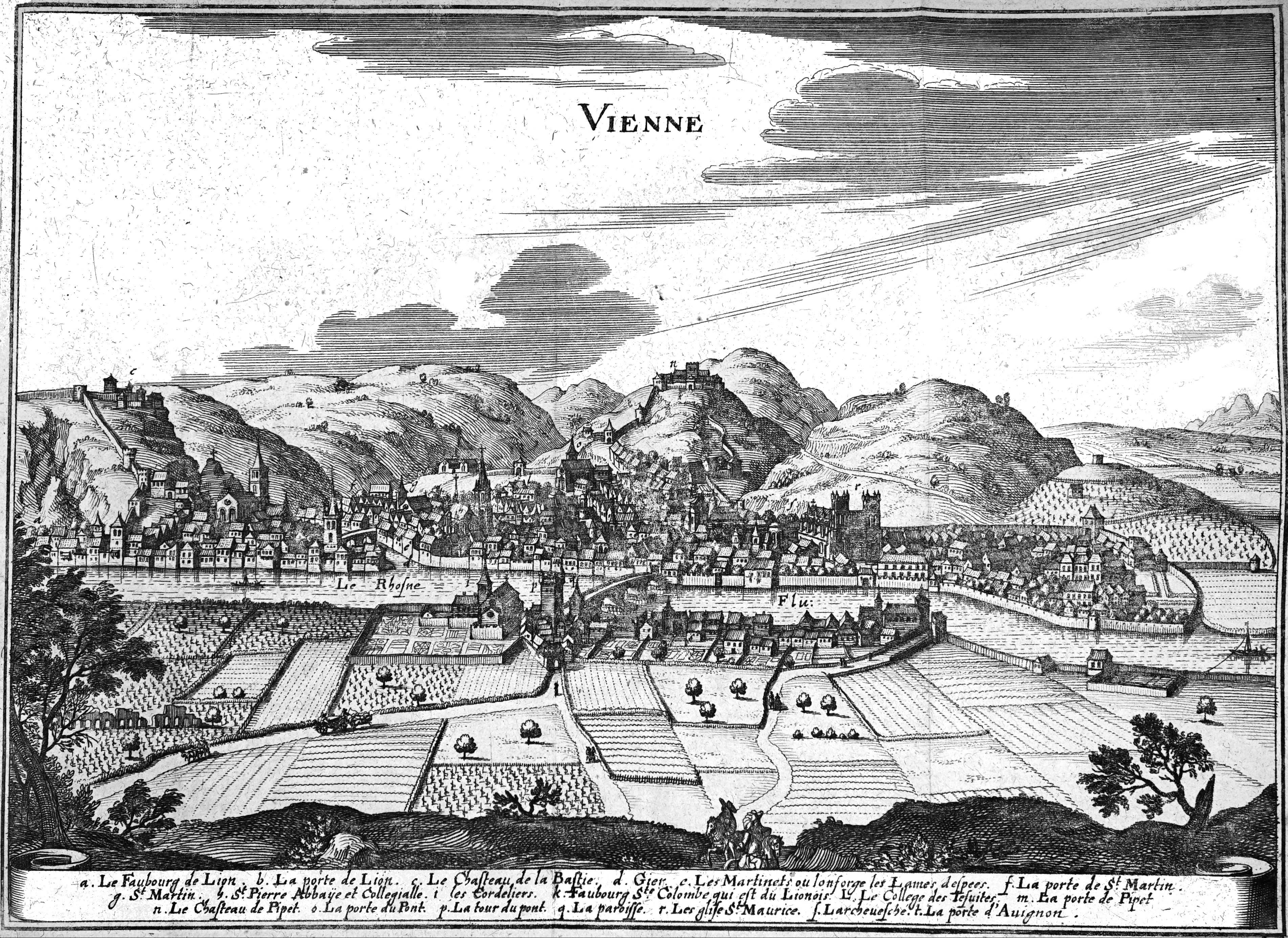
(e) Martinets ou l'on forge les lames d'épées.

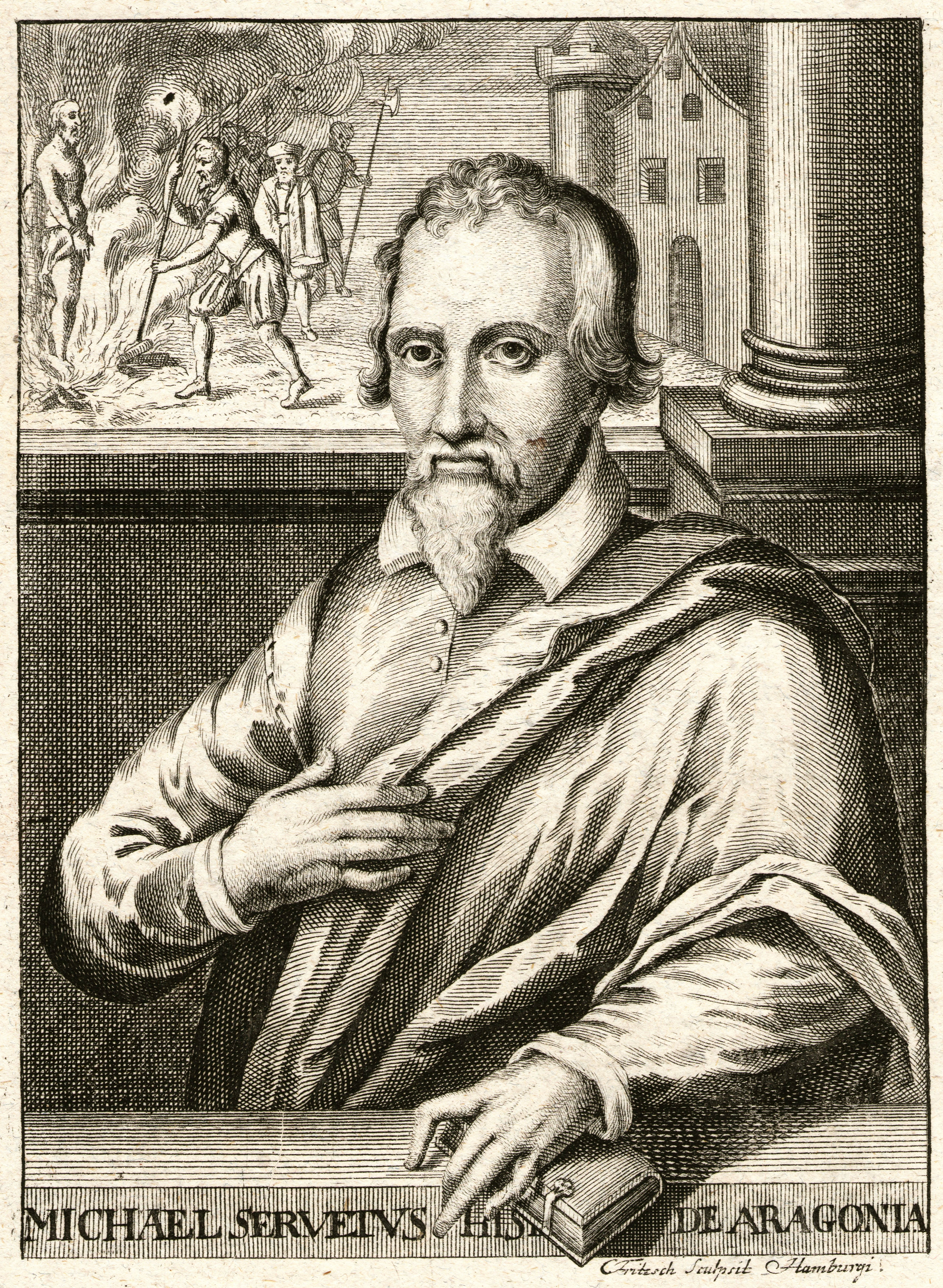
Michael Servetus

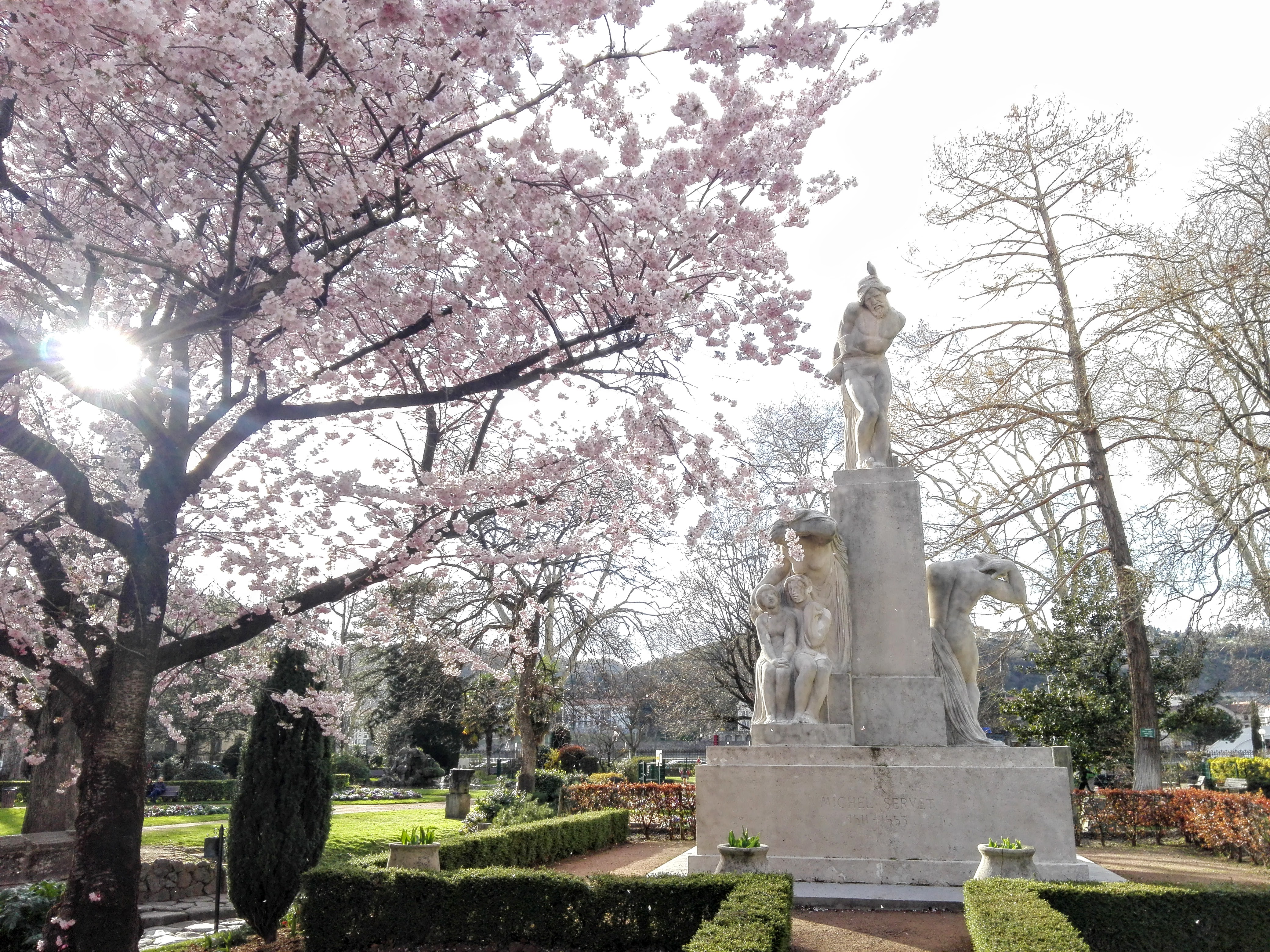
Monument à Michel Servet.
1908-1911.
Jardin de ville.

La fin du XVe siècle et la première moitié du XVIe siècle sont marquées par un nouvel essor de la ville : de nombreux hôtels particuliers sont édifiés, la cathédrale est achevée, des aménagements sont réalisés à l'église Saint-Pierre.
Le 30 novembre 1512, les consuls font venir un salpêtriers (fabricant de poudre explosive). Par lettre datée du 8 janvier 1537, le roi François Ier porte commission à la ville de Vienne, de lui fournir de la poudre noire. Le 3 avril 1538, le roi réclame de nouveau à la ville soixante quintaux de salpêtre. Le 22 août 1544, les consuls délivrent 10 659 livres (4,8 t) de salpêtre pour le compte du roi. Le roi Henri II adresse le 5 octobre 1557 une lettre aux consuls pour la fabrication du salpêtre dans la ville. Le 11 septembre 1581, 11 800 livres (5,3 t) de poudre à canon sont conduites à Lyon.
Le commerce est en pleine expansion, et de nombreux artifices se construisent sur la Gère : moulins à blé, martinets pour façonner le cuivre et battre le fer, battoir à chanvre, foulon à drap…
En septembre 1515 sont dénombrés 5 moulins à papier, comptant au total 18 roues, et en 1518, un nouvel artifice comportant 2 roues est construit. Ces fabriques de papier constituent la première industrialisation tant le processus de transformation est très élaboré et normalisé et que les quantités de production sont importantes.
L'Humanisme de la Renaissance est prépondérant à Vienne, avec la présence du médecin et correcteur d'imprimerie Michel Servet : découverte de la petite circulation du sang (pulmonaire) et remise en question du sens des textes sacrés.
À la suite de la première grève ouvrière recensée dans l'histoire (le « grand tric », 25 avril 1539), des prestigieux imprimeurs lyonnais, diffuseurs de la connaissance, s'installèrent à Vienne. Ce fut le cas de Gaspard Trechsel (employeur de Servet à Lyon), Balthazar Arnoullet (en 1551), Guillaume Guéroult, Macé (Mathias) Bonhomme (en 1541). Tous ces imprimeurs ainsi que Michel Servet étaient liés à l'ensemble du milieu intellectuel et humaniste de la Renaissance. Les ouvrages de Mathias Bonhomme (imprimeur en 1555 de la première édition des prophéties de Nostradamus) sont aussi riche d'enseignement, car outre qu'ils nous permettent de savoir que Pierre Coustau avocat et juriste a vécu un temps à Vienne et qu'il est à l'origine d'une innovation par rapport au prototype « Alciatique » en joignant le droit et la poésie (bien plus tard Decomberousse mettra le code Napoléon en vers), mais aussi, ils ont l'avantage de nous faire connaitre les illustres médecins présent à Vienne comme Jérome de Monteux en 1525 qui parle de la peste qui sévissait cette année-là dans la ville, ainsi que Jacques de Calumpna, Jacques Olivier (médecin ordinaire du roi) présent à Vienne de 1541 jusqu'à sa mort en 1563. Symphorien Champier (ami de Servet) fait publier la toute première histoire de Vienne en 1529.
En aout 1539, Le roi François Ier promulgua l'ordonnance de Villers-Cotterêts qui renforça la justice royale au détriment de la justice ecclésiastique. Ce fait de la justice ne put être appliquée à Vienne, le parlement du Dauphiné ne voulant pas l'enregistrer : « Le Roi n'y parlant que comme Roi de France, & non comme Dauphin de Viennois, le Parlement de Dauphiné refusa de la verifier, sçachant qu'il importoit au bien de cette Province de ne la confondre pas avec le Royaume, comme on l'a depuis fait si facilement ». Le 23 février 1540, le roi François Ier donna une nouvelle ordonnance, adaptée au Dauphiné, l'ordonnance d'Abbeville.
En juillet 1564, le jeune roi de France Charles IX, lors de son grand tour de France organisé par sa mère Catherine de Médicis constata, que selon les diocèses, l’année débutait soit à Noël à Lyon ou en Savoie, soit le 25 mars à Vienne, ce qui provoquait des confusions. Afin d'uniformiser son royaume il promulgua l'Édit de Roussillon le 9 août 1564, et c'est seulement depuis cette date qu'à Vienne l'année débute en janvier.
En 1555, un fabricant de velours de Lyon monte à Vienne quatre métiers de velours et taffetas. Un bourgeois de Saint-Chamond, Jean Lescot signa le 8 décembre 1557 un accord avec les consuls afin qu'ils puissent monter trois moulins à soie, et en échange il s'engageait à employer 600 pauvres de la ville, les moulins cessèrent leur activité à la fin de l'année 1565.
 Les guerres de Religion frappent deux fois la ville en 1562 et en 1567 mettant fin à ce dynamisme retrouvé. Le 22 avril 1595, elle sera prise par les troupes du roi de France Henri IV.

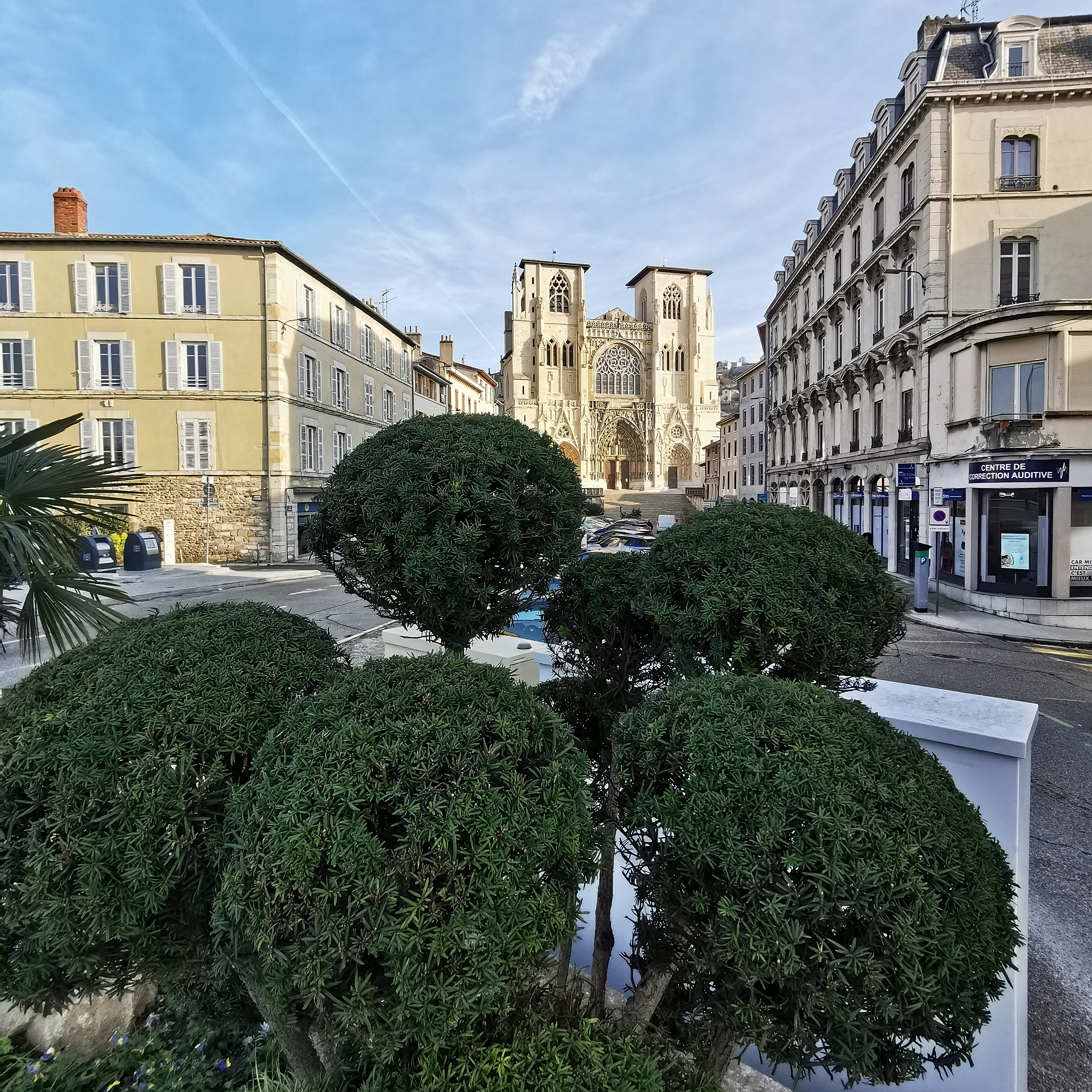
Cathédrale Saint-Maurice.

Les troupes protestantes du baron des Adrets prennent Vienne. Des dégâts importants sont causés aux édifices religieux. La cathédrale Saint-Maurice fut une des plus maltraitées, sa toiture recouverte de plomb fut démontée et fondue, on pilla une partie de sa bibliothèque (de nombreux livres précieux avaient été dispersés au collège des jésuites de Tournon), ses archives, ses cloches, la statue de saint Maurice de bronze doré qui était entre les deux tours clochers fut précipitée en bas. La façade occidentale de la cathédrale en porte toujours les traces : les saints et prophètes qui ornaient les niches sont détruits à l’exception d'un personnage du portail de droite dont seule la tête a disparu. Des impôts extraordinaires frappent la ville et la poussent à fondre une partie des trésors ecclésiastiques. Les consuls profitent de cette période de remise en cause du pouvoir de l'Église pour transférer leur maison commune, de la maison de la Chaîne, qu'ils avaient acquise en 1470, au palais des Canaux, propriété du chapitre de Saint-Maurice.
Le pouvoir des consuls se renforce peu à peu : ils favorisent la création du collège, confié aux jésuites au début du XVIIe siècle. Ils obtiennent progressivement la tutelle des hôpitaux de la ville. Lors de l'effondrement du pont sur le Rhône en 1651, ils choisissent de ne pas le reconstruire, privant les deux rives d'un axe permanent pendant plus de cent cinquante ans. À la fin du XVIIIe siècle, ils s'intéressent également à l'urbanisme et aux fontaines.
La réforme catholique lancée par le concile de Trente (1545-1563) marque la ville. La cathédrale dévastée est réaménagée par les cinq archevêques successifs de la famille de Villars (1576-1693). C'est vers 1740 que, Michel-Ange Slodtz sculpte un nouveau maître-autel et un tombeau pour deux archevêques de Vienne. Les dames du couvent de Saint-André-le-Haut inaugurent un nouveau cloître en 1623 et prononcent le vœu de la clôture. L'église du collège, consacrée à Saint Louis, a conservé une grande partie de son décor du XVIIIe siècle, conforme à l'esprit tridentin. Les dames bénédictine de Sainte-Colombe sont réformées par leur rattachement la congrégation de saint Maur. Le couvent des cordeliers et celui de l'ordre de la Visitation du même bourg sont reconstruits et témoignent de l'architecture religieuse des XVIIe et XVIIIe siècles. Cependant, ce renouveau ne touche pas les abbayes autrefois les plus puissantes : Saint-André-le-Bas est supprimé en 1765. Les moines de Saint-Pierre font assouplir leur règle et deviennent des chanoines en 1622, avant de fusionner avec l'abbaye de Saint-Chef en 1781.
La fabrication des épées devint florissante au XVIe siècle, elle perdura au XVIIe siècle, puis disparut peu à peu : en 1705 il ne restait plus que trois armuriers, quatre fourbisseurs et un éperonnier.
En 1726, François de Blumenstein crée une fonderie d'argent et de plomb pour exploiter les gisements des environs. De même en 1721, la première fabrique de drap de laine s'implante dans la même vallée. Le XVIIIe siècle voit ainsi les débuts de l'industrialisation de la ville.
Par un édit royal de septembre 1772, Louis XV, porte la création d'un office de Lieutenant du prévôt général de la maréchaussée (compagnie de Gendarmerie), du département du Dauphiné à la résidence de Vienne.

### Époque contemporaine

#### Révolution française

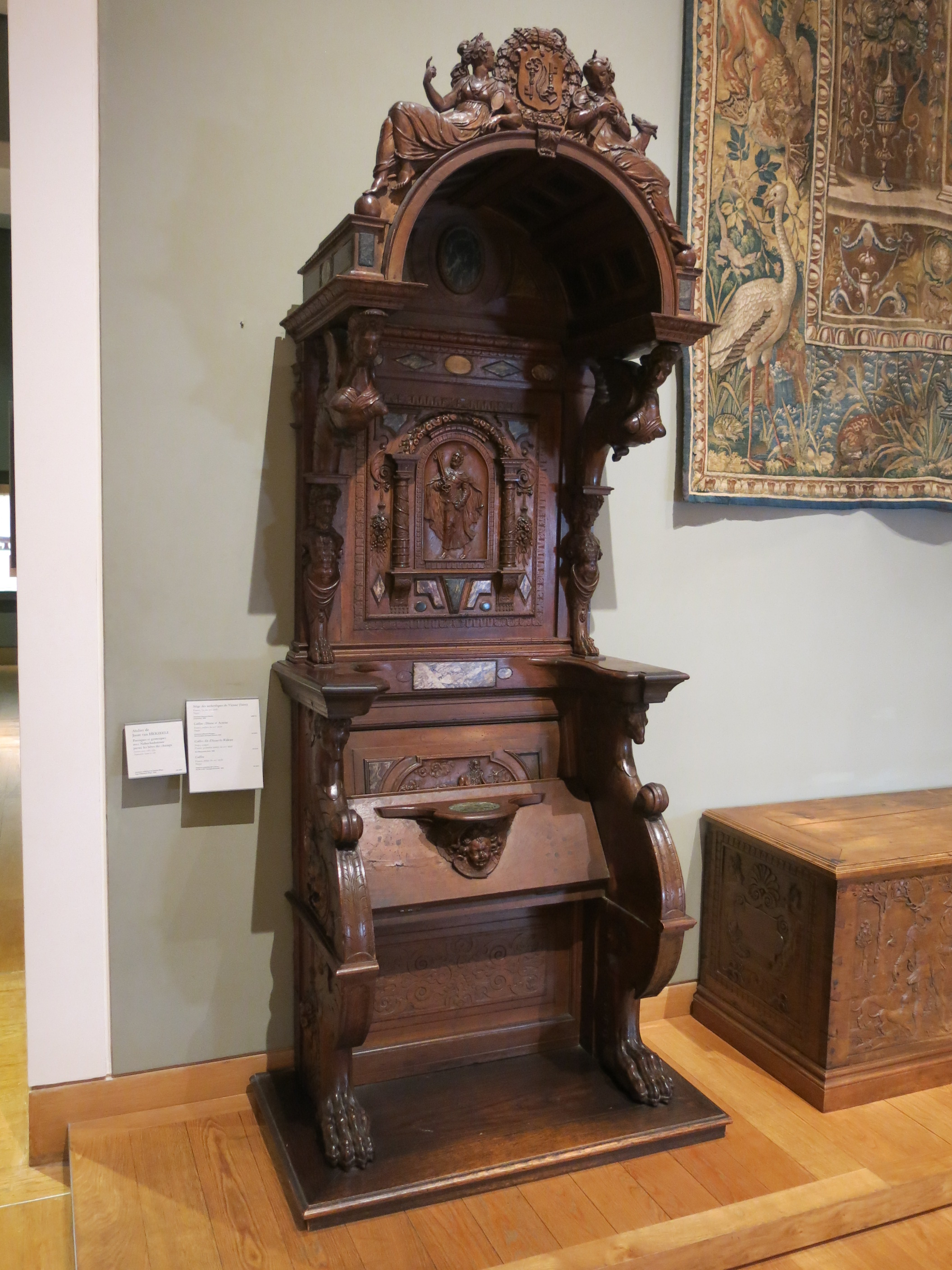
Siège des archevêques de Vienne exposé au Musée du Louvre.

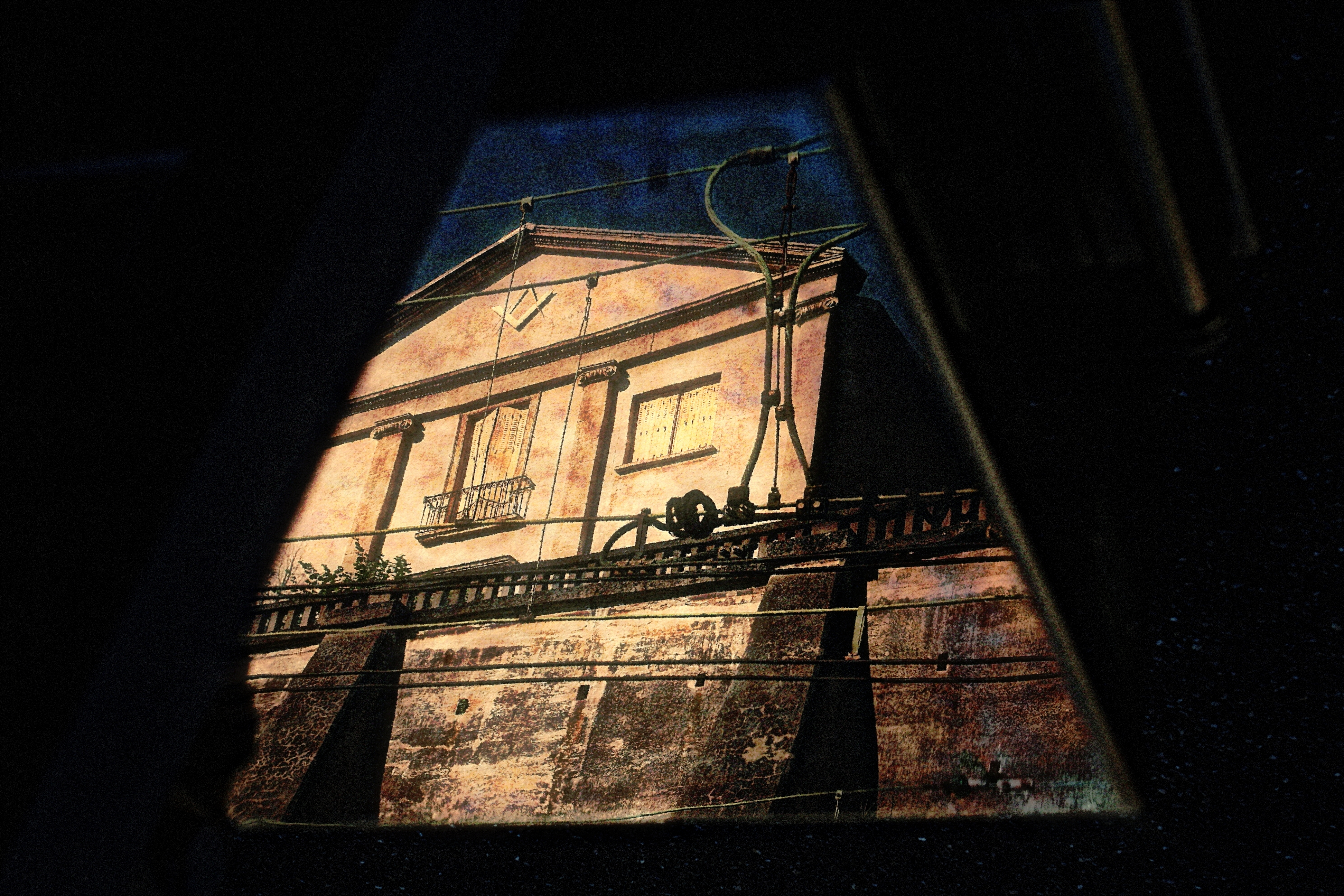
Loge maçonnique de la Concorde.
Ordre établi en 1781 à Vienne.

La Révolution à Vienne accélère les modifications qui se dessinaient au XVIIIe siècle. L'autorité municipale est confirmée. Grenoble, déjà siège du parlement du Dauphiné depuis le XIVe siècle, devient préfecture du département de l'Isère au détriment de Vienne qui voulait que soit créé soit le département de la Gère ou que Vienne soit réunie au département de Lyon, comme le lieu où elle a les plus grandes facilités de correspondre et les plus fortes raisons de se lier par rapport à son commerce. La division départementale sépare les deux rives du Rhône. Le conseil général de la commune dans une adresse à la Convention nationale du 18 messidor an III, s'élève avec véhémence contre la concentration à Grenoble de toute la vie publique et de tous les rouages administratifs:

« Citoyens représentants, pourquoi nos superbes établissements seraient-ils détruits ? Est-ce pour en élever d'autres au sein de Grenoble ? Notre bibliothèque, nos monuments seront-ils renversés ou enlevés pour enrichir nos voisins de nos dépouilles ? Vienne située au confluent d'un grand fleuve, traversée par une rivière dont les eaux sont également propres aux teintures et à la trempe des aciers, Vienne placée sur la route la plus fréquentée de la République n'est-elle destinée qu'à servir de relais aux voyageurs ?
Vienne, enfin qui a fourni dix mille pièces d'étoffe de trente aunes aux armées de la République, des cuirs, des cuivres, des armes pendant la loi du Maximum, qui fait les généreux efforts pour extraire des métaux des mines de plomb et qui sont en activité. C'est en vain qu'on exagère les avantages de notre commerce, la fertilité de notre territoire; ces avantages doivent être encouragés et non détruits. Sans instruction, sans tribunal de Justice, sans corps administratifs, quelle ressource peuvent avoir le commerce et une population active ? Ce serait rendre l’homme à l'état de nature et, bien loin d'améliorer notre sort par l'effet d'une grande et sublime révolution, nous en aurions partagé les fatigues sans en goûter les avantages… »

Dès le 4 brumaire, le conseil général de la commune de Vienne adresse de nouveau une lettre à la nouvelle Assemblée nationale, en reprenant les précédentes doléances, et rappelle que selon l'article 220 de la constitution Vienne peut conserver son tribunal civil, et sinon, menace de faire sécession avec Grenoble en réclamant, que conformément aux dispositions de l'article IV de la Constitution, que les limites du département fussent changées, et que de cette manière nous fussions réunis au département de Rhône dont le chef-lieu est fixé à Lyon, très peu éloigné de Vienne [selon la Constitution du 5 fructidor an III, article 4 : « Les limites des départements peuvent être changées ou rectifiées par le Corps législatif ; mais, en ce cas, la surface d'un département ne peut excéder cent myriamètres carrés (quatre cents lieues carrées moyennes [lieue moyenne linéaire = 2 566 toises]) »].
Dès le 24 novembre 1789 le Comité général de la ville de Vienne inquiet, avait déjà adressé un long mémoire à l'Assemblée nationale pour demander que la ville fut choisie pour chef-lieu du département, en rappelant pour appuyer cette réclamation que Louis XI y avait établi le siège du bailliage toujours présent et dont le ressort s'étendait sur 105 communautés, formant environ 330 paroisses ou succursales. Que la justice de ces communautés, en première instance, fut fixée à Vienne par François Ier en 1542, sur la demande des Trois États. Que Louis XIII, en 1628, y établit un Tribunal d'élection et, en 1638, une Cour des aides qui fut supprimée en 1658. Que si Vienne n'est pas choisie pour former un chef-lieu de département, elle sera réduite à une défection totale, par la perte simultanée de sa juridiction, de son siège archiépiscopal, de son corps ecclésiastique, de la consommation de son revenu, de l'exercice en première instance des justices seigneuriales et d'une grande partie du ressort de son bailliage, ce qui entrainera nécessairement sa dépopulation. De surcroit Vienne perd aussi la partie de son territoire située sur la rive droite en franchissant le Rhône.
Le poids de l'Église sur la ville continue de se réduire. Les monastères sont supprimés. L'archevêché l'est également, malgré le rôle de l'archevêque Lefranc de Pompignan à l'Assemblée constituante. Il préside d'abord l'assemblée des trois ordres du Dauphiné, avant d'entraîner, aux États généraux de 1789. À Vienne, l'urbanisme traduit ce changement ; le palais archiépiscopal ainsi que les cloîtres de la cathédrale sont détruits pour percer une place et de nouvelles rues, les couvents sont vendus comme bien nationaux : églises et bâtiments sont divisés en appartements (les Antonins, les Carmes, les Dames de Sainte-Colombe, Saint-André-le-Bas, Saint-André-le-Haut…) ou réutilisés par la commune (Notre-Dame-de-la-Vie, Saint-Pierre).
L'esprit révolutionnaire est bon, le Temple de la raison a succédé aux autres, les arbres de liberté fleurissent dans tous les quartiers, et les citoyens sont fiers du nom de Commune patriote, que la convention lui a donné. De nouveau, une manufacture de lames de sabres et baïonnettes est mise en place le long de la rivière Gère, et une lettre du Comité de Salut public du 18 septembre 1793, avertissait les officiers municipaux de l'arrivée d'un commissaire, ayant pour mission d'engager les ouvriers qui fabriquent des lames de sabres pour la cavalerie. Le corps municipal répond en disant qu'il existait anciennement à Vienne une fabrique de lames d'épées renommée pour l'excellence de sa trempe, et qu'il y avait aussi, une fabrique d'ancres de marine, qui a cessé par suite de l'éboulement du chemin qui conduisait au Rhône où on les embarquait pour les ports de la Méditerranée, et même de l'Océan par le canal du Languedoc.
Les représentants du peuple en mission Jean-Marie Collot d'Herbois, Albitte et Fouché se sont rendus à Vienne et ont obtenu de Étienne de Blumenstein concessionnaire des mines de plomb qu'il livre au département de la guerre 1200 quintaux de plomb par an. Des manufactures de draps conçoivent des pièces de couleurs bleu national, bleu céleste, écarlate, vert dragon et blanc, pour habiller les frères d'armes révolutionnaire.
Le citoyen Lara, salpêtrier qui possède deux ateliers à Vienne, est commissionné par le Conseil exécutif pour l'extraction de poudre à canon. Il offre de mettre le plus grand zèle et exactitude aux fonctions qui lui sont confiées. Le 21 floréal 1794 ses ateliers seront inspectés par l'Agent du district, et à cette date ce sont déjà 140 quintaux (14 t) de salpêtre qui auront été livrés.

#### DuXIXesiècleà nos jours
Le maire Teyssière de Miremont (de 1816 à 1830), ancien émigré favorable à la Restauration, ouvre le XIXe siècle à Vienne. Il construit une nouvelle halle aux grains en 1823 sur un terrain dépendant de l'archevêché avant la Révolution. Le chevalier de Miremont remet en service une portion de l'aqueduc romain pour l'adduction d'eau de la ville. Un nouveau pont est inauguré en 1829. Il construit aussi de nouveaux abattoirs. Quelques années plus tard, plusieurs édifices viennois sont inscrits sur la première liste des monuments historiques établi par Prosper Mérimée en 1840.
En 1819, une émeute a lieu contre les machines à tondre les draps en laine, qui prive d’emploi les tondeurs de drap qui travaillent à la main. Ils attaquent et détruisent les machines ; ce sabotage contre ces « mécaniques plus pernicieuses qu’utile » est justifié dans leur pétition adressée au maire comme provoquant la « suppression générale des bras ».
En 1840 avec son épouse Jeanne, et leur petit fils Michel Josserand, Laurent Mourguet marionnettiste « Guignol » s'installent rue des serruriers (rue Joseph Brenier), il fonde plusieurs théâtres et créé le personnage du Baron de Blumenstein, s'inspirant de l'industriel Viennois qui exploite les mines de plomb argentifère.
La production industrielle se développe au cours du XIXe siècle. La spécialisation de Vienne dans le traitement de la laine s'affirme à la même période. De nombreuses entreprises sont créées dans la vallée de Gère qui constitue un ensemble urbain révélateur de cette activité : usines et logements ouvriers s'étagent le long de la rivière, scandés par le rythme vertical des cheminées en brique.

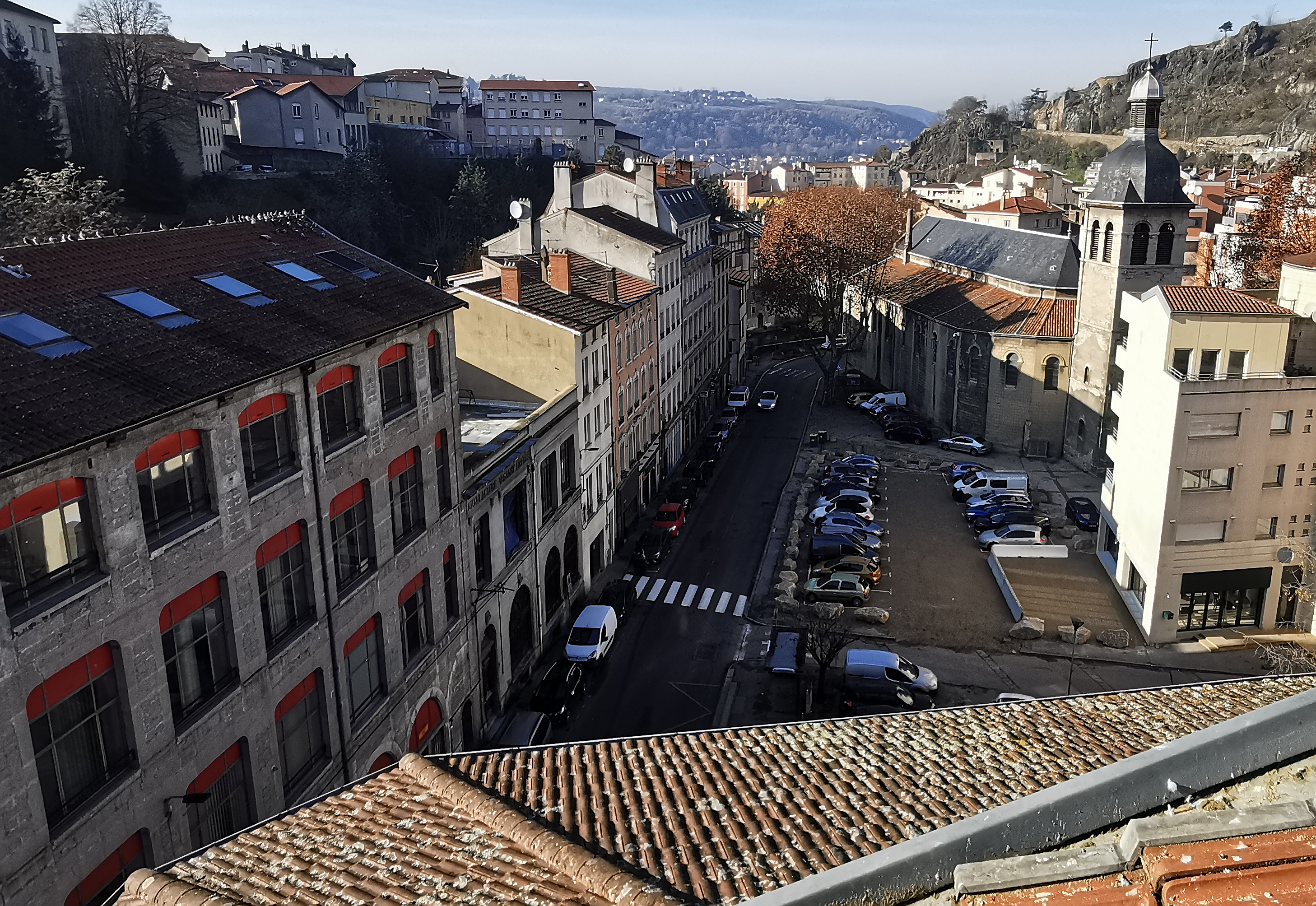
Église Saint-Martin avec son nouveau parking. À gauche, la manufacture Donnat-Creuzel (acheté en 1896 par les frères Vaganay).

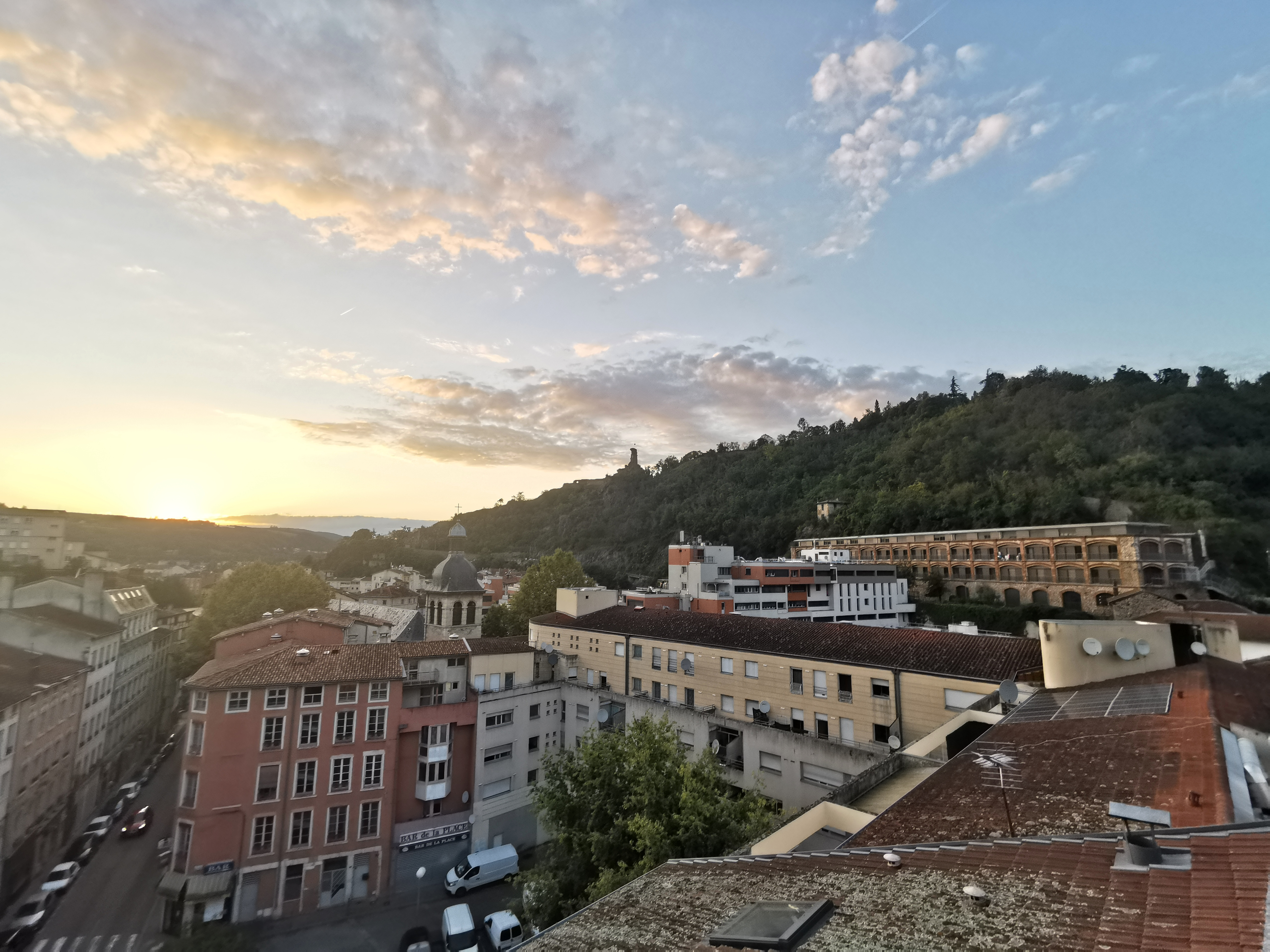
Avant la déconstruction de l'immeuble rose. À droite l'ancien étendage Buisson.

En 1846, 50 000 pièces d'une vingtaine de mètres de draps sont produites par plus de 200 fabricants et façonniers et en 1881 plus de 500 000 mètres de tissus. Cette prospérité énorme était la conséquence de l'ouverture de la ligne du chemin de fer de Paris à la Méditerranée, de l'exposition universelle de 1855, ou Vienne obtint de nombreuses médailles. Le textile n'est du reste pas la seule industrie Viennoise : 8 000 à 9 000 peaux sont tannées dans une douzaine d'ateliers en 1730 (les nombreuses cuves donneront le nom au quartier : Cuvière), et deux en 1839, bien que cette activité soit décroissante la réputation des " vaches tannées à Vienne " se maintient.
La deuxième industrie de la ville, est la métallurgie : de la fonderie des hauts fourneaux sort chaque jour une quinzaine de tonnes de fer, une à deux tonnes de cuivre, cette usine emploie plus de 400 ouvriers et utilise la plus puissante force hydraulique de la région. L'entreprise Gris frères, qui a mis au point un procédé de soudage de la fonte a fourni toute l'installation de la Cie des Aciéries de Saint-Étienne. Enfin les mines de zinc de la Poype qui semblent justifier les plus vastes ambitions.
Parmi les autres industries, à côté de quelques ateliers de constructions métalliques qui fournirent des machines pour la papeterie, les draps et soieries, on trouve des forges, de nombreuses minoterie, une salpêtrière, plusieurs taillanderies, deux chapelleries dont l'une mécanique, la manufacture de chaussures Pellet Ainé & fils fondée en 1860, plusieurs papeteries, une cartonnerie, une soierie, une fabrique de savons et de bougies (plus de 2 000 tonnes par an), une usine de graisses et huiles industrielles, une fabrique de pâtes alimentaires, une verrerie à bouteilles noir en activité de 1792 jusqu'en 1879 ("porte d’Avignon" située sur une partie de l'ancienne Abbaye Saint Pierre).
Vers 1827 est fondée la brasserie Windeck qui, en 1855 produisait 5 000 hectolitres, et en 1875, elle fabriquait 20 000 hectolitres de bière. La Brasserie Marque installée en 1842 sur les bords du Rhône. La quasi-totalité de ces activités sont concentrées dans la vallée de la Gère.
Sur 2 km, celle-ci franchit 7 barrages et anime 88 roues. 2 Distillateurs de liqueurs sont aussi présent: Jh.Ponthon et, en 1821 Galland Neveu (Médaille d'or à Paris en 1889 a l'exposition universelle).
Quelques châteaux d'industrie subsistent également à Vienne et dans ses environs. L'industrie touche d'autres quartiers : à Estressin, un four à chaux établi en 1861. En 1830 est produit à Pont-Évêque 630 tonnes de cuivre affiné, 56 tonnes de plomb, on comptait deux hauts fourneaux, une fonderie d'or et d'argent, six fonderies de deuxième fusion, la production totale montait à 23 000 tonnes pour un effectif de 1000 ouvriers et une force motrice de 680 chevaux. Il y avait une tuilerie au bord du Rhône au nord de Vienne, les « Établissements réunis Pascal-Valluit » constituent la plus forte concentration ouvrière de Vienne, employant jusqu'à deux mille ouvriers. C'est le meilleur exemple de paternalisme de la ville. Les quartiers sud sont également marqués par l'activité drapière, de manière moins dense. La rive droite du Rhône est en retrait : Saint-Romain-en-Gal demeure un village encore rural, tandis que Sainte-Colombe voit s'établir quelques industries textiles et mécaniques.
L'importante population ouvrière joue un rôle actif dans la vie politique de la ville (7000 ouvriers pour une population inférieure à 20 000 habitants). Elle est au cœur des luttes sociales du XIXe siècle puis du XXe siècle, notamment en 1848 et sous la Troisième République. En 1844, il y eut une concertation entre les militants d'un mouvement communiste à la recherche d'une monarchie réellement représentative, les Icariens de Lyon et de Vienne. S’apercevant qu'ils ne pouvaient pas pleinement réaliser leurs ambitions, ils partirent à la conquête de l'Ouest des États-Unis surnommé l'Icarie et qui se situait au Texas, le dernier départ des aventuriers utopistes Viennois pris fin en 1855.

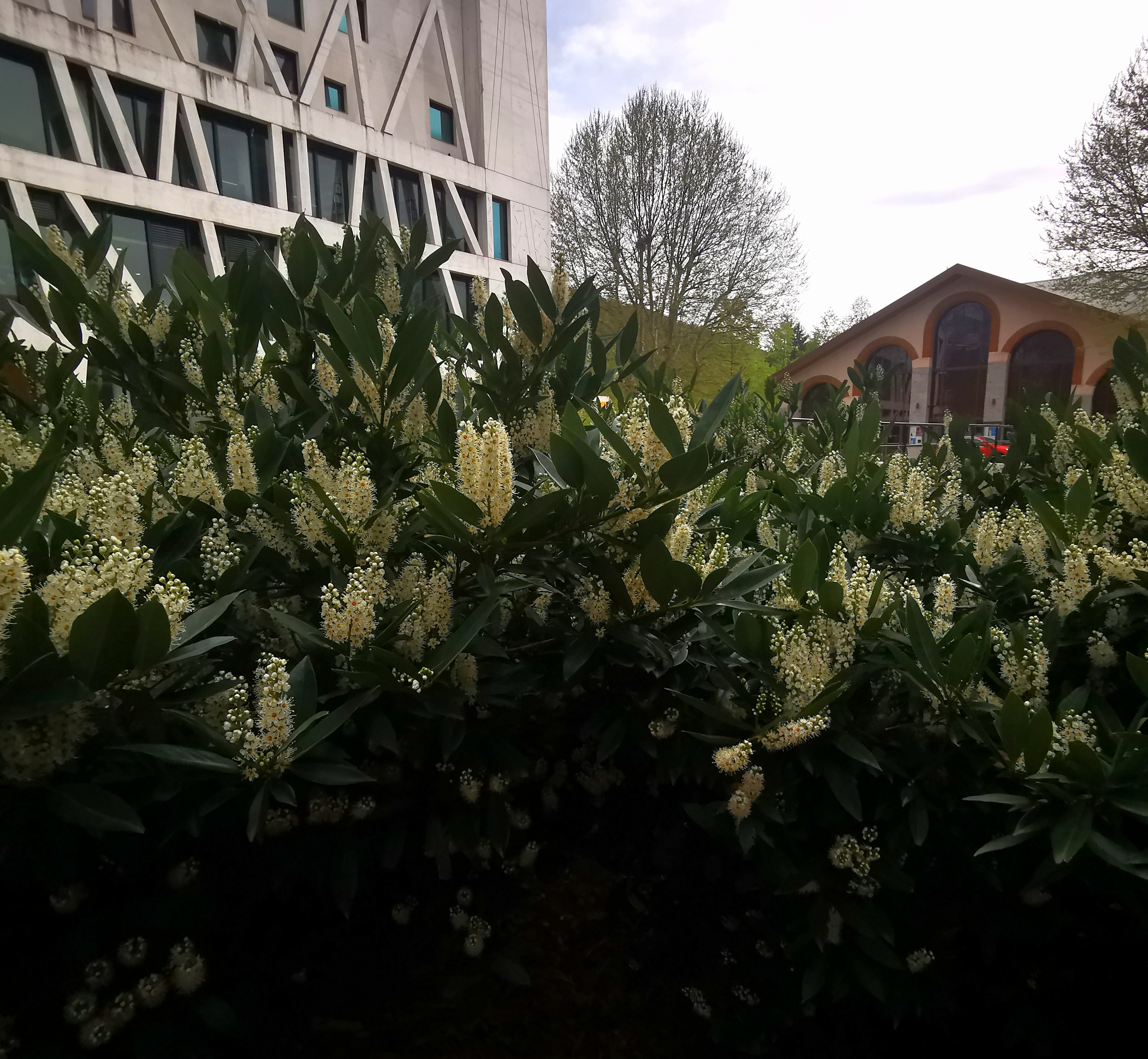
A droite, le manège de l'ancienne caserne de cavalerie dans le quartier Saint-Germain

En 1875, un accord avec l'Etat fut signé qui mène à la construction d'une caserne de cavalerie entre 1882 et 1886 dans le nouveau quartier Saint-Germain. Avec la dissolution du régiment le 30 juin 1990, la caserne devient un centre d'affaires (Espace Saint-Germain) et son manège devient en 2018 une salle de spectacle.
Des œuvres sociales se développent pour améliorer les conditions de vie des ouvriers et de leurs familles : Maturité maternelle (1894), service d'hygiène infantile, colonies de vacances (1925), Caisse d'allocations familiales, Office public viennois d'habitation à bon marché (1919), jardins ouvriers… Cette forte population ouvrière porte au pouvoir des maires radicaux et socialistes, comme Camille Jouffray (de 1889 à 1899) ou Joseph Brenier (de 1909 à 1919).
En 1887, les éléments à connotation religieuse sont supprimés des armes de la ville qui deviennent : d'or à un arbre arraché de sinople avec un écriteau d'argent voltigeant et brochant sur le tronc de l'arbre et portant ces trois mots « Vienna urbs senatoria » (Vienne, ville sénatoriale). Le calice et l'hostie qui figuraient dans les ramures de l'arbre ainsi que la devise « Vienna civitas sancta » (Vienne, ville sainte) disparaissent.
Un autre emblème de la réussite économique de la ville est l'Hôtel de ville : sa façade est édifiée sous le Second Empire. Elle complète le noyau constitué par un hôtel particulier du XVIIe siècle acheté par les consuls en 1771. La Chambre de commerce édifiée en bordure du Rhône est inaugurée en 1938.
La Première Guerre mondiale donne un nouveau souffle à l'industrie viennoise qui fournit l'armée en drap de troupe. En 1917 l'usine henri Vibert-Truchon & Cie, produit les magasins a 5 cartouches pour les munitions des armes à feu (fusils Berthier), par la suite, l'usine sera transformée en fabrique de machines à coudre innovantes (a tête rentrante): hacheveteco. Cependant, dès les années 1920, les premières difficultés se font sentir. Les fermetures surviennent après la Seconde Guerre mondiale et jusqu'en 1995 (fermeture de la dernière filature). Pendant cette période, la ville continue toutefois d'attirer une importante main-d'œuvre : des Arméniens fuyant les persécutions de la fin de l'Empire ottoman, des Italiens, des Espagnols, des Portugais, puis des Maghrébins et des Turcs, ils confèrent à la ville un caractère cosmopolite.
Les coteaux faisant face à Vienne, côtes-rôties et condrieux, et plus récemment le vignoble des coteaux de Seyssuel, prennent la suite des vins de l'Antiquité : « Taburnum, Sotanum, Ellincum » (dont les poissés viennois du cépage Vitis allobrogica est à l'origine de la famille des Sérines : Syrah, Viognier), vins réputés thérapeutiques pour leurs vertus médicinales qui aident a la digestion et nettoient, encensés par Pline l'Ancien, par Martial, Celse, Columelle, Plutarque, bien qu'ils soient probablement différents du point de vue gustatif.
Vienne a été inscrite au réseau national des Villes et Pays d'art et d'histoire.

## Politique et administration

### Tendances politiques et résultats
Depuis les années 2000 et ce jusqu'en 2017, Vienne présentait un profil politique contrasté, privilégiant les candidats de gauche aux élections régionales (à l’exception de l’élection de 2015), mais plébiscitant les candidats de droite aux élections présidentielles (à l’exception de l’élection de 2012), aux élections législatives (à l’exception de l’élection de 2012) et municipales. Toutefois, depuis l'élection d'Emmanuel Macron à la présidence de la république, la ville plébiscite les candidats centristes de La République en marche, lors des élections présidentielle (2017), législatives (2017) et européennes (2019).
| Municipales 2014    | Municipales 2014    |  | UMP  | 51,93 |  | PS  | 35,96 |  | FN   | 12,11 | pas de 4e | pas de 4e | pas de 4e | pas de 2d tour | pas de 2d tour | pas de 2d tour | pas de 2d tour | pas de 2d tour | pas de 2d tour | pas de 2d tour | pas de 2d tour | pas de 2d tour |
| Européennes 2014    | Européennes 2014    |  | UMP  | 26,00 |  | FN  | 20,76 |  | PS   | 16,95 |           | EÉLV      | 9,77      | tour unique    | tour unique    | tour unique    | tour unique    | tour unique    | tour unique    | tour unique    | tour unique    | tour unique    |
| Régionales 2015     | Régionales 2015     |  | LR   | 34,26 |  | PS  | 27,30 |  | FN   | 21,72 |           | EÉLV      | 6,45      |                | LR             | 43,02          |                | DVG            | 39,22          |                | FN             | 17,76          |
| Présidentielle 2017 | Présidentielle 2017 |  | EM   | 26,29 |  | LR  | 20,38 |  | LFI  | 20,13 |           | FN        | 17,85     |                | EM             | 71,46          |                | FN             | 28,54          | pas de 3e      | pas de 3e      | pas de 3e      |
| Législatives 2017   | Législatives 2017   |  | LREM | 29,86 |  | LR  | 25,86 |  | PS   | 17,06 |           | FN        | 11,59     |                | LREM           | 71,77          |                | FN             | 28,23          | pas de 3e      | pas de 3e      | pas de 3e      |
| Européennes 2019    | Européennes 2019    |  | LREM | 21,82 |  | RN  | 18,29 |  | EÉLV | 16,17 |           | LR        | 13,25     | tour unique    | tour unique    | tour unique    | tour unique    | tour unique    | tour unique    | tour unique    | tour unique    | tour unique    |
| Municipales 2020    | Municipales 2020    |  | LR   | 52,49 |  | PS  | 30,24 |  | LREM | 11,78 |           | RN        | 5,46      | pas de 2d tour | pas de 2d tour | pas de 2d tour | pas de 2d tour | pas de 2d tour | pas de 2d tour | pas de 2d tour | pas de 2d tour | pas de 2d tour |
| Présidentielle 2022 | Présidentielle 2022 |  | LREM | 27,77 |  | LFI | 26,94 |  | RN   | 18,23 |           | REC       | 7,67      |                | LREM           | 65,09          |                | RN             | 34,91          | pas de 3e      | pas de 3e      | pas de 3e      |

#### Élections présidentielles
Lors du premier tour des élections présidentielle de 2012 à Vienne, François Hollande (Parti socialiste) arrive en tête avec 30,99 % des voix (c'est le plus fort score pour le parti socialiste à une élection présidentielle dans la commune, depuis 2002). Il devance de 537 une voix Nicolas Sarkozy (Union pour un mouvement populaire) qui a obtenu 27,30 % et qui avait obtenu le soutien du maire Jacques Remiller. Ils sont suivis par Marine Le Pen (Front national) avec 15,32 % des voix, Jean-Luc Mélenchon (Front de gauche) avec 11,80 % des voix et François Bayrou (Mouvement Démocrate) avec 8,83 % des voix. L'abstention au premier tour était de 18,95 %, ce qui est inférieur à l'abstention au niveau national qui s'élevait à 20,52 %. Au second tour François Hollande devance légèrement Nicolas Sarkozy avec 53,66 % des suffrages, l'abstention était de 18,68 %.
Lors du premier tour des élections présidentielle de 2007 à Vienne, Nicolas Sarkozy (Union pour un mouvement populaire) arrive en tête en récoltant 32,05 % des voix. Il est suivi par Ségolène Royal (Parti socialiste) avec 27,89 %, François Bayrou (Union pour la démocratie française) avec 19,18 % et Jean-Marie Le Pen (Front national) avec 9,17 %. L'abstention était de 18,44 %. Au second tour Nicolas Sarkozy arrive une nouvelle fois en tête avec 52,33 % des voix, l'abstention était alors de 18,33 %.
Lors du premier tour des élections présidentielle de 2002 à Vienne, Jean-Marie Le Pen (Front national) arrive en tête avec 18,66 % des voix suivi par Jacques Chirac (Rassemblement pour la République) avec 18,66 % des voix, Lionel Jospin (Parti socialiste) avec 16,67 % des voix, Jean-Pierre Chevènement (Pôle républicain) avec 7,48 % des voix et François Bayrou (Union pour la démocratie française) avec 6,91 % des voix. L'abstention était de 32,48 %. Au second tour Jacques Chirac arrive très largement en tête avec 81,29 % des suffrages, l'abstention était alors redescendue à 23,75 %.

#### Élections législatives
Lors du premier tour des élections législatives françaises de 2012 à Vienne, Erwann Binet (Parti socialiste) arrive largement en tête avec 41,32 % des voix. Il est suivi par Jacques Remiller (Union pour un mouvement populaire) avec 34,96 % des voix, Marie Guimar (Front national) avec 12,13 % des voix et André Mondange (Front de gauche) avec 4,75 % des voix. Au second tour Erwann Binet arrive en tête avec 53,83 % des voix face à Jacques Remiller. Le taux d'abstention au premier tour était de 41,12 % et de 40,30 % au second.

#### Élections européennes
Contrairement à la tendance nationale, lors des élections européennes de 2014, les électeurs de la commune de Vienne votent en majorité pour la liste UMP menée par Renaud Muselier (comme lors des élections européennes de 2009) : elle obtient 26,00 % des voix. On retrouve ensuite la liste Front national menée par Jean-Marie Le Pen avec 20,76 %, la liste Parti Socialiste menée par Vincent Peillon avec 16,95 %, la liste du Europe Écologie Les Verts menée par Michèle Rivasi avec 9,77 %, la liste UDI MoDem menée par Sylvie Goulard avec 8,40 % et la liste du Front de Gauche menée par Marie-Christine Vergiat avec 5,96 % des voix. Le taux de participation était seulement de 41,00 %.
Lors des élections européennes de 2009 à Vienne, la liste de l'UMP menée par Françoise Grossetête arrive en tête avec 28,79 % des voix. Elle est suivie par les listes menées par Vincent Peillon (Parti socialiste) et par Michèle Rivasi (Europe Écologie Les Verts) qui ont toutes les deux récolté respectivement 19,02 % et 17,90 % des suffrages. On retrouve ensuite la liste du MoDem menée par Jean-Luc Bennahmias (7,99 %), la liste du Front national menée par Jean-Marie Le Pen (6,14 % des voix) et la liste d’extrême gauche menée par Raoul Jennar (5,08 %). Le taux de participation était de 40,61 %.
Lors des élections européennes de 2004 à Vienne, la liste du Parti socialiste menée par Michel Rocard arrive en tête avec 32,09 % des voix. Elle est suivie par les listes de l'UMP menée par Françoise Grossetête (17,16 %), de l'UDF menée par Thierry Cornillet (14,04 %), du Front national menée par Jean-Marie Le Pen (9,65 % des voix) et des Verts menée par Jean-Luc Bennahmias (8,64 %). Le taux de participation était de 37,53 %.

### Administration municipale
Vienne est le chef-lieu des deux cantons de Vienne-1 et Vienne-2, ainsi que de l'arrondissement de Vienne qui comptait 213 343 habitants en 2017, pour 1 237 km2.

### Rattachements administratifs et électoraux
Vienne est le chef-lieu de l’un des trois arrondissements du département de l'Isère, et est à ce titre sous-préfecture du département, à l'instar de Bourgoin-Jallieu, sous l’autorité de la sous-préfecture de La Tour-du-Pin.
Dans le ressort de la cour d'appel de Grenoble, Vienne est le siège d'un tribunal judiciaire d’un tribunal pour enfants, d'un conseil de prud'hommes, tribunal de commerce, d'un Tribunal paritaire des baux ruraux et d'un tribunal des affaires de Sécurité sociale.
Vienne dépend du tribunal administratif de Grenoble et de la cour administrative d'appel de Lyon.
La commune accueille un commissariat de police, la compagnie de gendarmerie et la police municipale.

### Politique environnementale

#### Eau et assainissement
La gestion de l’eau est assurée depuis 1924 par Le Service des Eaux de la Ville de Vienne, un service dépendant de la municipalité. Ce service comprend près 23 agents. Le captage d’eau se situe à Gémens, dans la commune d’Estrablin. Cette principale ressource en eau provient d’une nappe phréatique d’accompagnement des rivières de la Gère et de la Vésonne. Le bassin versant qui alimente cette nappe couvre une surface d’environ 270 kilomètres carrés.

#### Déchets ménagers
La collecte et le traitement des déchets dans la commune est assurée par la communauté d'agglomération. La communauté d’agglomération gère également quatre déchetteries dont l'une se trouve au sud, dans le quartier de Saint-Alban-les-Vignes.

#### Charte forestière
Depuis le 19 novembre 2014, Vienne et son agglomération font partie de la Charte forestière de territoire Bas-Dauphiné Bonnevaux. Un processus lancé depuis juillet 2012. Les enjeux de cette charte sont d'ordre économique, social et environnementale, mettant en valeur le rôle multifonctionnel de la forêt. Cette charte regroupe 5 intercommunalités iséroises (ViennAgglo, Communauté de communes du Pays Roussillonnais, Communauté de communes de la région Saint-Jeannaise, Communauté de communes du Territoire de Beaurepaire et une partie de la Communauté de communes Bièvre Isère).

### Finances locales
Depuis les années 2000, la capacité d'autofinancement reste largement inférieure à la moyenne de la strate (communes de 20 000 habitants à 50 000 habitants appartenant à un groupement fiscalisé (TPU)), voire négative :
Capacité d'autofinancement par habitant (en euros)
|                      | 2012 | 2011 | 2010 | 2009 | 2008 | 2007 | 2006 | 2005 | 2004 | 2003 | 2002 | 2001 | 2000 |
| -------------------- | ---- | ---- | ---- | ---- | ---- | ---- | ---- | ---- | ---- | ---- | ---- | ---- | ---- |
| Vienne               | 90   | 141  | 92   | 69   | 83   | 95   | 109  | 85   | 81   | 82   | 82   | 37   | 70   |
| Moyenne de la strate | 180  | 186  | 171  | 142  | 133  | 141  | 148  | 152  | 160  | 151  | 136  | 126  | 204  |

Depuis 2009, les trois taux d'imposition locale restent à des valeurs légèrement inférieures aux moyennes des strates, sauf pour le taux d'imposition (foncier non bâti), qui reste légèrement inférieur aux moyennes de strates :
Taux d'imposition (taxe d'habitation)
|                      | 2012  | 2011  | 2010  | 2009  |
| -------------------- | ----- | ----- | ----- | ----- |
| Vienne               | 19,66 | 19,66 | 19,66 | 18,94 |
| Moyenne de la strate | 17,98 | 17,95 | 18,03 | 17,97 |

Taux d'imposition (foncier bâti)
|                      | 2012  | 2011  | 2010  | 2009  |
| -------------------- | ----- | ----- | ----- | ----- |
| Vienne               | 29,55 | 29,55 | 29,55 | 28,47 |
| Moyenne de la strate | 23,66 | 23,61 | 23,95 | 23,62 |

Taux d'imposition (foncier non bâti)
|                      | 2012  | 2011  | 2010  | 2009  |
| -------------------- | ----- | ----- | ----- | ----- |
| Vienne               | 57,54 | 57,54 | 57,54 | 55,43 |
| Moyenne de la strate | 59,04 | 59,08 | 58,00 | 56,79 |

### Jumelages
La ville de Vienne est jumelée avec, :
- Udine (Italie) depuis 1958 ;
- Neath Port Talbot (Royaume-Uni) depuis 1958 ;
- Esslingen am Neckar (Allemagne) depuis 1958 ;
- Schiedam (Pays-Bas) depuis 1966 ;
- Velenje (Slovénie) depuis 1974 ;
- Albacete (Espagne) depuis 1986 ;
- Goris (Arménie) depuis 1992 (aussi un pacte de coopération décentralisée depuis 2002) ;
- Piotrków Trybunalski (Pologne) depuis le 2 juillet 2005 ;
- Greenwich (États-Unis) depuis 2007.

Par ailleurs, Vienne a développé des pactes de coopérations décentralisée avec :
- El Jem (Tunisie) ;
- Tipasa (Algérie) ;
- Emirdag (Turquie).

## Population et société

### Démographie
Ses habitants sont appelés les Viennois.
Avec 29 077 habitants (recensement de 2012), Vienne est la 4e ville la plus peuplée de l'Isère, derrière Grenoble, Échirolles et Saint-Martin d'Hères.
L'aire urbaine de Vienne est la 79e (110 965 habitants en 2008) de France.
Elle est intégrée dans le 2e espace urbain de France, celui de Rhône et Alpes, qui compte 5 193 042 habitants.

#### Évolution démographique
L'évolution du nombre d'habitants est connue à travers les recensements de la population effectués dans la commune depuis 1793. Pour les communes de plus de 10 000 habitants les recensements ont lieu chaque année à la suite d'une enquête par sondage auprès d'un échantillon d'adresses représentant 8 % de leurs logements, contrairement aux autres communes qui ont un recensement réel tous les cinq ans,.

En 2022, la commune comptait 31 555 habitants, en évolution de +7,13 % par rapport à 2016 (Isère : +3,07 %, France hors Mayotte : +2,11 %).
| 1793   | 1800   | 1806   | 1821   | 1831   | 1836   | 1841   | 1846   | 1851   |
| ------ | ------ | ------ | ------ | ------ | ------ | ------ | ------ | ------ |
| 12 035 | 10 362 | 11 188 | 11 273 | 14 079 | 16 484 | 17 587 | 18 610 | 20 753 |

| 1856   | 1861   | 1866   | 1872   | 1876   | 1881   | 1886   | 1891   | 1896   |
| ------ | ------ | ------ | ------ | ------ | ------ | ------ | ------ | ------ |
| 19 698 | 20 708 | 23 605 | 26 017 | 26 502 | 26 060 | 25 480 | 24 817 | 24 977 |

| 1901   | 1906   | 1911   | 1921   | 1926   | 1931   | 1936   | 1946   | 1954   |
| ------ | ------ | ------ | ------ | ------ | ------ | ------ | ------ | ------ |
| 24 619 | 24 887 | 24 711 | 23 732 | 25 092 | 25 648 | 25 436 | 23 519 | 25 669 |

| 1962   | 1968   | 1975   | 1982   | 1990   | 1999   | 2006   | 2011   | 2016   |
| ------ | ------ | ------ | ------ | ------ | ------ | ------ | ------ | ------ |
| 26 977 | 29 057 | 27 830 | 28 294 | 29 449 | 29 975 | 30 092 | 28 800 | 29 454 |

| 2021   | 2022   | - | - | - | - | - | - | - |
| ------ | ------ | - | - | - | - | - | - | - |
| 31 051 | 31 555 | - | - | - | - | - | - | - |

#### Pyramides des âges
La population de la commune est relativement jeune.
En 2018, le taux de personnes d'un âge inférieur à 30 ans s'élève à 37,1 %, soit au-dessus de la moyenne départementale (37,1 %). À l'inverse, le taux de personnes d'âge supérieur à 60 ans est de 25,3 % la même année, alors qu'il est de 23,9 % au niveau départemental.
En 2018, la commune comptait 14 079 hommes pour 15 504 femmes, soit un taux de 52,41 % de femmes, légèrement supérieur au taux départemental (51,01 %).
Les pyramides des âges de la commune et du département s'établissent comme suit.
| Hommes | Classe d’âge | Femmes |
| ------ | ------------ | ------ |
| 0,9    | 90 ou +      | 2,4    |
| 6,9    | 75-89 ans    | 10,1   |
| 14,4   | 60-74 ans    | 15,8   |
| 18,1   | 45-59 ans    | 18,5   |
| 20,5   | 30-44 ans    | 18,0   |
| 19,7   | 15-29 ans    | 17,4   |
| 19,4   | 0-14 ans     | 17,8   |

| Hommes | Classe d’âge | Femmes |
| ------ | ------------ | ------ |
| 0,6    | 90 ou +      | 1,6    |
| 6,7    | 75-89 ans    | 8,7    |
| 15,3   | 60-74 ans    | 16,3   |
| 20,1   | 45-59 ans    | 19,6   |
| 18,8   | 30-44 ans    | 18,9   |
| 19     | 15-29 ans    | 17     |
| 19,4   | 0-14 ans     | 17,9   |

#### Superficie et population
La commune de Vienne a une superficie de 22,65 km2 et une population de 29 619 habitants en 2009, ce qui la classe :
| Rang                     | Population | Superficie | Densité |
| ------------------------ | ---------- | ---------- | ------- |
| France                   | 267e       | 6450e      | 682e    |
| Auvergne-Rhône-Alpes     | 25e        | 467e       | 67e     |
| Isère                    | 4e         | 70e        | 14e     |
| Arrondissement de Vienne | 1er        | 9e         | 3e      |

### Enseignement et niveau d'étude

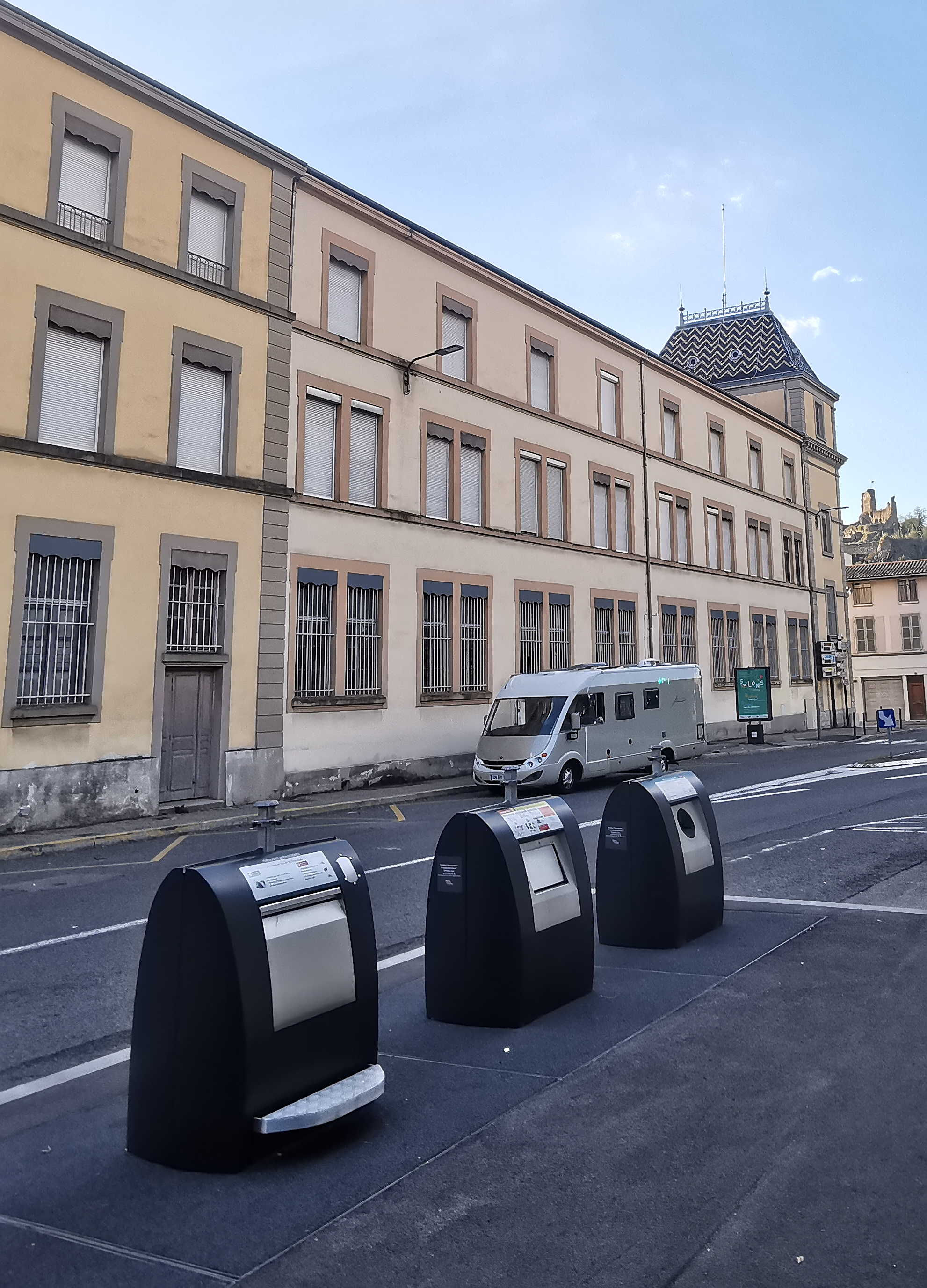
Collège Ponsard, rue Schneider

La ville de Vienne relève de l'académie de Grenoble. La ville possède 13 écoles maternelles publiques, 3 écoles maternelles privées, 11 écoles primaires publiques et 5 primaires privées. La ville possède aussi 3 collèges publics, 2 collèges privés, 4 lycées publics, 2 lycées privés, un lycée hôtelier privé et un lycée professionnel privé et 2 publics.
Parmi les différents collèges de Vienne, le Collège Ponsard, est le plus ancien collège encore en fonction. Bâti en plein cœur de la ville historique, il fut créé comme collège des Jésuites en 1606. À partir de 1914, il porte le nom de François Ponsard (1814-1867), poète dramaturge, membre de l'Académie française, né à Vienne. Parmi ses enseignants célèbres figure le romancier anarchiste Michel Zévaco, auteur de Pardaillan, révoqué pour ses idées.
Voici ci-dessous la liste exhaustive des principaux établissements scolaires de la ville :
En 2015, plus d'un quart de la population de la commune ne possède aucun diplôme et seulement 45 % ont un diplôme de niveau baccalauréat. Ce faible taux s'explique par la part assez importante des séniors dans la population de la commune, par les difficultés d'accéder à l'éducation à Vienne jusque dans les années 1960.
| Vienne                                             | 33,4 % | 21,6 % | 16,3 % | 28,7 % |
| Sources des données : L'Internaute d'après l'Insee |        |        |        |        |

### Manifestations culturelles et festivités
- Juin-juillet : Jazz à Vienne : festival annuel au début de l'été pendant deux semaines dans le théâtre romain. Festival qui regroupe des stars internationales du jazz. Il reste le plus grand festival de jazz de France l'été au même titre que Montreux ou le North Sea Jazz Festival. Tous les soirs, des concerts ont lieu à cette occasion au théâtre antique, plus grand théâtre romain d'Europe. Pendant la journée, d'autres concerts (gratuits) ont lieu dans divers endroits du Pays viennois, dont le jardin de Cybèle à Vienne.
- Juillet : Festival Les Authentiks[213], depuis 2002, avec une soirée de concerts de musiques actuelles.
- Septembre : Journées européennes du Patrimoine.
- Octobre : Foire de Vienne.
- Novembre : Festival Sang d'encre.
- Décembre : Marché de Noël.

### Santé

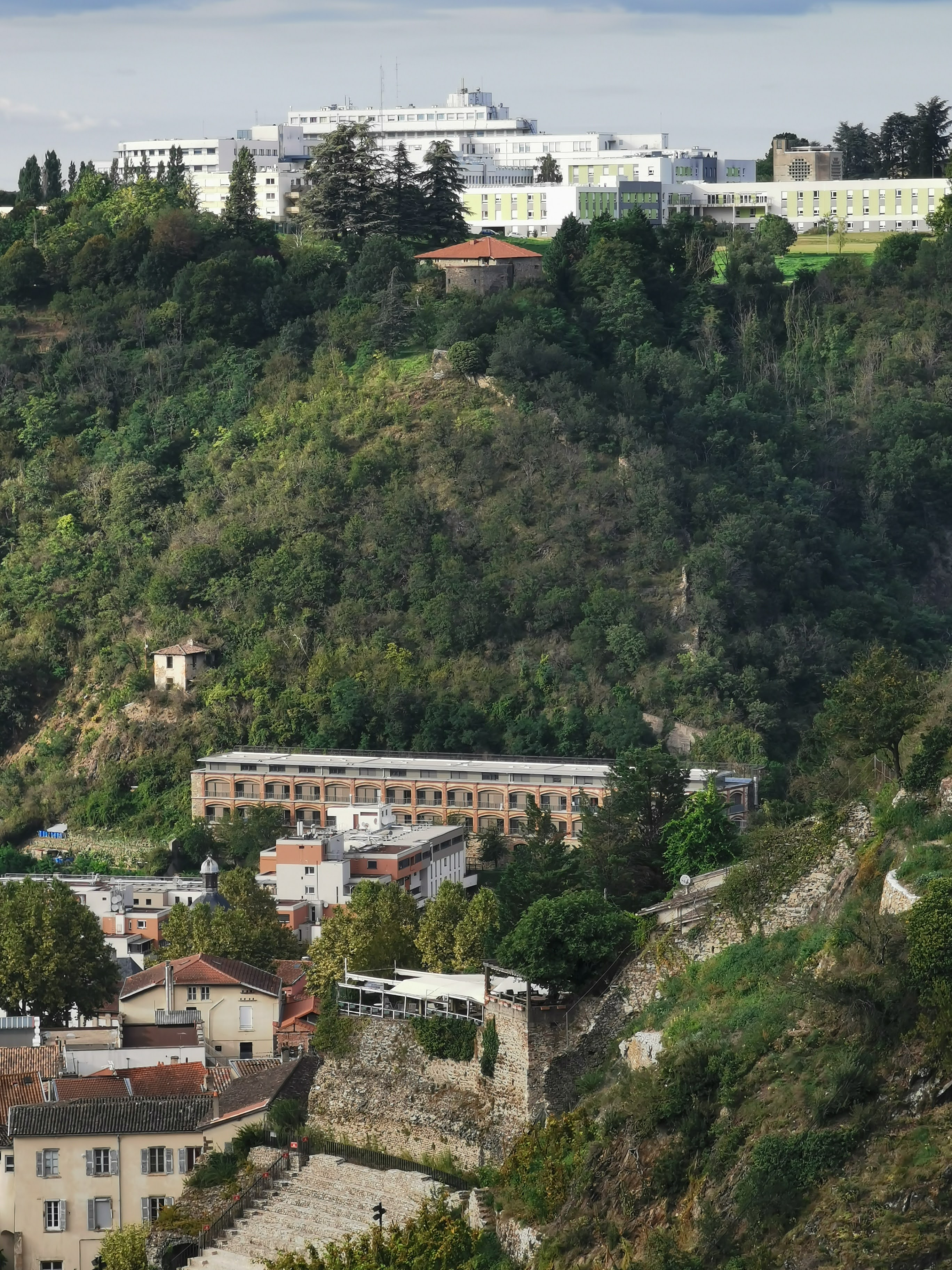
Centre hospitalier Lucien Hussel au sommet du Mont Salomon (au centre l'usine Teytu en dessous, et en bas le théâtre antique)

Vienne dispose de plusieurs établissements hospitaliers publics regroupés au sein du Centre hospitalier Lucien Hussel de Vienne, situé au sommet de la colline du Mont Salomon. Le Centre hospitalier propose des services de médecine, de maternité, de chirurgie ou des soins psychiatriques. Depuis 2003, il est labellisé « Patrimoine du XXe siècle » de l'Isère.
Le nombre de médecins généralistes tombe à 22 en 2023 dû à des départs en retraite. Par consequént, pendant six ans il n'y avait pas de généraliste dans le quartier Vallée de Gère.

### Sports
Vienne a été désignée comme la Ville la plus sportive de France en 1967.
- Le CS Vienne (rugby à XV) fondé le 19 février 1899[216], le club est champion de France en 1937 en battant l'AS Montferrand sur le score de 13 à 7.

Le club évolue actuellement en Nationale.
- Deux centres équestres : Le Couzon et Les Charmilles où se déroulent des CSO (concours de saut d'obstacle).
- Chaque année se déroule un grand tournoi international de basket (catégorie cadet) où s'affrontent de grandes équipes d'Europe.
- Le tournoi mondial de rugby « à l'ouverture » se déroule à Vienne et dans le Pays viennois tous les deux ans dans les catégories U15 et U17.
- L'écureuil VTT se déroule début septembre dans une commune différente du Pays viennois chaque année. Elle rassemble plus de 1 000 participants à vélo ou à pied.

### Médias

#### Presse locale
La presse locale est essentiellement écrite par Le Dauphiné libéré journal hebdomadaire qui dispose d'une agence en ville. Les deux journaux L'Essor/La Tribune de Vienne  fusionnent en juillet 2015.

#### Radios locales
La commune est située sur l'aire de diffusion de radio Ici Isère, une radio publique qui émet sur tout le territoire du département de l'Isère.
La station de radio Chérie FM (102.4 FM), basée quai Frédéric-Mistral, diffuse des informationss locales qui sont proposées entre 6 h et 9 h. Elle est rattachée à Chérie FM Lyon (98.9 FM) qui diffuse son programme lyonnais sur Bourgoin-Jallieu (100.5 FM).
Il y a aussi NRJ Lyon (103.0 FM) et RFM Lyon (107.3 FM) qui possèdent des réémetteurs sur Vienne pour leurs programmes locaux.
Vienne a également plusieurs radios locales.
- RCF Lyon (94.7), la radio du diocèse ;
- C'Rock Radio (89.5 FM), radio associative viennoise[218] ;
- Radio Scoop (91.3 FM), qui réémet aussi son programme lyonnais ;
- Tonic Radio (95.1 FM), qui diffuse notamment les matchs de l'Olympique Lyonnais. Elle est arrivée sur Vienne en 2013 ;
- Impact FM (96.7 FM), radio lyonnaise commerciale diffusant des « golds » ;
- Radio Capsao (99.4 FM), radio associative lyonnaise consacrée à la musique latino ;
- Radio Arménie (106.1 FM), radio associative lyonnaise dédiée à la communauté arménienne.

Radio Harmonie, qui diffusait depuis 1989 sur 90.0 FM, a cessé ses programmes en 2012 à la suite de baisses de subventions,. Sa fréquence a été réattribuée à Radio Classique.

#### Radio numérique terrestre
Prochainement[Quand ?], quelques stations arriveront en numérique à Vienne grâce aux allotissements 2 et 3 de la prochaine bande RNT lyonnaise,.
Allotissement 2 (catégories A et B) :
| Nom de la radio        | Catégorie |
| ---------------------- | --------- |
| Radio Capsao           | A         |
| Couleurs FM            | A         |
| Euradio                | A         |
| Impact FM              | B         |
| Lyon 1re               | B         |
| Néo                    | A         |
| Radio Arménie          | A         |
| Radio Espérance        | A         |
| Oxygène Alpes Auvergne | A         |
| Radio Pitchoun         | D         |
| Radio Pluriel          | A         |
| Séquence FM            | A         |
| Sol FM                 | A         |

Allotissement 3 (catégories C et D) :
| Nom de la radio   | Catégorie |
| ----------------- | --------- |
| Africa no 1       | D         |
| Chante France     | D         |
| France Maghreb 2  | D         |
| Jazz Radio        | B         |
| Mélody Radio      | D         |
| Radio Alfa        | B         |
| Radio Espace      | B         |
| Radio FG          | D         |
| Radio Orient      | D         |
| Radio Scoop       | B         |
| Virage Radio Lyon | C         |

#### Télévision
La chaîne locale lyonnaise TLM, devenue en 2019 BFM Lyon, émet depuis le 5 avril 2016, sur un site de diffusion situé à Saint-Romain-en-Gal qui l'émet sur un simplex R15. Le site TDF situé sur la Tour de Pipet émet les autres chaînes de la TNT sur Vienne, dont France 3 Rhône-Alpes et BFM Lyon (pour que les Viennois puissent la recevoir dans Vienne intra-muros).

### Cultes

#### Cultes Catholique
La communauté catholique, la cathédrale et les églises de Vienne sont desservies par la paroisse « Sanctus en Viennois », elle-même rattachée au diocèse de Grenoble-Vienne.
- Cathédrale Saint-Maurice, place Saint-Maurice.
- Église abbatiale Saint-André-le-Bas, place du Jeu-de-Paume.
- Église Saint-André-le-Haut, place André-Rivoire.
- Église Notre-Dame-de-l'Isle, place de L'Isle.
- Église Saint-Martin, rue de Gère.
- Église Saint-Pierre, place Saint-Pierre (musée archéologique).
- Chapelle Saint-Théodore, place Saint-Paul.
- Chapelle de l'institution Notre-Dame-de-Bon-Accueil, montée de Bon-Accueil d'Estressin.
- Chapelle Saint-François-d'Assise, rue du 24 Avril 1915 d'Estressin.
- Chapelle de la maison Saint-Avit, rue Vimaine.
- Chapelle Notre-Dame-de-la-Salette, rue de Pipet, du sanctuaire Notre-Dame de Pipet.
- Chapelle Sainte-Blandine, place de la Ferme-de-Malissol.
- Chapelle Saint-Alban, chemin communal de Saint-Avour à Saint-Alban-les-Vignes.

##### Liste des paroisses avant la Révolution
- Saint-André le Bas
- Saint-André le Haut
- Saint-Louis
- Saint-Sévère
- Saint-Ferréol
- Notre-Dame de la Vie
- Saint-Martin

##### Liste des paroisses après la Révolution

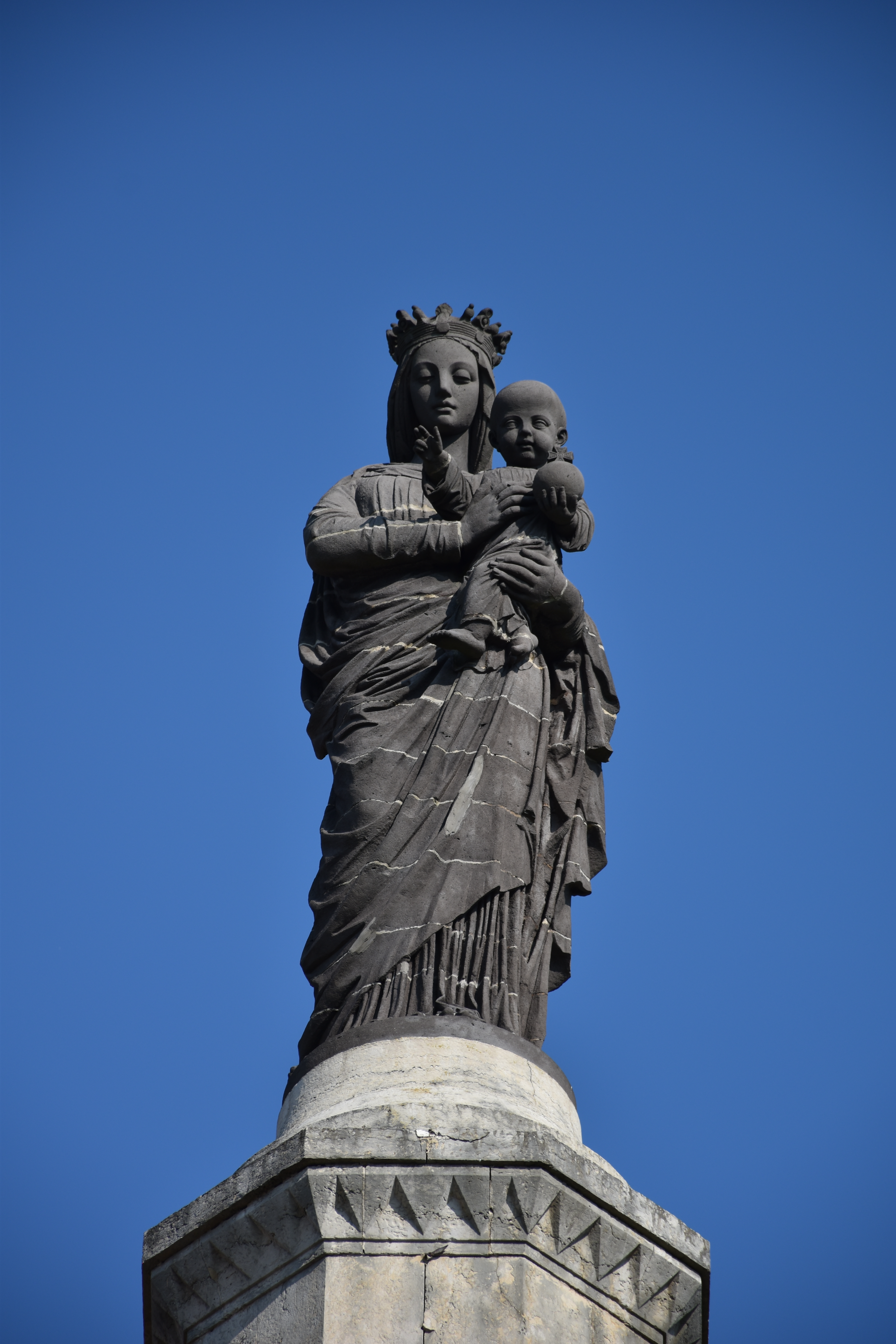
Léonard Périer, La Vierge à l’Enfant pierre de Volvic, la colline de Pipet

- Saint-André le Haut
- Saint-André le Bas
- Saint-Martin
- Saint-Maurice

##### Liste de lieux de cultes
- Notre-Dame de la Salette de Pipet
- Notre-Dame de l'Isle

Culte protestant

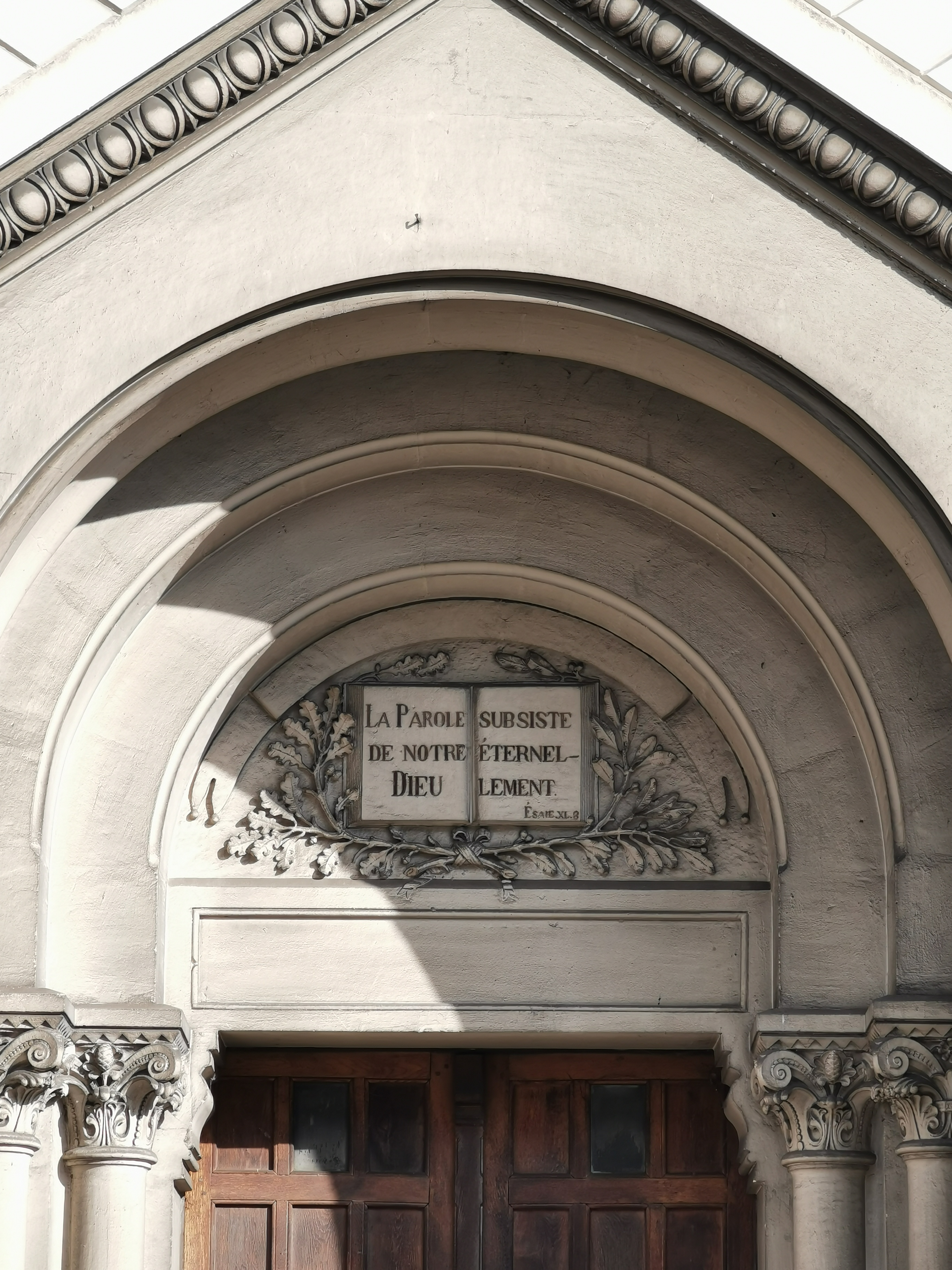
Tympan de l'Église protestante.

- Temple de l'Église protestante unie de France, 47, rue Victor-Hugo[233],[234].
- L'église évangélique pentecôtiste, chemin des Aqueducs.

Témoins de Jéhovah
- Salle du royaume, avenue Marcellin-Berthelot.

## Économie

### Revenus de la population et fiscalité
En 2011, le revenu fiscal médian par ménage était de 23 908 €.
En 2009, 49,7 % des foyers fiscaux n'étaient pas imposables.

### Emploi
En 2009, la population âgée de 15 à 64 ans s'élevait à 19 106 personnes, parmi lesquelles on comptait 72,5 % d'actifs dont 62,1 % ayant un emploi et 10,4 % de chômeurs. On comptait 16 018 emplois dans la zone d'emploi, contre 14 999 en 1999. Le nombre d'actifs ayant un emploi résidant dans la zone d'emploi étant de 11 958, l'indicateur de concentration d'emploi est de 133,9 %, ce qui signifie que la zone d'emploi offre presque un emploi par habitant actif.

### Entreprises et commerces
Au 31 décembre 2010, Vienne comptait 2 990 établissements : 30 dans l’agriculture-sylviculture-pêche, 146 dans l'industrie, 301 dans la construction, 1 972 dans le commerce-transports-services divers et 541 étaient relatifs au secteur administratif.
En 2011, 327 entreprises ont été créées à Vienne.
Vienne est le siège de la Chambre de commerce et d'industrie Nord-Isère. Elle gère le port fluvial commercial de Vienne-Sud ainsi que l'aérodrome de Vienne Reventin.
Yoplait y possède un site de transformation de produits laitiers ainsi qu'un centre de développement.

## Culture locale et patrimoine
Vienne est classée ville d'art et d'histoire.

### Lieux et monuments

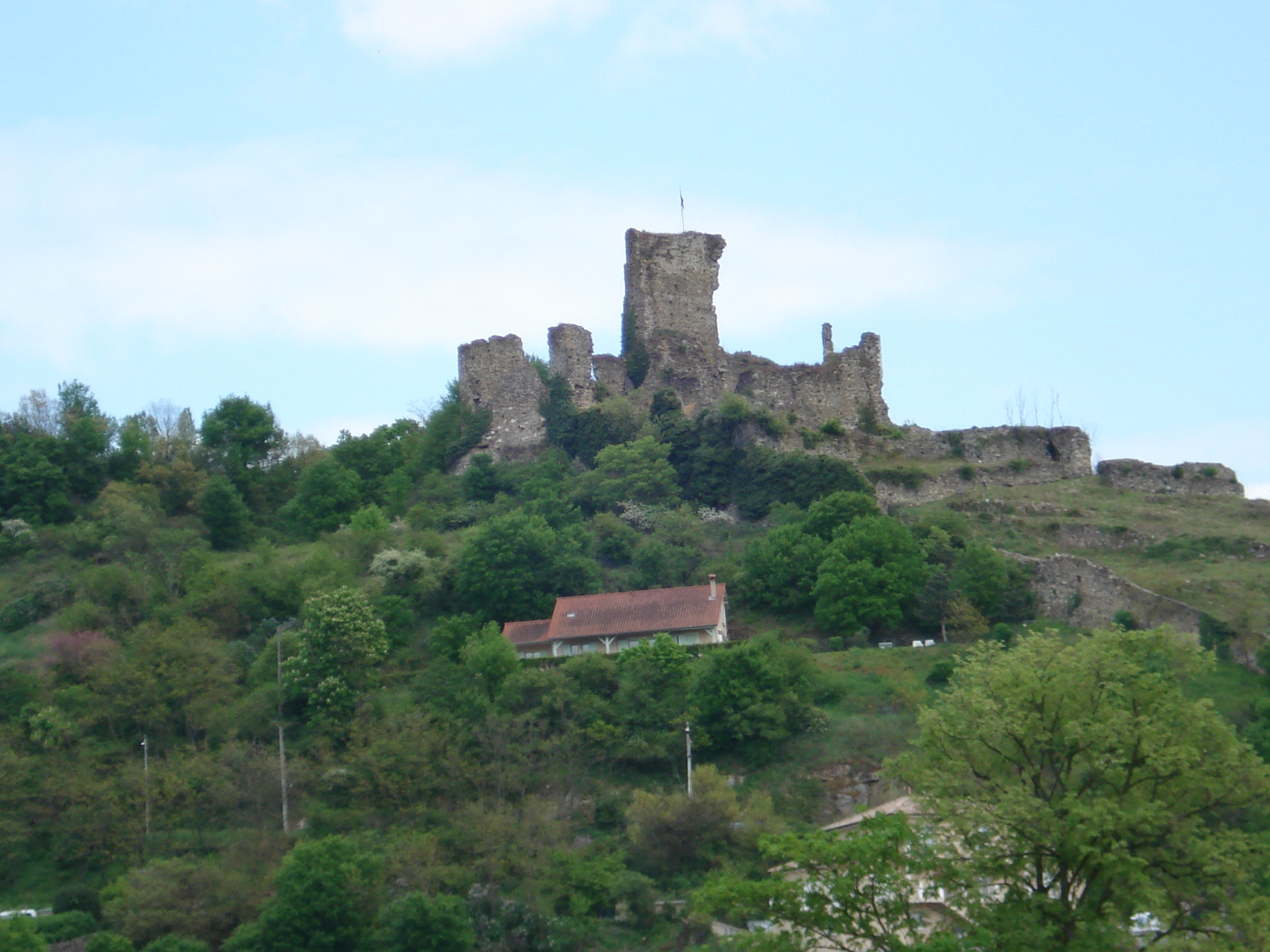
Château de La Batie (XIIIe siècle).

- Les musées de la ville de Vienne : musée des beaux-arts et d'Archéologie, musée archéologique Saint-Pierre, musée du cloître de Saint-André-le-Bas et musée de l'industrie textile.

#### Antiquité
- Le Temple d'Auguste et de Livie, est classé monument historique en 1840.
- Le Jardin de Cybèle est un jardin archéologique comprenant arcades du forum, salle d'assemblée municipale, des maisons et terrasses aménagées.
- Le théâtre antique de Vienne, datant du Ier siècle de notre ère, il est aujourd'hui ouvert sur la ville, ses gradins pouvaient accueillir jusqu'à 13 000 personnes. Tous les étés, il est le site du célèbre festival Jazz à Vienne.
- L'Odéon antique.
- La Pyramide (obélisque monumental du cirque romain).
- Le site archéologique de Vienne -Saint-Romain-en-Gal.

#### Moyen Âge
- La cathédrale Saint-Maurice est une primatiale dont la construction a commencé au début du XIIe siècle et s'est achevée au début du XVIe siècle. Classée monument historique en 1840[237].
- L'abbaye Saint-Pierre de Vienne[238] Ve – VIe siècle, actuel musée archéologique Saint-Pierre, fondée au VIe siècle par Léonien d'Autun et le duc Ansemond.
- Le château de la Bâtie sur le mont Salomon (XIIIe siècle[239])

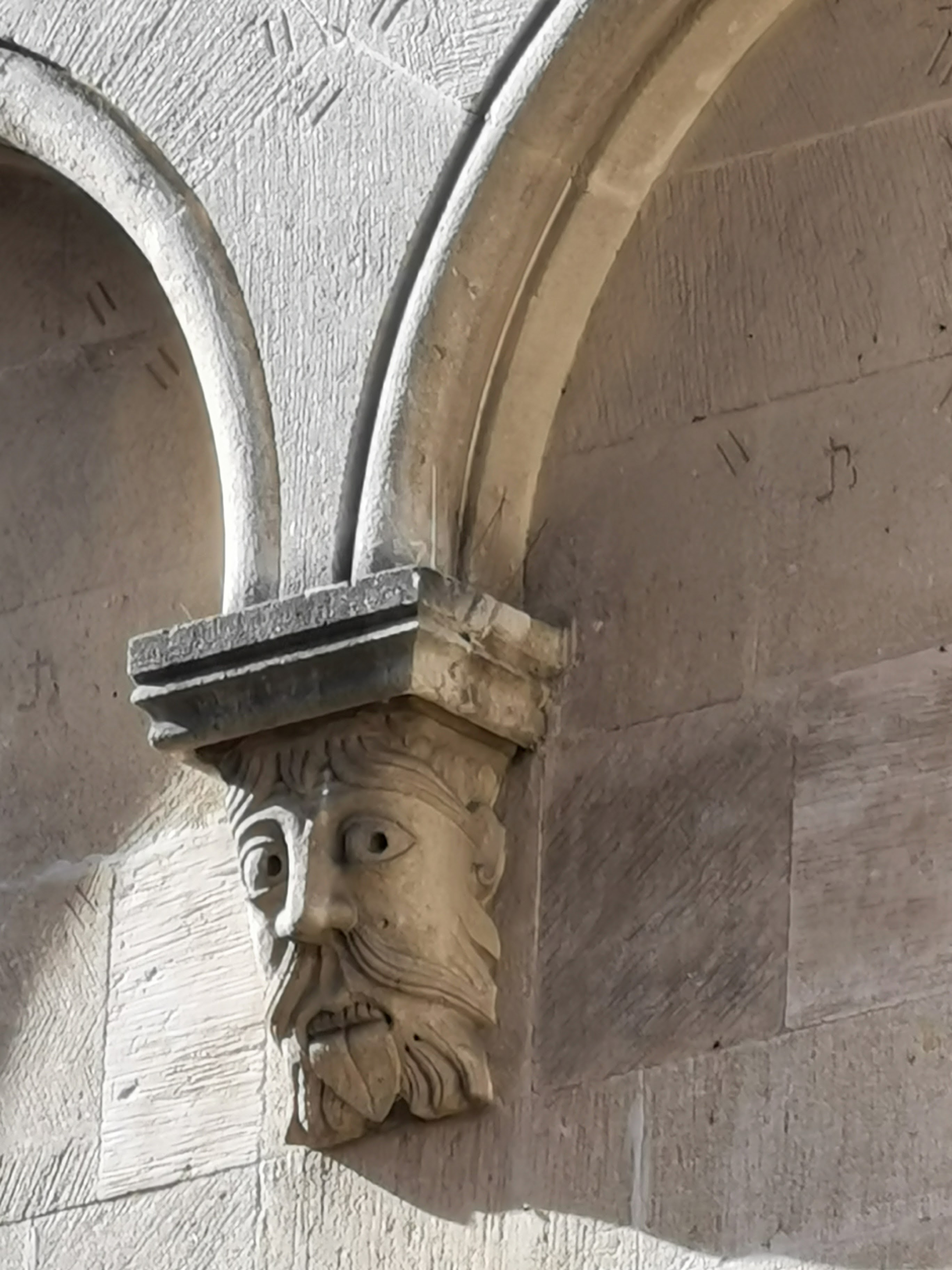
Une des nombreuses chimères de Saint-André-le-Bas.

- L'abbaye de Saint-André-le-Bas de Vienne, l'église et le cloître de Saint-André-le-Bas, ils faisaient partie de cette ancienne abbaye fondée au VIe siècle ; L'église a été classée monument historique en 1840 et le cloître en 1954[240].
- L'abbaye Saint-André-le-Haut de Vienne[241], monastère intra-muros de moniales, qui, selon la tradition, aurait été fondé au VIe siècle par Léonien d'Autun et le duc Ansemond pour Remila, la fille de ce dernier. Vendu comme Bien national à la Révolution, il en subsiste actuellement la cour d'honneur (dite cours de l'Ambulance, car le couvent servit d'hôpital sous la Révolution, le cloître et l'église désaffectée et transformée en habitations. Inscrite aux monuments historiques depuis 1998[242].
- La vieille ville avec ses maisons bourgeoises, sa maison romane, ses façades médiévales, de nombreuses portes anciennes et plusieurs cours à galerie du XVIe siècle.
- La chapelle Saint-Théodore de Vienne inscrite aux monuments historiques en 1927.
- Le Palais des archevêques de Vienne : le palais épiscopal fut détruit au début du XIXe siècle ; il en subsiste des vestiges dans l'école de la Table-Ronde.

#### XVIeauXIXesiècle
- L'église de Saint-André-le-Haut, ancienne chapelle Saint-Louis du collège jésuite (aujourd'hui le collège Ponsard) - à noter que cette église ne prend la dénomination Saint-André-le-Haut qu'au XIXe siècle après la disparition du monastère éponyme.
- La Halle des bouchers (XVIe siècle) : ancien macel (macellum, μάκελλον, maisel, mazel), marché voûté de la communauté juive, située dans l'ancien Bourg des Hébreux, aujourd'hui transformé en centre d'art contemporain.
- Le Mont Pipet et la chapelle de Notre-Dame de Pipet : très beau point de vue sur la ville (voir photos dans la galerie).
- Le théâtre municipal de Vienne avec sa salle du XVIIIe siècle.
- La vallée de Gère, site de l'industrie drapière de la ville pendant le XIXe et une grande partie du XXe siècle.
- Couvent des Bernardines de Vienne.

#### XXeauXXIesiècle
- Hôpital Lucien-Hussel, « Patrimoine du XXe siècle » de l'Isère.
- La Villa Vaganay est inscrite au titre des monuments historiques ; elle est également labellisée « Patrimoine du XXe siècle » de l'Isère.
- Le kemp, ancienne usine d'armement et lieu de vie communautaire des arméniens de Vienne entre les années 1920 et les années 1960.

### Langue régionale

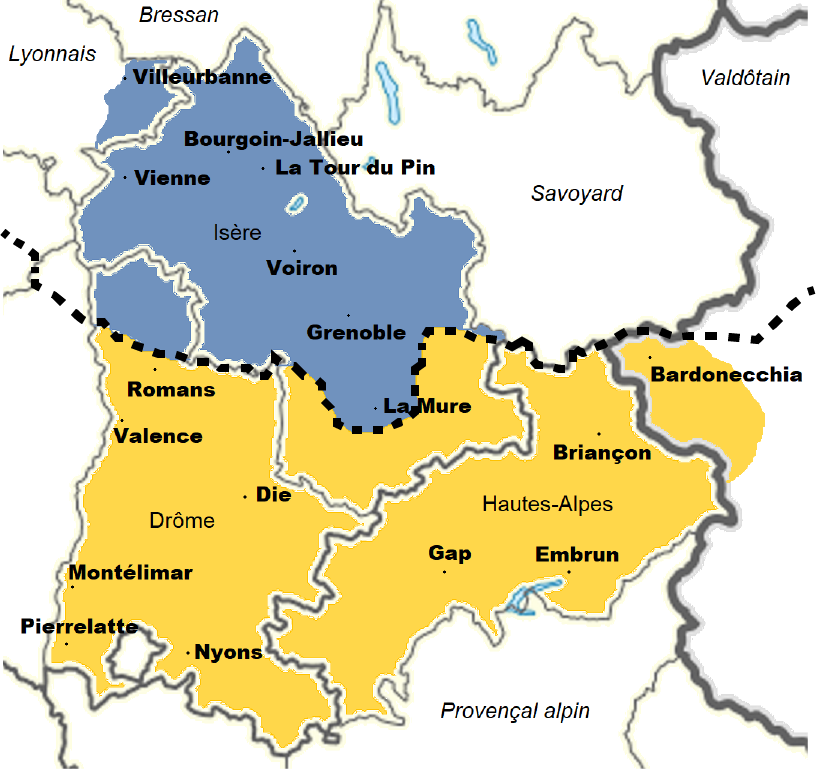
Carte linguistique du Dauphiné : en bleu est représenté le dauphinois du Nord / isérois, en jaune est représenté le vivaro-alpin.

Historiquement, sur le plan linguistique, le territoire de Vienne, ainsi que l'ensemble du Nord-Isère, se situe au nord-ouest de l'agglomération grenobloise et au sud de l'agglomération lyonnaise et donc dans la partie centrale du domaine linguistique des patois dauphinois, laquelle appartient au domaine de la langue dite francoprovençal ou arpitan au même titre que les parlers savoyards, vaudois, Valdôtains, bressans et foréziens,.
L'idée du terme, « francoprovençal », attribué à cette langue régionale parlée dans la partie centre-est de la France, différente du français, dit langue d'oil et de l'occitan, dit langue d'oc, est l'œuvre du linguiste et patriote italien Graziadio Isaia Ascoli en 1873 qui en a identifié les caractéristiques, notamment dans le Grésivaudan, les pays alpins et la vallée de l'Isère, depuis sa source jusqu'à sa confluence avec le Rhône.

### Patrimoine culturel
- Musée des beaux-arts et d'archéologie
- Musée du cloître de Saint-André-le-Bas
- Musée archéologique Saint-Pierre
- Musée de l'industrie textile
- Centre d'art contemporain La Halle des bouchers
- L'Office de Tourisme de Vienne et du Pays Viennois a obtenu la marque « Qualité Tourisme » en 2013[245].

### Patrimoine naturel
Avec une importante concentration urbaine, la ville de Vienne est agrémentée de nombreux espaces verts et d'aménagements naturels. « Ville fleurie » avec trois fleurs au concours des villes et villages fleuris. Vienne dispose de nombreux parcs et jardins urbains appréciés des Viennois, et d'un arrière-pays riche en contrastes, avec notamment, le Parc naturel régional du Pilat (à l'ouest), dont une des communes de l'agglomération viennoise fait partie : Saint-Romain-en-Gal.

### Personnalités liées à la commune
- Louis Alméras, général de division des armées de la République et de l'Empire, est né à Vienne le 15 mars 1768 ;
- Louis Arbessier, né à Vienne en 1907, résistant, et comédien pensionnaire de la Comédie-Française, ce fut le premier commissaire Maigret à la télévision ;
- Eugène Arnaud, résistant viennois sous l'occupation allemande, lors de la Seconde Guerre mondiale ;
- Léonien d'Autun, Saint, abbé d'origine hongroise, fondateur de deux abbayes à Vienne au VIe siècle ;
- Charles François d'Aviau du Bois de Sanzay, archevêque de Vienne puis de Bordeaux ;
- Aignan d'Orléans, né vers 358 à Vienne, évêque d’Orléans ;
- Avit de Vienne, archevêque de Vienne, ministre et conseiller du roi burgonde Gondebaud, est né à Vienne vers 450 ;
- Valerius Asiaticus, consul romain et personnage important de la cour impériale, né à Vienne, mort en 47 ;
- Barthélemy Baudrand, écrivain, né à Vienne en 1701 ;
- François Berger de Malissoles (1668-1738), né à Vienne, évêque de Gap en 1706 ;
- Jean de Bernin, archevêque de Vienne ;
- Erwann Binet (1972), homme politique, rapporteur du projet de loi ouvrant le mariage aux couples de personnes de même sexe ;
- Pierre de Boissat, né à Vienne en 1603, l'un des premiers académiciens Français (1634), fauteuil No 31 dans lequel il a précédé Edmond Rostand (1901) et Jean Cocteau (1955) ;
- Gui de Bourgogne, archevêque de Vienne de 1050 à 1124, élu Pape sous le nom de Calixte II en 1119 ;
- Alain-Michel Boyer, anthropologue et historien des arts d'Afrique, né à Vienne en 1949 ;
- Joseph Brenier (1876-1943), homme politique, maire de Vienne, député de l'Isère puis sénateur.
- André François Bron de Bailly, Général d'Empire né à Vienne en 1757 et mort dans la commune de Batignolles-Monceau (actuel 17e arrondissement de Paris) le 18 mai1847 ;
- Jean-Pierre Calestroupat, curé de Tencin et peintre renommé, est né à Vienne en 1870 ;
- Angelo Catho de Supino, médecin et astrologue de Louis XI, archevêque de Vienne en 1482 ;
- Germain Célette, inventeur du marbre automobile en 1953, industriel[247] ;
- Jean-Baptiste-Charles Chabroud, juriste, député, né à Vienne en 1750, est président de l'Assemblée Nationale en 1791 et conseiller d'État sous l'Empire ;
- Symphorien Champier, médecin et humaniste auteur en 1529 : Du royaume des Allobroges avec L'antiquité et origine de la très noble et ancienne Cité de Vienne sur le fleuve du Rhosne ;
- Nicolas Chorier, né à Vienne en 1602 avocat et historien, auteur de la première histoire du Dauphiné en 1661 ;
- Marc Colombat de L'Isère, médecin phoniatre, créateur de l'Institut orthophonique de Paris, auteur dramatique, est né à Vienne en 1797 ;
- Paul-Louis Couchoud, né à Vienne en 1879, normalien, agrégé de philosophie, poète, spécialiste de la poésie japonaise, médecin aliéniste ;
- Benoît Michel Decomberousse, avocat, député de Vienne sous la Convention, puis président du Conseil des Anciens en octobre 1798, dramaturge. Il a mis le code Napoléon en alexandrins. Ses deux fils, François et Alexis, nés à Vienne, sont des auteurs de mélodrames et de comédies ;
- Yann Delaigue, rugbyman international, a été formé à Vienne ;
- Catherine Diran, auteur compositeur interprète du groupe Lilicub classé no 7 au Top 50 en 1996 nommée aux victoires de la musique en 1997 ;
- Antoine Gachet d'Artigny, né à Vienne en 1706, écrivain et homme d'église, célèbre pour son esprit caustique et ses mémoires ;
- Innocent Gentillet, né à Vienne en 1535, l'anti-Machiavel avocat, écrivain en 1576 des Discours sur les moyens de bien gouverner ;
- Michel Servet, humaniste, médecin, correcteur d'imprimerie, brulé vif à Genève sur ordre de Calvin en 1553 pour des idées jugées blasphématoires ;
- André Gerin, maire Communiste de Vénissieux et député à l'Assemblée Nationale, est né à Vienne le 19 janvier 1946 ;
- Claude Grange, né à Vienne en 1883, sculpteur et Prix de Rome, préside l'Institut de France de 1953 jusqu'à sa mort en 1971 ;
- François de Grossouvre, industriel et un conseiller du Président François Mitterrand, est né à Vienne en 1918 ;
- Charles Gueidan (1830-1924), homme politique né et décédé à Vienne, député de l'Isère de 1871 à 1876.
- Hoviv, dessinateur humoristique, y est né en 1929 ;
- Lucien Hussel, (1889-1967), maire (SFIO) de la ville entre les deux guerres mondiales (1931-1940) après la Libération (1944-1959), est l'un des rares députés à avoir refusé de voter les pleins pouvoirs à Pétain en 1940 ;
- Jean-Pierre Joliot (1820-1883), homme politique né et décédé à Vienne, député de l'Isère de 1867 à 1870.
- Camille Jouffray, ingénieur civil, officier puis pharmacien-chimiste à Montréal (Canada), maire de Vienne, conseiller général, député puis sénateur, est né à Vienne en 1841 ;
- François de Larderel, ingénieur, l'un des pères de l'étude de la géothermie, est né à Vienne en 1789, une ville porte son nom (Larderello) ;
- Jean-Georges Le Franc de Pompignan, archevêque de Vienne en 1774, frère du poète, président des états de Romans, président de l'Assemblée Nationale, ministre de la Feuille après le 4 août ;
- Jean-Élie Leriget de la Faye, né à Vienne en 1671 membre de l'Académie des Sciences ;
- Jean-François Leriget de La Faye, né à Vienne en 1674, élu à l'Académie française en 1730 fauteuil no 13, c'est celui qu'occupa Jean Racine en 1672, et Simone Veil en 2008, il fut administrateur de la Compagnie des Indes ;
- Bernard Lesterlin, homme politique, est né à Vienne le 18 septembre 1949 ;
- Bruno de Leusse, un des négociateurs des accords d'Évian, est né à Vienne en 1916 ;
- Arthur Magakian, directeur technique national de la gymnastique de 1963 à 1986 est né à Vienne ;
- Mamert de Vienne, archevêque de Vienne à la fin du Ve siècle, institue les prières des rogations ;
- Joseph-Napoléon Martin, né à Vienne (1848), ingénieur, officier, explorateur en Sibérie centrale et orientale ;
- Henry Merle, ingénieur, né à Vienne en 1829, industriel,associé à Alfred Rangod Pechiney ;
- Louis Mermaz, maire (PS) de Vienne de 1971 à 2001, ancien : député, sénateur, président du conseil général de l'Isère, président de l'Assemblée nationale, ministre, est né à Vienne en 1931 ;
- Thomas Mermet (1780-1846), avocat, homme politique et historien né et décédé à Vienne, député de l'Isère.
- Laurent Mourguet, créateur de Guignol, est mort à Vienne en 1844, après y avoir vécu et créé plusieurs théâtres, auteur de la pièce : « Les souterrains du vieux château » dans laquelle le personnage du Baron de Blumenstein apparait ;
- Jean de Nant, archevêque de Vienne en 1405 ;
- Antoine Pessonneaux (abbé), prêtre, professeur au collège Ponsard, il revendiqua d'être l'auteur du 7e couplet de la Marseillaise (Strophe des enfants) ;
- Michel Pichat, poète et dramaturge français, né à Vienne en 1786 ;
- Ponce Pilate (10 av. J.-C.-39), préfet Romain de Judée de 26 à 36, qui ordonna la crucifixion de Jésus le Christ, selon plusieurs légendes serait mort à Vienne dans le Rhône et enterré sur le mont Pilatus : le Mont Pilat ;
- Jacques Pilliard, peintre, enterré au cimetière de Pipet ;
- Fernand Point, Restaurant à Vienne : La Pyramide , chef cuisinier, le premier à avoir obtenu 3 étoiles au guide Michelin. Le Président de la République Albert Lebrun, en retard pour assister au Théâtre Antique à la pièce Sérénade de Méphistophélès déclara : « Je préfère me damner chez Point; Faust peut attendre ! » ; Sacha Guitry disait : « Pour bien manger en France, un Point c'est tout ». Il est inhumé au cimetière de Pipet ;
- François Ponsard, est né à Vienne en 1814, poète dramatique, élu à l'Académie française le 22 mars 1855 fauteuil No 9. Il est inhumé au cimetière de Pipet ;
- Jean Poyet, Imprimeur a Vienne en 1629 ;
- Henri Reymond, homme d'Église français des XVIIIe et XIXe siècles, est né à Vienne en 1737 ;
- Charles Reynaud, né à Vienne en 1821, poète et critique littéraire ;
- André Rivoire, poète et dramaturge, est né à Vienne en 1872 auteur de la pièce : Le bon roi Dagobert entrée à la bibliothèque du Congrès des États-Unis en 1908 ;
- Jules Ronjat, linguiste, majoral du Félibrige, est né à Vienne en 1864, y a vécu et y est enterré ;
- Mathias Saint-Romme, fils d'un législateur, député puis sénateur de l'Isère est né à Vienne en 1844 ;
- Marc de Joybert (1912-1989), amiral de la marine française, à la tête de l'escadre de méditerranée, achève sa carrière comme Chef d'état-major de la Marine.
- Albert Séguin (1891-1948), gymnaste, champion olympique en 1924 ;
- Valentinien II (371-392), empereur romain mort à Vienne.

### Héraldique, logotype et devise

#### Héraldique
À l'origine, les armes primitives de Vienne sont d'or à un arbre arraché de sinople, puis le clergé y joint, le calice d'or et l'hostie d'argent et la mention Vienna civitas sancta (Vienne ville sainte), blason qui apparaît pour la première fois officiellement dans un édit de novembre 1696.
En 1887, une délibération du conseil municipal supprime toute référence religieuse dans les armes de la ville qui deviennent : D'or à un arbre arraché de sinople, à un listel d'argent brochant sur le tronc et chargé des mots Vienna urbs senatoria en lettres capitales de sable.
La devise rappelle que la cité, sous la domination romaine, a le droit d'élire un sénat et de porter le titre de ville Sénatoriale, ce dont elle se montre toujours très fière. La couronne murale à cinq créneaux figurant sur les grandes armes est une allusion aux remparts détruits. Le nombre des créneaux pour l'ensemble des emblèmes en France est réglé par une loi promulguée en mai 1804.
L'orme est devenu au Moyen Âge l'arbre symbole à proximité duquel se trouve une table ronde située à un carrefour important au nord de la rue des Clercs vers la rue Teste-du-Bailler (le maisel ou macel). C'est une table en pierre en plein air, connue depuis le XIIe siècle, où aurait eu lieu d'abord le change de la monnaie dans le quartier juif très commerçant, avant de devenir un refuge, d'où son nom : Asile de la Table-Ronde. Cette franchise est reconnue par les autorités de la ville, l’archevêque, le dauphin et par le roi Charles VII de passage à Vienne qui confirme l'inviolabilité des privilèges au seigneur de Montléans en 1434. À l'époque, les ormes sont nombreux sur les places des villages où se trouve le centre de la vie sociale. Des consuls ou des « juges de village » y mettent en présence les parties qui s'opposent.
Le calice et l'hostie sont le témoignage de l'importance de la dévotion viennoise au Saint-Sacrement. Certains historiens contestent le calice, au motif que c'est l'encensoir qui aurait dû y figurer. Ils considèrent que c'est la procession de la Fête-Dieu, instituée à Vienne lors du concile de 1311, qui ajoute ces atours cultuels.

Armes primitives.
Blason de 1696, Vienna Civitas Sancta.
Blason de 1897, Vienna Urbs Senatoria.

#### Devise
De 1696 et jusqu'en 1887 la devise de Vienne est « Vienna civitas sancta », Vienne, cité sainte, allusion à l'antiquité de la christianisation de la ville et à son rôle religieux (rang primatial des archevêques, nombreux établissements religieux et importances des reliques conservées dans la cité). La devise actuelle : « Vienna, urbs senatoria » Vienne ville Sénatoriale, apparaît dans des documents officiels dès 1517, puis remise officiellement sur les armes de la ville en 1887 sous l'impulsion du maire Camille Jouffray. Elle évoque l'histoire antique de la ville qui a fourni de nombreux sénateurs à Rome ; en outre, l'activité de son Sénat municipal est attestée jusqu'au VIIe siècle. Ce changement de devise découle de la déchristianisation de la République.